# VW Käfer

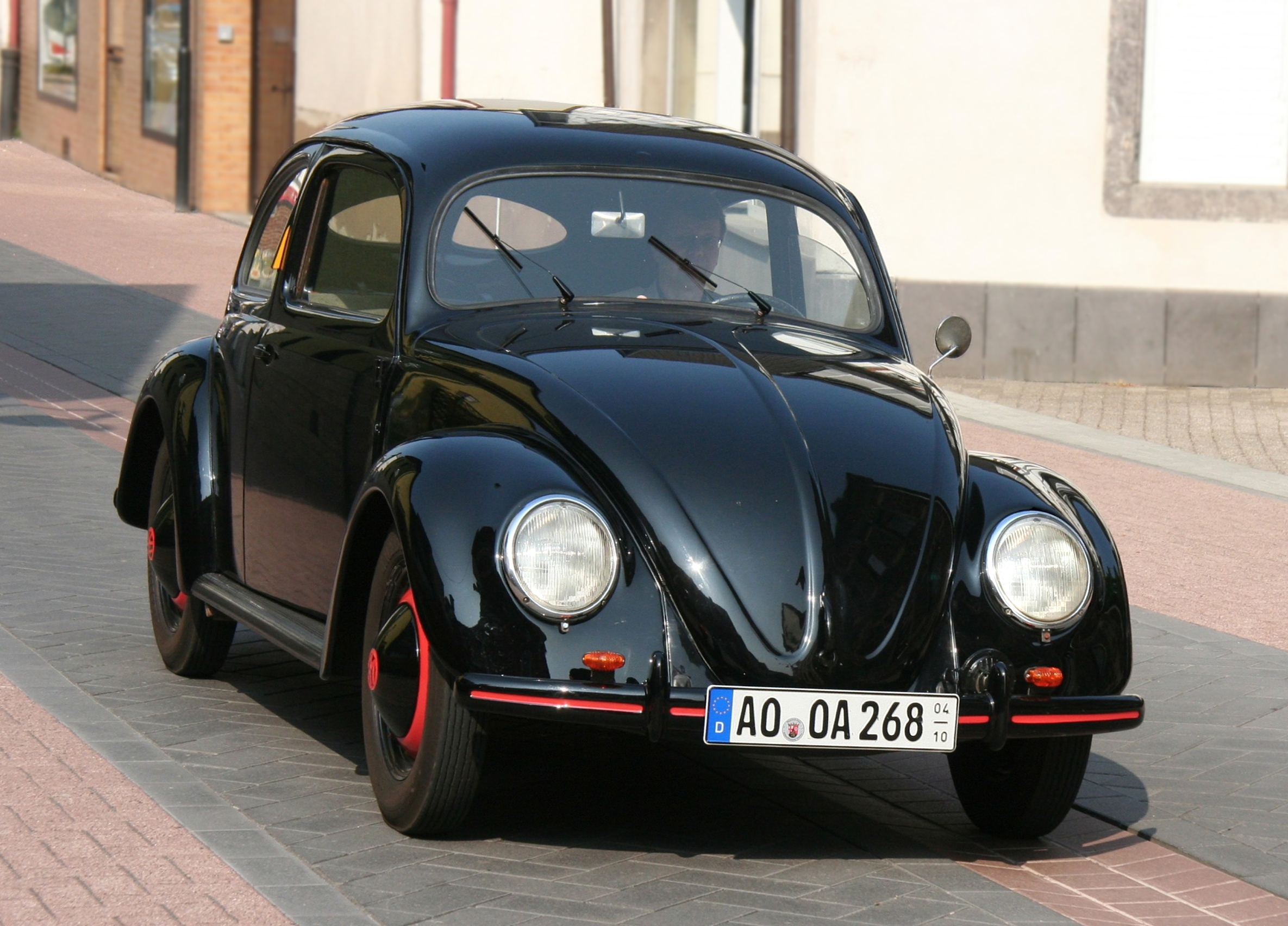
VW Standard, Baujahr 1950

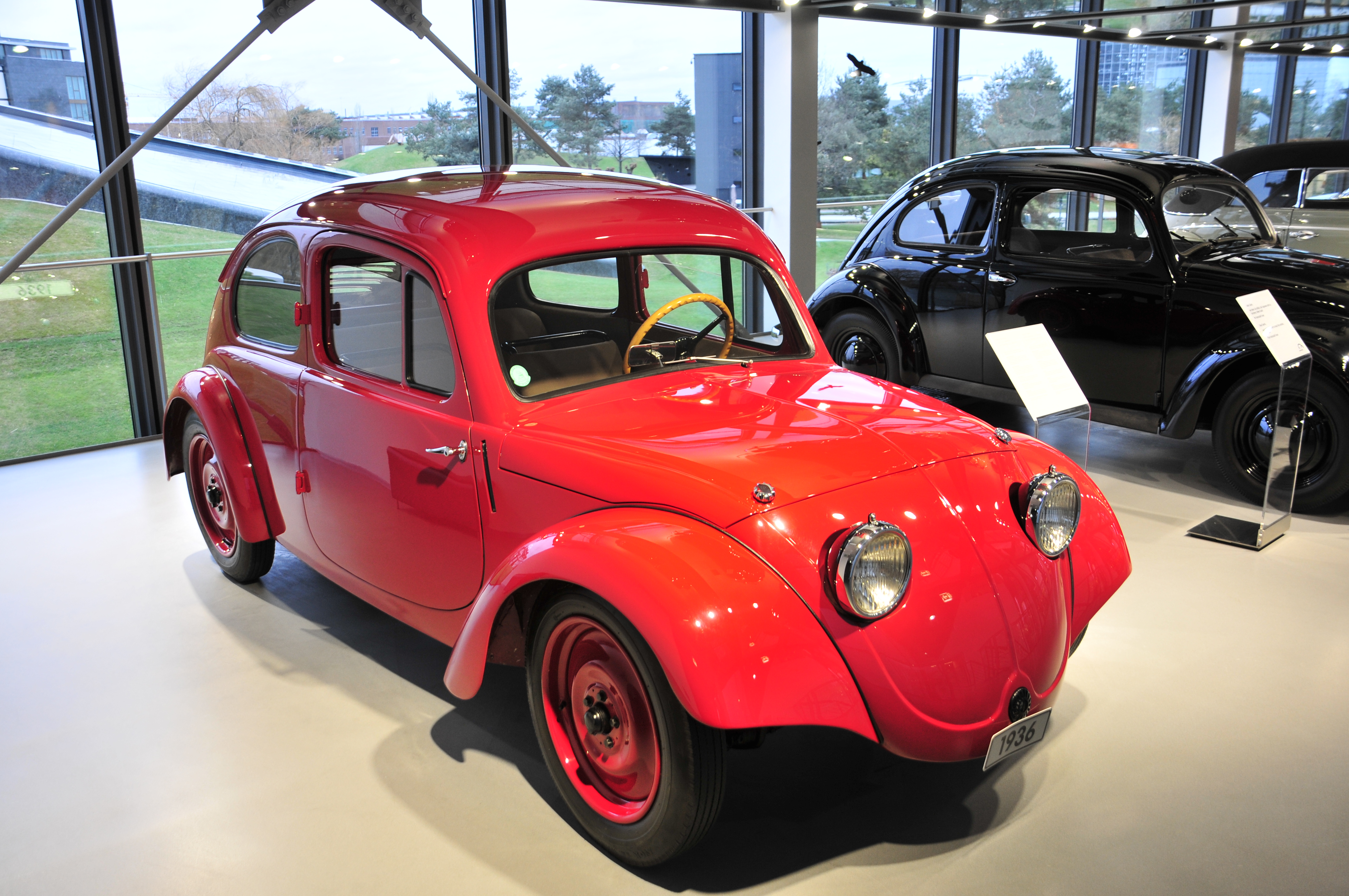
Prototyp des KdF-Wagens:
Porsche Typ 60 Prototyp V3

Der VW Käfer (VW Typ 1) ist ein Pkw-Modell in Kompaktklassengröße der Marke Volkswagen mit luftgekühltem Vierzylinder-Boxermotor und Heckantrieb, das von Ende 1938 bis Sommer 2003 gebaut wurde.
Mit über 21,5 Millionen Fahrzeugen war der Käfer das meistverkaufte Automobil der Welt, bevor er im Juni 2002 vom VW Golf übertroffen wurde.

## Namensgebung

### KdF-Wagen
Ferdinand Porsche erhielt am 22. Juni 1934 vom Reichsverband der Deutschen Automobilindustrie einen Entwicklungsauftrag für den Prototyp eines sparsamen und preisgünstigen Pkw, nachdem Adolf Hitler im Jahr zuvor im Rahmen der 24. Internationalen Automobil- und Motorrad-Ausstellung (IAMA) in Berlin den Bau eines günstigen Autos für die deutsche Bevölkerung, eines Volkswagens, gefordert hatte. Der Name war nicht neu; Volkswagen wurden mindestens seit 1905 mehrere Modelle unterschiedlicher deutscher Hersteller in der Werbung genannt. Zur Senkung der Produktionskosten des Volkswagens sollte insbesondere der Ersatz importierter Rohstoffe durch Erzeugnisse der deutschen Chemieindustrie beitragen; so sollten etwa die Scheiben aus Kunststoff anstelle von Flachglas bestehen, für die Polsterung war Kunstleder vorgesehen, und die Reifen sollten aus Buna hergestellt werden.
Offiziell wurde der Begriff Volkswagen bei der Grundsteinlegung des Volkswagenwerks am 26. Mai 1938 durch KdF-Wagen („Kraft durch Freude“) ersetzt. Ende 1938 wurden einige Vorserienwagen gefertigt, die als Vorführwagen genutzt und auf Ausstellungen gezeigt, aber nicht an Kunden ausgeliefert wurden. Die eigens dafür gebaute, auch offiziell Volkswagenwerk genannte Produktionsstätte wurde erst im Zweiten Weltkrieg fertiggestellt.

### Volkswagen (Typ 1)
Als nach dem Zweiten Weltkrieg die Produktion im Volkswagenwerk, damals von der britischen Militärregierung in Wolfsburg Motor Works umbenannt, in der zweiten Hälfte des Jahres 1945 aufgenommen wurde, erhielt der KdF-Wagen den offiziellen Namen Volkswagen. Er blieb nahezu fünf Jahre lang das einzige Modell der späteren Volkswagen AG und erhielt erst 1950 mit der Markteinführung des VW-Transporters (Volkswagen Typ 2) die werksinterne Bezeichnung Typ 1.

### VW Käfer
Die New York Times hatte am 3. Juli 1938 in einem Artikel möglicherweise zum ersten Mal die englische Bezeichnung Beetle (deutsch „Käfer“) benutzt, welche die Vision von „Tausenden und Abertausenden von glänzenden kleinen Käfern, die bald die deutschen Autobahnen bevölkern werden“, ausmalte:

“[…] In a short time Der Fuehrer is going to plaster his great sweeps of smooth motor highways with thousands and thousands of shiny little beetles, purring along from the Baltic to Switzerland and from Poland to France, with father, mother and up to three kids packed inside and seeing their Fatherland for the first time through their own windshield.”

„[…] In Kürze wird Der Führer sein großes Netz ebener Autobahnstraßen mit Tausenden und Abertausenden von glänzenden kleinen Käfern zupflastern, die von der Ostsee bis zur Schweiz und von Polen bis Frankreich vor sich her summen werden, Vater, Mutter und bis zu drei Kinder passen hinein, die ihr Vaterland das erste Mal durch die eigene Windschutzscheibe sehen.“

Nachdem der Wagen Anfang der 1950er Jahre mit wachsendem Erfolg in die USA exportiert und als erschwingliches, sparsames und robustes Gebrauchsauto populär geworden war, bürgerte sich dort der spöttisch-liebevoll gemeinte Spitzname Beetle oder gleichbedeutend Bug ein. In Deutschland setzte sich die Bezeichnung Käfer erst zur Abgrenzung gegen das 1961 erschienene Stufenheck-Modell VW 1500 (intern Typ 3 genannt) allgemein durch. Erst in der zweiten Hälfte der 1960er Jahre übernahm der VW-Konzern den inzwischen auch in Deutschland gängigen Namen für seine Werbekampagnen. Wenn man noch 1960 sagte, man fahre einen Volkswagen, war jedem klar, dass der Typ 1 gemeint war; denn das Volkswagenwerk baute nur den Transporter/Bus (Typ 2) als weiteres Modell.
International ist die Bezeichnung „Käfer“ ebenfalls verbreitet, so beispielsweise im englischsprachigen Raum Beetle oder seltener Bug, niederländisch Kever, französisch Coccinelle („Marienkäfer“), italienisch Maggiolino („Maikäfer“), serbokroatisch Buba, ungarisch Bogár und spanisch Escarabajo. Die Volkswagen AG übernahm in vielen Ländern die jeweilige Bezeichnung als offiziellen Modellnamen.
Der VW Käfer hat auch einige Spitznamen, in Deutschland zum Beispiel Kugel- oder Buckel-Porsche, in Schweden Bubbla (dt.: Blase), in der Dominikanischen Republik Cepillo (dt.: Bürste) und in Brasilien und Uruguay spricht man von jeher vom Fusca. In Bolivien heißt er Peta, in Polen Garbus (dt.: der Bucklige), in der Türkei Kaplumbağa (dt.: Schildkröte). Schließlich wird er in Mexiko Vocho (vermutlich aus Volkswagen abgeleitet) genannt. Zur Popularität des Wagens trug auch die 1968 von Disney produzierte Realfilm-Komödie Ein toller Käfer mit ihren Folgefilmen in den 1970er und 2000er Jahren bei. Der Wagen trug dabei – schwarz auf weißer Kreisscheibe – die Startnummer 53.
Den Namensbestandteil Käfer trugen in Deutschland noch der Prototyp (Maikäfer) zum Serienmodell Standard Superior von 1933 sowie ein Einzelstück von Felix Wankel aus dem Jahr 1926 (Teufelskäfer).

## Entwicklung

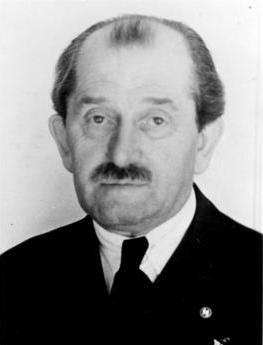
Ferdinand Porsche

Die Ursprünge des VW Käfer gehen auf staatliche Bestrebungen des NS-Staates zurück, einen für breite Bevölkerungsschichten erschwinglichen Volkswagen zu schaffen, seinerzeit nach dem Kürzel der gleichnamigen NS-Organisation KdF-Wagen genannt. Großen Anteil an der Entwicklung hatte Ferdinand Porsche, der allgemein als Schöpfer des Käfers bezeichnet wird. Jedoch war nicht nur die Idee eines technisch einfachen und günstig herzustellenden Volkswagens in ihren Grundzügen älter als seine Entwicklung zur NS-Zeit, auch das technische Konzept mit Heckantrieb und hinterer Pendelachse war nicht neu.
Der KdF-Wagen wurde vor dem Zweiten Weltkrieg nicht in Serie produziert, weil das im Mai 1938 gegründete Volkswagenwerk bei Fallersleben (heute ein Stadtteil Wolfsburgs) noch nicht fertig war. Im Krieg wurden dort Militärversionen des KdF-Wagens und andere Militärfahrzeuge sowie andere Rüstungsgüter hergestellt, sodass die serienmäßige Produktion des dann Volkswagen genannten zivilen Wagens erst im Sommer 1945 beginnen konnte. Bis zum Jahresende 1945 wurden 1785 Wagen hergestellt und an die Besatzungsmächte sowie an die Deutsche Post geliefert. Ab 1946 konnte der VW zum Preis von 5000 Reichsmark auch privat gekauft werden, allerdings nur mit Bezugsschein.
Mit dem Export in die USA und viele andere Länder und infolge des sogenannten deutschen Wirtschaftswunders, für das der Volkswagen symbolhaft stand, erreichte die Käfer-Produktion in Wolfsburg und zahlreichen Produktions- und Montagewerken in aller Welt ungeahnte Höhen. In den USA – nach Deutschland dem wichtigsten VW-Markt – erlangte der Käfer als billiges, nach dortigen Begriffen sparsames Vehikel, vor allem aber auch als Verkörperung einer Gegenkultur zu den Straßenkreuzern in den 1960er Jahren große Popularität. Anfang der 1970er Jahre ließ der Absatz nach, weil der Käfer zunehmend Konkurrenz durch wesentlich modernere Kleinwagen erhalten hatte.
Mit Beginn der Produktion des Nachfolgers VW Golf I endete die Käfer-Fertigung in Wolfsburg Mitte 1974; das Werk Emden baute die Käfer-Limousine bis Anfang 1978 weiter. Danach wurde der Wagen nur noch in Mexiko und Brasilien hergestellt und bis 1985 in Deutschland von VW angeboten. Die Produktion des Cabriolets bei Karmann in Osnabrück endete bereits im Januar 1980. Im Juli 2003 lief in Mexiko der letzte weltweit gebaute Käfer vom Band.
Insgesamt wurden 21.529.464 VW Käfer hergestellt; davon entstammen knapp 15,8 Millionen Stück (darunter etwa 330.000 Cabriolets) der deutschen Produktion.
Die Karosserieformen des in Mexiko hergestellten VW New Beetle (1998 bis 2010) und auch seines Nachfolgers VW Beetle (2011 bis 2019) lehnen sich an die des Käfers an.

### Einflüsse und Urheberrechte

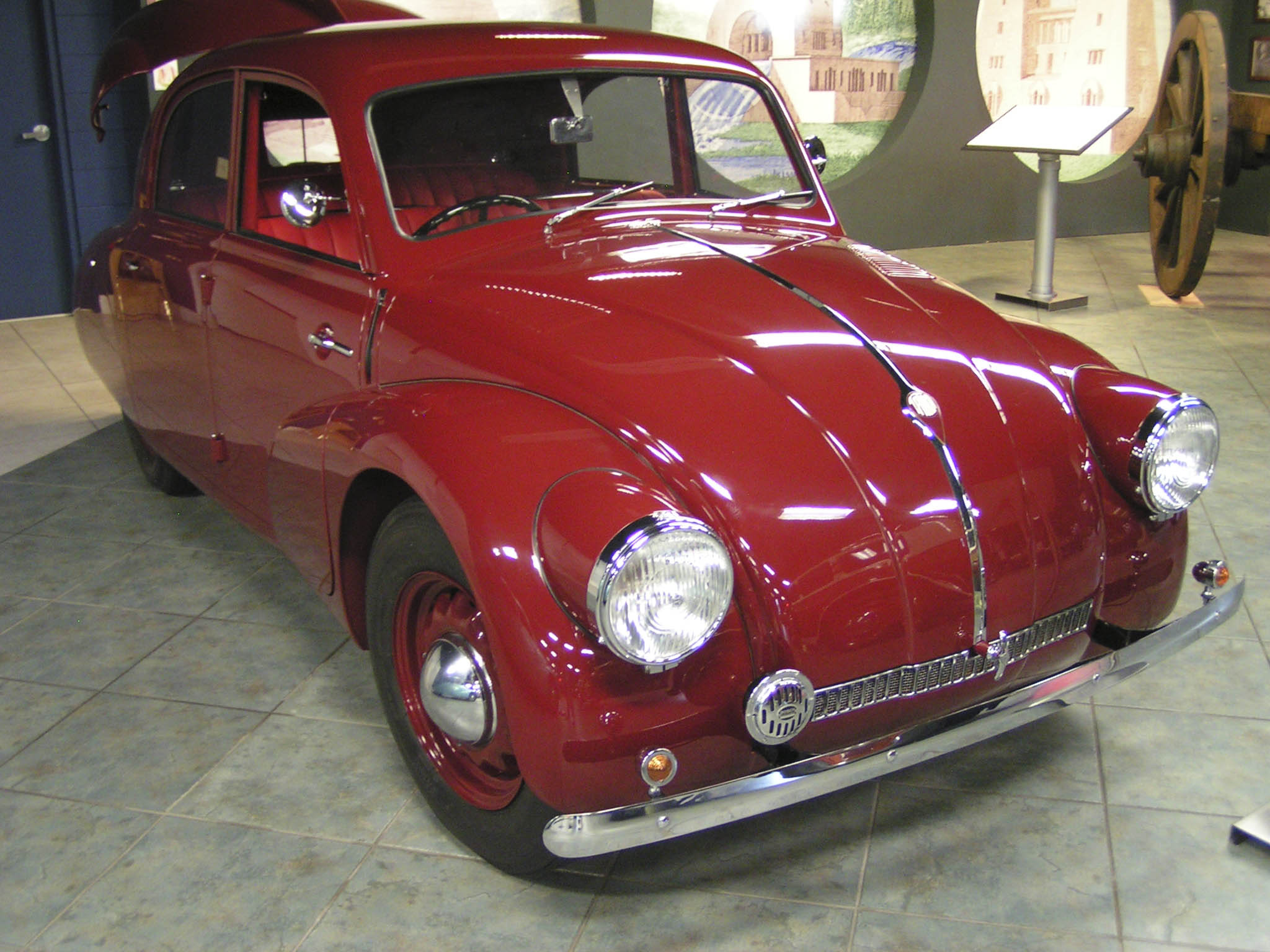
Motorkonzept und Design des Käfers basierten u. a. auf dem Tatra 97

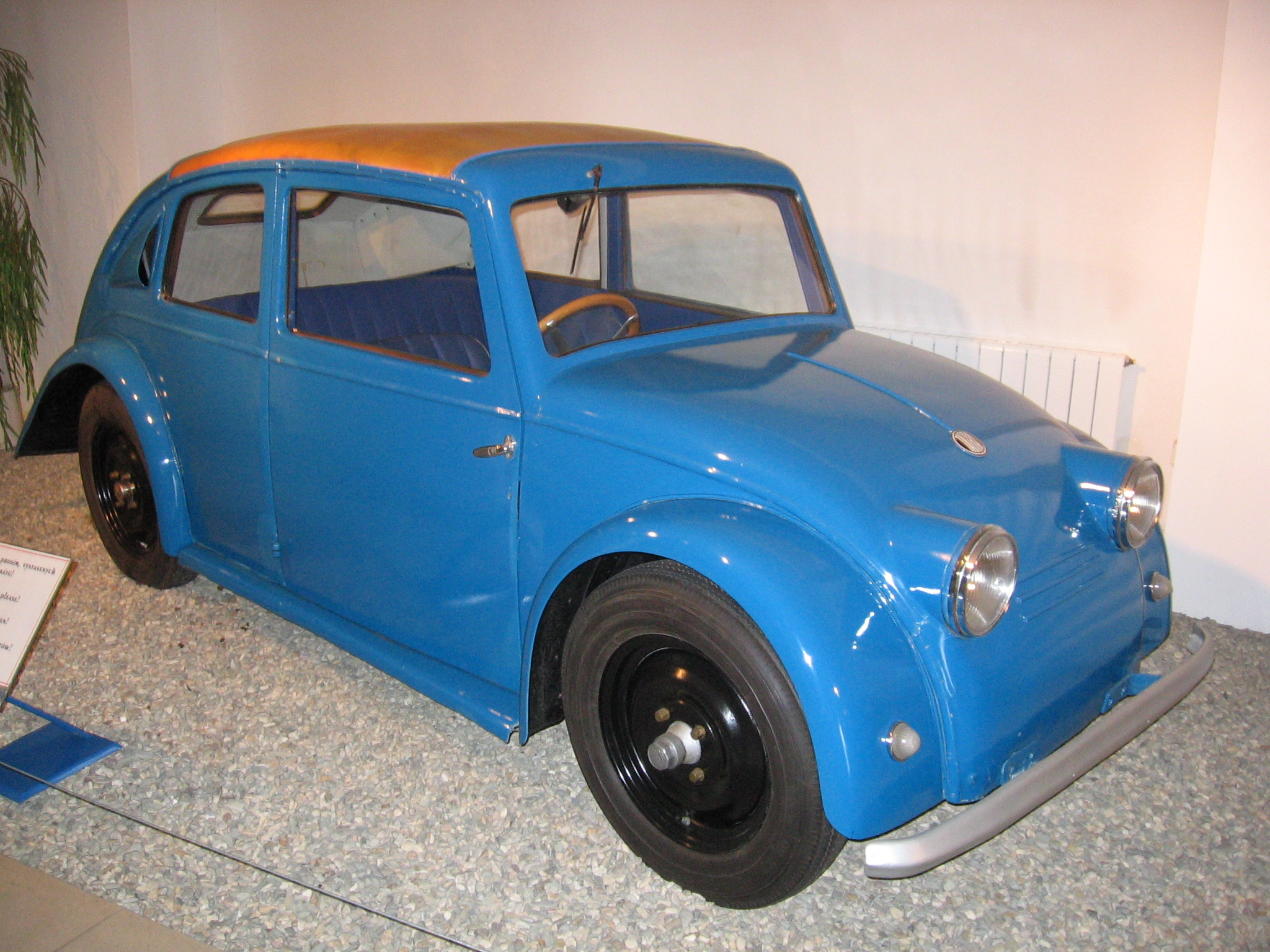
… sowie dem Prototyp Tatra V 570

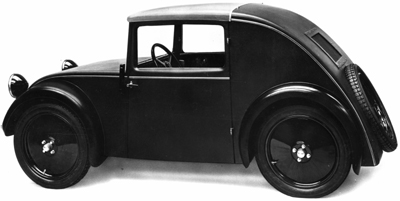
Erstes Modell des in der Werbung als Volkswagen bezeichneten Standard Superior, vorgestellt 1933 auf der IAMA-Automobilmesse in Berlin

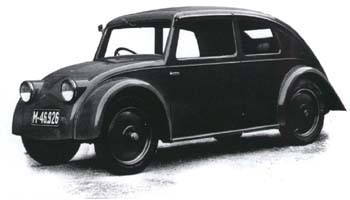
Prototyp des Tatra V570 von 1933

#### Béla Barényi
Viele Details des Käfers entwarf Béla Barényi schon 1925, was lange Zeit von dem Automobilhersteller Porsche bestritten wurde, der Ferdinand Porsche als Konstrukteur nannte. Verunglimpfende Darstellungen seiner Leistungen ließ Barényi 1952 gerichtlich sanktionieren; die Klagen richteten sich jedoch nicht an die Volkswagenwerk GmbH, sondern an die Autoren Horst Mönnich (Roman Die Autostadt) sowie Richard von Frankenberg, der Anfang der 1950er Jahre eine Porsche-Biographie verfasste. Durch ein Gerichtsurteil konnte Barényi 1953 seine Urheberschaft und damit seine Ansprüche durchsetzen. Er konnte nachweisen, dass er Porsche das bereits in den 1920er Jahren entwickelte Konzept des Käfers detailliert dargelegt hatte; es war aber nicht ausreichend durch Patente abgesichert. Dazu gehörten der luftgekühlte Vierzylinder-Boxermotor im Heck, das Getriebe vor der Hinterachse und die rundliche Form. Der Leiter des historischen Archivs von Porsche, Dieter Landenberger, bestätigte später, Barényi habe einen „entscheidenden Teil für die Urheberschaft des späteren VW Käfer“ geleistet.

#### Paul Jaray
Es ist anzunehmen, dass auch Paul Jaray mit seinen Berechnungen zur Aerodynamik von Autos eine Grundlage zur Gestaltung der Karosserieform lieferte. Aus den Recherchen für einen am 15. November 2021 aktualisierten Bericht der FAZ geht hervor, dass nach Jarays Forschungsergebnissen u. a. „auch Hitlers stromlinienförmiger KdF-Wagen entworfen wurde, der nach dem Krieg als ‚Käfer‘ zum damals meistverkauften Auto der Welt wurde.“ Jarays Erkenntnisse zur Strömungsmechanik bodengebundener Fahrzeuge wurden außer beim VW Käfer auch beim Tatra 77 und weiteren unten beschriebenen Fahrzeugen verwendet. Seine ersten Patente und Veröffentlichungen stammen aus den frühen 1920er Jahren. Jarays wesentlicher Beitrag zur Stromlinienform wurde von dem Ingenieur Christian Binnebesel in seiner Dissertation aus dem Jahr 2008 wissenschaftlich dargestellt.

#### Josef Ganz und der Standard Superior
Viele Jahre umstritten und als nicht eindeutig geklärt galten die möglichen frühen Beiträge von Josef Ganz zur Entwicklung des Ur-Käfers. Der aktuelle Stand der Forschung scheint nun zu bestätigen, dass seine Idee und das Konzept eines Kleinwagens zumindest einen Teil zu der Entwicklung des VW Käfer und dessen Prototypen beigetragen haben. Dagegen spricht allerdings, dass Ganz häufig Pläne für die Produktion von Kleinstfahrzeugen, also Modellen unterhalb der Wagenklasse des späteren VW Käfer, vorlegte mit dem Ziel, die gleiche Fahrsicherheit wie bei größeren Fahrzeugmodellen zu schaffen. Der „Maikäfer“-Prototyp wie auch der spätere Standard Superior (1. Version) waren Zweisitzer und hatten weder Bremsen an der Vorderachse noch ein Differentialgetriebe an der Hinterachse. Josef Ganz fuhr selbst ehemals einen Hanomag Kommissbrot sowie eines der Tatra-Schwingachsfahrzeuge – beides Modelle mit technischen Merkmalen (Zentralrohrrahmen, Einzelradaufhängung, Heck- bzw. Mittelmotor u. a.), die er selbst in seinen Fahrzeugvorschlägen weiterverwendete. Den ersten Prototyp von Ganz bauten 1930 die Nürnberger Ardie-Werke. Die von Josef Ganz entworfenen Autotypen sah Adolf Hitler offenbar 1933 bei einer Autoschau. Der von Ganz für die Standard Fahrzeugfabrik konstruierte Standard Superior hatte eine angedeutete Tropfenform der Karosserie auf Zentralrohrrahmen mit hinterer Pendelachse, der Motor war aber quer vor der Achse eingebaut und nicht längs als Heckmotor. Die Zeichnungen von Hitler selbst zu einem seinen Wunschvorstellungen entsprechenden Volkswagen glichen dem Standard Superior jedoch kaum. Das Auto wurde von 1933 bis 1935 in Ludwigsburg als „Volkswagen“ hergestellt. Die Fabrik war von Wilhelm Gutbrod gegründet worden und hatte keine Verbindung mit dem namensähnlichen englischen Unternehmen Standard Motor Company. Der Superior war nach Josef Ganz' Patenten konstruiert und hatte einen Zweizylinder-Zweitaktmotor. Porsche hatte jedoch schon zwei Jahre vor der Einführung des Standard Superior den Typ 12 für Zündapp entwickelt, der viele Gestaltungsmerkmale des späteren Volkswagen Käfer aufwies.

#### Tatra
Der österreichische Automobilentwickler Hans Ledwinka war ein Zeitgenosse Porsches, der bei dem tschechoslowakischen Fahrzeughersteller Tatra arbeitete. 1931 baute Tatra den Prototyp V 570 mit luftgekühltem Boxermotor über der Hinterachse. 1933 folgte darauf der zweite Prototyp des V 570 mit einer stromlinienförmigen Karosserie ähnlich dem von NSU gebauten Porsche Typ 32. Der luftgekühlte Heckmotor verlangte von den Konstrukteuren neue technische Lösungen, weshalb Tatra während der Entwicklung des deutlich größeren Tatra 77 1933 viele Patente zur Luftführung anmeldete. Die Nutzung dieser Patente zur Luftkühlung waren einer der zehn Punkte, wegen derer Tatra VW 1938 verklagte.
Hitler und Porsche wurden von den Tatras beeinflusst. Hitler als Autoliebhaber hatte selbst Tatras bei Fahrten in der Tschechoslowakei benutzt und traf sich auch des Öfteren mit Ledwinka. Gegenüber Porsche soll er geäußert haben, solche Wagen seien die richtigen für seine Straßen. Ab 1933 trafen sich Ledwinka und Porsche regelmäßig zur Besprechung von Designfragen und Porsche soll später die Zusammenarbeit beim Entwurf des Volkswagens zugegeben haben. Der Tatra 97 von 1936 hatte einen 1749 cm³ großen luftgekühlten Vierzylinder-Boxermotor mit Heckantrieb. Für 5600 RM bot er Platz für fünf Personen. Der stromlinienförmig gestaltete Viertürer hatte einen Kofferraum unter der Fronthaube und Stauraum hinter den Rücksitzen. Auch hatte er einen mittleren Tunnel wie der Käfer.
Bereits vor Beginn des Kriegs klagte Tatra in zehn Angelegenheiten gegen Porsche wegen Verletzung der Patentrechte. Ferdinand Porsche stand kurz vor der Zahlung für einen Vergleich mit Tatra, als Hitler ihn davon abhielt und ihm sagte, er werde das Problem lösen. Tatra reichte daraufhin Klage ein, aber vor Prozessbeginn begann die Invasion der Tschechoslowakei durch deutsche Truppen, sodass Tatra im Oktober 1938 unter deutsche Verwaltung gestellt wurde. Die Tatramodelle T 97 und T 57 durften auf dem Stand von Tatra im Berliner Autosalon von 1939 nicht gezeigt werden. Tatra musste seine Produktion später auf schwere Lastwagen und Dieselmotoren umstellen, andere Modelle mit Ausnahme des Tatra 87 wurden nicht weitergeführt. Nach dem Zweiten Weltkrieg wurde die Angelegenheit der Patentverletzungen wieder neu aufgenommen. 1965 zahlte Volkswagen an Ringhoffer-Tatra 1.000.000 DM in einem außergerichtlichen Vergleich. Nach anderen Angaben erhielt Tatra im Jahr 1961 eine Entschädigung in Höhe von 3.000.000 DM von Volkswagen. Das Urteil traf das Gericht wegen Patentverletzungen bei Motor und Design des Tatra 97.

### Prototypen von Zündapp und NSU
Bevor mit den NSU-Prototypen der offizielle Weg der Volkswagengeschichte begann, entwickelte das Konstruktionsbüro Porsche 1931 für die Zündapp-Werke GmbH in Nürnberg den Porsche Typ 12 (die Zählung der Porsche-Entwicklungen begann mit der Nr. 7, vermutlich, um bei Auftraggebern ein größeres Vertrauen in das junge Unternehmen zu erzeugen).
| Kenngröße     | Daten                                       |
| ------------- | ------------------------------------------- |
| Motor         | 5-Zylinder-Stern                            |
| Hubraum       | 1193 cm³                                    |
| Bohrung × Hub | 70 × 62 mm                                  |
| Leistung      | 26 PS (19 kW) bei 3600/min                  |
| Getriebe      | 3 Vorwärtsgänge, Schnellgang, Rückwärtsgang |
| Radstand      | 2500 mm                                     |
| Spurweite     | 1200 mm                                     |
| Leergewicht   | ca. 600 kg                                  |

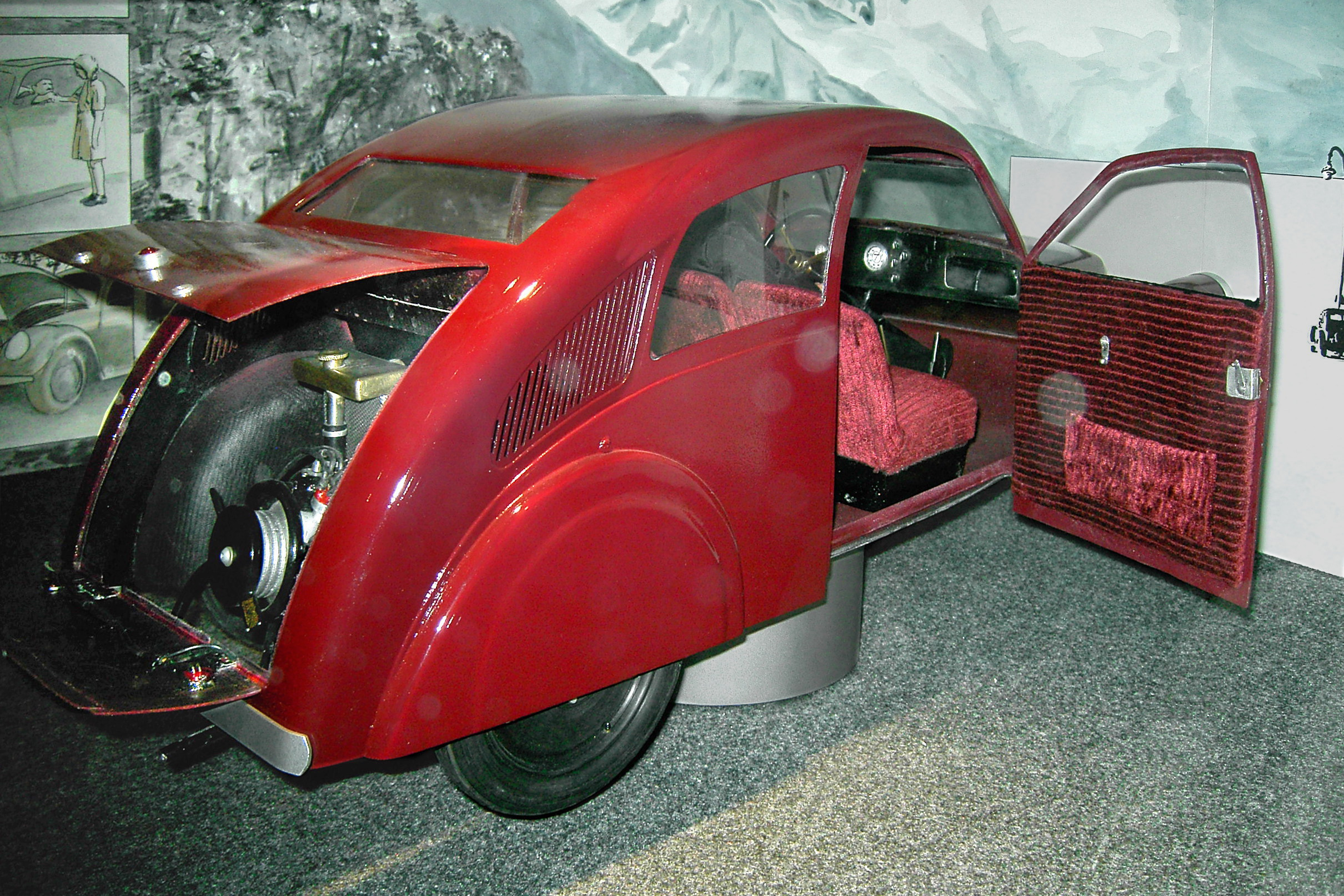
Zündapp-Volkswagen, Porsche Typ 12 (1932), Rekonstruktion im Museum Industriekultur (Nürnberg)

1932 baute Zündapp drei Wagen, die Platz für vier Personen boten. Die von Erwin Komenda entworfenen Karosserien mit vorn angeschlagenen Türen fertigte Reutter in Stuttgart. Sie wurden für die Prototypen in Gemischtbauweise aus Stahl und Holz hergestellt und auf einen U-Profil-Rahmen montiert. Für die Serie war eine selbsttragende Ganzstahlkarosserie geplant. Das Chassis hatte entgegen dem damaligen Standard Pendelachsen mit Querblattfedern, ähnlich dem von Hans Ledwinka konstruierten Tatra Typ 11. Der Auftraggeber, Zündapp-Inhaber Fritz Ludwig Neumeyer, verlangte die Verwendung eines wassergekühlten Sternmotors. Der Viertaktmotor mit fünf Zylindern und zentraler Nockenwelle wurde (als erste Porsche-Konstruktion dieser Art) als Motor-Getriebe-Einheit im Heck eingebaut. Mit einer Leistung von 26 PS (19 kW) und einem Leergewicht von 600 kg sollten 80 km/h erreicht werden. Das Getriebe (Dreigang mit Schnellgang) lag vor der Hinterachse. Obwohl Porsche gegen den Sternmotor bei diesem Prototyp war, meldete die Dr. Ing. h.c. F. Porsche GmbH die „Anordnung des als Sternmotor ausgebildeten Antriebsmotors an Kraftfahrzeugen, insbesondere an solchen mit schwingbaren Halbachsen und einem mittleren Tragkörper als Wagenrahmen“ als Patent an und stellte dabei den hohen Gleichförmigkeitsgrad von Sternmotoren als besonderen Vorteil heraus.
Bei Probefahrten erwies sich die Motorkühlung als unzureichend und auch das Getriebe arbeitete nicht zufriedenstellend, woraufhin Zündapp-Generaldirektor Fritz Neumeyer entschied, das Kleinwagenprojekt nicht weiterzuverfolgen. Mehr noch als die zu behebenden Mängel dürften jedoch die mit einem Serienbau verbundenen hohen Investitionen der Grund gewesen sein, das Projekt aufzugeben. Porsche erhielt für seine Arbeiten 80.000 Reichsmark und eines der Fahrzeuge.
Der im Besitz von Porsche befindliche Zündapp-Prototyp – ein Cabriolet – überdauerte bis 1945, nach anderen Angaben jedoch nur bis 1944, bevor er bei einem der Luftangriffe auf Stuttgart zerstört wurde; die beiden Typ-12-Limousinen waren wahrscheinlich viel früher verschrottet worden. Ein Modell einer Limousine befindet sich heute im Nürnberger Museum Industriekultur.
1933 plante die NSU D-Rad Vereinigte Fahrzeugwerke AG in Neckarsulm mit einem Kleinwagen zum Automobilbau zurückzukehren. Generaldirektor Fritz von Falkenhayn beauftragte Porsche, einen wirtschaftlichen Kleinwagen zu konstruieren. Im Gegensatz zu Zündapp machte NSU keinerlei Vorgaben, sodass Porsche erstmals einen luftgekühlten Heckmotor verwirklichen konnte.
| Kenngröße     | Daten                        |
| ------------- | ---------------------------- |
| Motor         | 4-Zylinder-Boxer             |
| Hubraum       | 1447 cm³                     |
| Bohrung × Hub | 80 × 72 mm                   |
| Leistung      | 28 PS (20,5 kW) bei 2600/min |
| Getriebe      | Viergang                     |
| Radstand      | 2600 mm                      |
| Spurweite     | 1200 mm                      |
| Leergewicht   | ca. 870 kg                   |

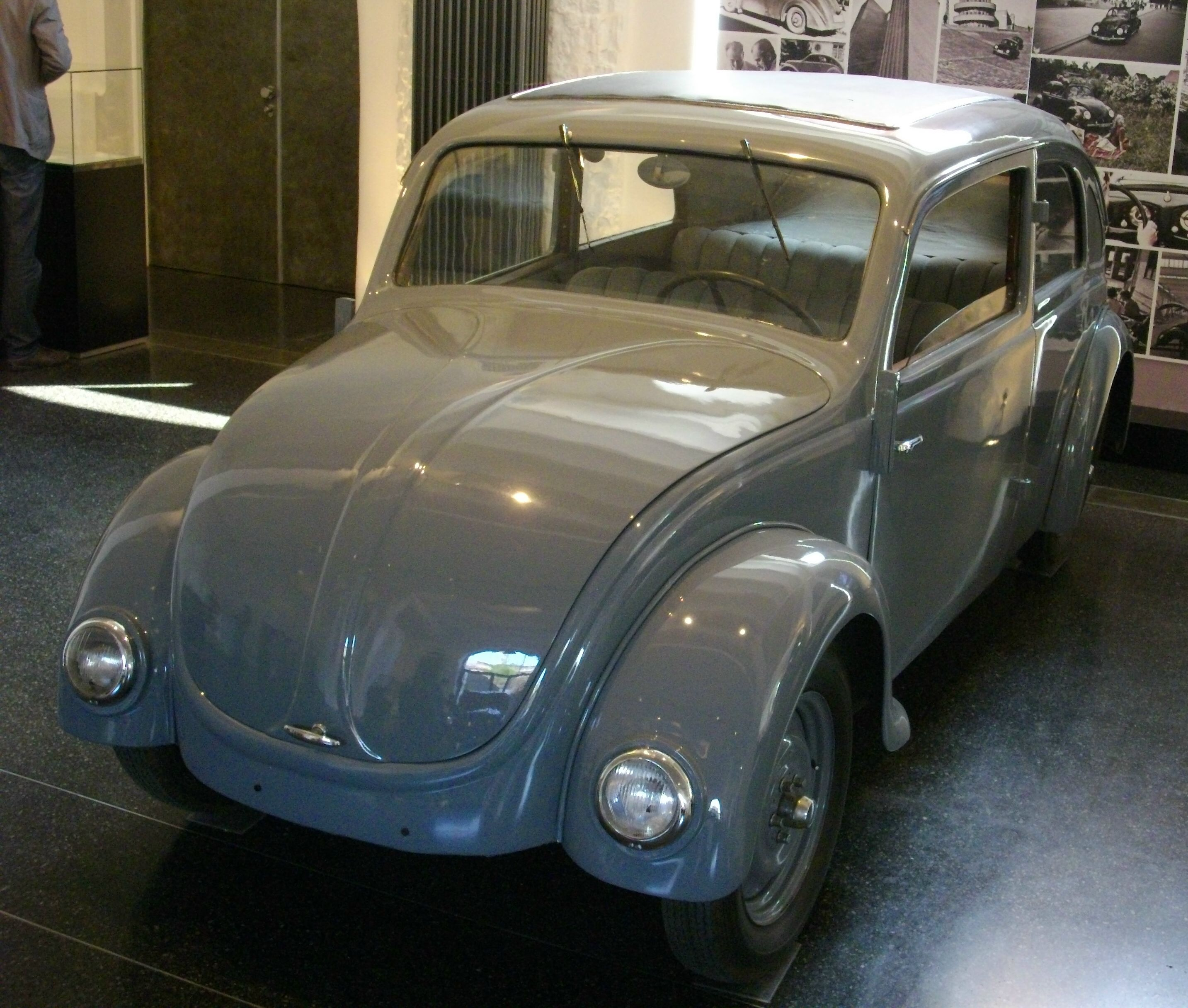
Volkswagen-Prototyp von Ferdinand Porsche, 1934 bei NSU gebaut

Unter der internen Bezeichnung Porsche Typ 32 entstand ein Wagen, der mit einem luftgekühlten 4-Zylinder-Boxermotor hinter der Hinterachse, Zentralrohrrahmen, der für Porsche patentierten vorderen Kurbellenkerachse, hinterer Pendelachse, Drehstabfederung und Stoßdämpfern dem späteren KdF-Wagen bzw. VW Käfer nahekam. Der Motor hatte eine zentrale Nockenwelle, die über Stoßstangen und Kipphebel hängende Ventile betätigte (OHV-Ventilsteuerung). Drei Prototypen wurden gebaut, zwei mit Karosserie in Gemischtbauweise (mit Kunstlederüberzug) von Drauz in Heilbronn und einer mit Ganzstahlkarosserie von Reutter. Im Gegensatz zum Zündapp hatten diese Aufbauten hinten angeschlagene Türen. Die Höchstgeschwindigkeit der Prototypen lag bei 90 km/h.
Die Versuchsfahrten Ende Juli 1934 verliefen erfolgversprechend. Schwierigkeiten gab es lediglich mit gebrochenen Federstäben und erheblicher Lärmentwicklung bei hohen Motordrehzahlen, beide Probleme konnten aber behoben werden. Dennoch kam es nicht zur Serienfertigung, deren Verwirklichung nach einer Kalkulation von NSU rund zehn Millionen Reichsmark gekostet hätte.

### Auftrag des Reichsverbandes der Deutschen Automobilindustrie
1933 nahm Ferdinand Porsche den Auftrag Adolf Hitlers an, einen Volkswagen zu konstruieren. Das Fahrzeug sollte Platz für zwei Erwachsene und drei Kinder bieten, eine Höchstgeschwindigkeit von 100 km/h erreichen, im Durchschnitt nicht mehr als 7 Liter Kraftstoff auf 100 km verbrauchen und weniger als 1000 Reichsmark kosten.
| Kenngröße     | Daten                      |
| ------------- | -------------------------- |
| Motor         | 4-Zylinder-Boxer           |
| Hubraum       | 985 cm³                    |
| Bohrung × Hub | 70 × 64 mm                 |
| Leistung      | 22 PS (16 kW) bei 3200/min |
| Getriebe      | Vier Gänge                 |
| Radstand      | 2400 mm                    |
| Spurweite     | 1250 mm                    |
| Leergewicht   | ca. 650 kg                 |

Am 17. Januar 1934 legte Porsche einen detaillierten Plan (Exposé) zur Verwirklichung des Projekts vor, dem am 22. Juni 1934 ein Vertrag mit dem Reichsverband der Automobilindustrie über den Bau eines Prototyps des Volkswagens folgte. Porsche verpflichtete sich, diesen Prototyp innerhalb von zehn Monaten fertigzustellen. Die Arbeiten verzögerten sich jedoch, sodass die ersten beiden Fahrzeuge des Typs 60 – eine Limousine (intern als V1 bezeichnet) und ein Cabriolet (V2) – erst am 24. Februar 1936 im Ausstellungsraum der Daimler-Benz AG in Berlin der Öffentlichkeit vorgestellt werden konnten. Diese Prototypen und drei weitere (VW-3-Serie) wurden 1935/36 in der Garage von Porsches Privathaus in Stuttgart gefertigt.
Die Wagen basierten auf dem NSU-Prototyp, zeigten aber schon stärker die Form des Volkswagens, allerdings mit an der B-Säule hinten angeschlagenen Türen. Anders als beim NSU saßen die Scheinwerfer nicht in den Kotflügeln, sondern eng beieinanderstehend in der Frontabdeckung. Die Motorhaube reichte bis ans Dach; sie verbarg das fast senkrecht stehende Heckfenster hinter den Rücksitzen und hatte breite Lüftungsschlitze, durch die nach hinten geschaut werden konnte.
Ferdinand Porsche hatte in dem Exposé betreffend den Bau eines deutschen Volkswagens einen Vierzylinder-Viertakt-Boxermotor oder einen Dreizylinder-Zweitakt-Sternmotor vorgeschlagen. Porsche experimentierte mit beiden und auch mit abweichenden Konzepten, wobei sich in Versuchen der Boxermotor als der geeignetste erwies. Bei dem Besuch der New York Auto Show im Jahr 1936 wurde Porsche laut Zeitzeugen vom radikalen und modernen Stromliniendesign des Lincoln Zephyr von John Tjaarda für die Weiterentwicklung der Form des Käfers inspiriert. Aber auch Tjaardas „Briggs Dream Car“ mit Heckmotor von 1933 sieht dem Käfer ähnlich.
Nach erfolgreichen Versuchen mit der VW-3-Serie baute Daimler-Benz im Werk Sindelfingen 30 Vorserienfahrzeuge mit der internen Bezeichnung VW 30 (29 Limousinen und ein Cabriolet). Ostern 1937 begannen Testfahrten, die vor allem Aufschluss über die Standfestigkeit der Motoren geben sollten. Insgesamt legten die Fahrzeuge 2,4 Millionen Testkilometer zurück. Die Kosten der Erprobungsfahrten beliefen sich auf 1,7 Millionen Reichsmark.

### Der KdF-Wagen

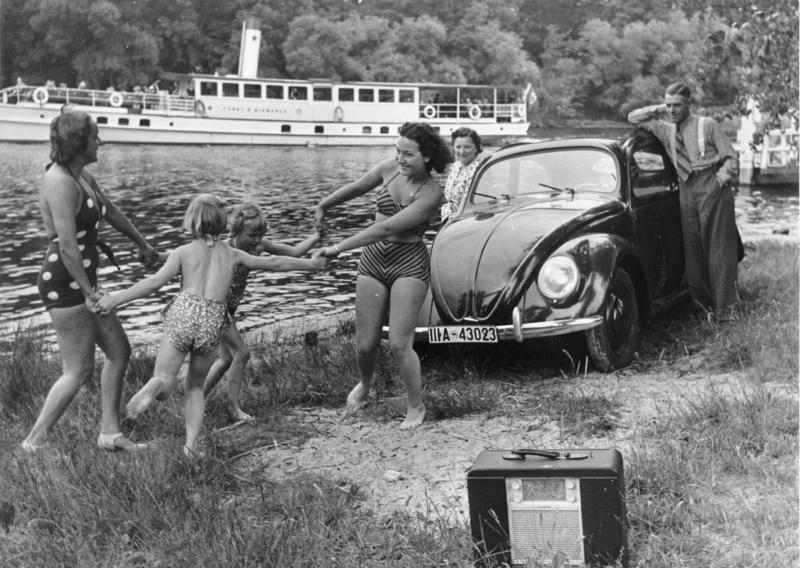
Werbung für den KdF-Wagen 1939

Anfang 1938 baute das Karosseriewerk Reutter die Vorserie VW 38 mit Ganzstahlkarosserie, vorn angeschlagenen Türen, Stoßfängern vorn und hinten sowie dem bis März 1953 beibehaltenen geteilten Rückfenster (allgemein Brezelfenster genannt).
Die Teilung des Fensters war erforderlich, weil gewölbtes Glas damals noch sehr aufwendig herzustellen und entsprechend teuer war.
Technisch entsprach der Wagen im Wesentlichen den Vorgängermodellen: Er hatte den Zentralrohrrahmen mit einer Bodenplatte aus Stahlblech, Drehstabfederung und den luftgekühlten Vierzylinder-Boxermotor mit zunächst noch 985 cm³ im Heck; Höchstgeschwindigkeit 100 km/h bei einer Leistung von jetzt 24 PS (18 kW) und einem Leergewicht von 750 kg.
Erwin Komenda, Porsches Chefdesigner, entwickelte die Form der Käferkarosserie (die an den Tatra-Prototyp V-570 angelehnt sein soll), während Franz Xaver Reimspieß den Boxermotor konstruierte und das VW-Markenzeichen entworfen haben soll. Um die Urheberschaft dieses Zeichens besteht jedoch ein Rechtsstreit zwischen dem ehemaligen Münchner Wirtschaftsgrafiker Nikolai Borg und der VW AG.

## Geschichte ab 1938

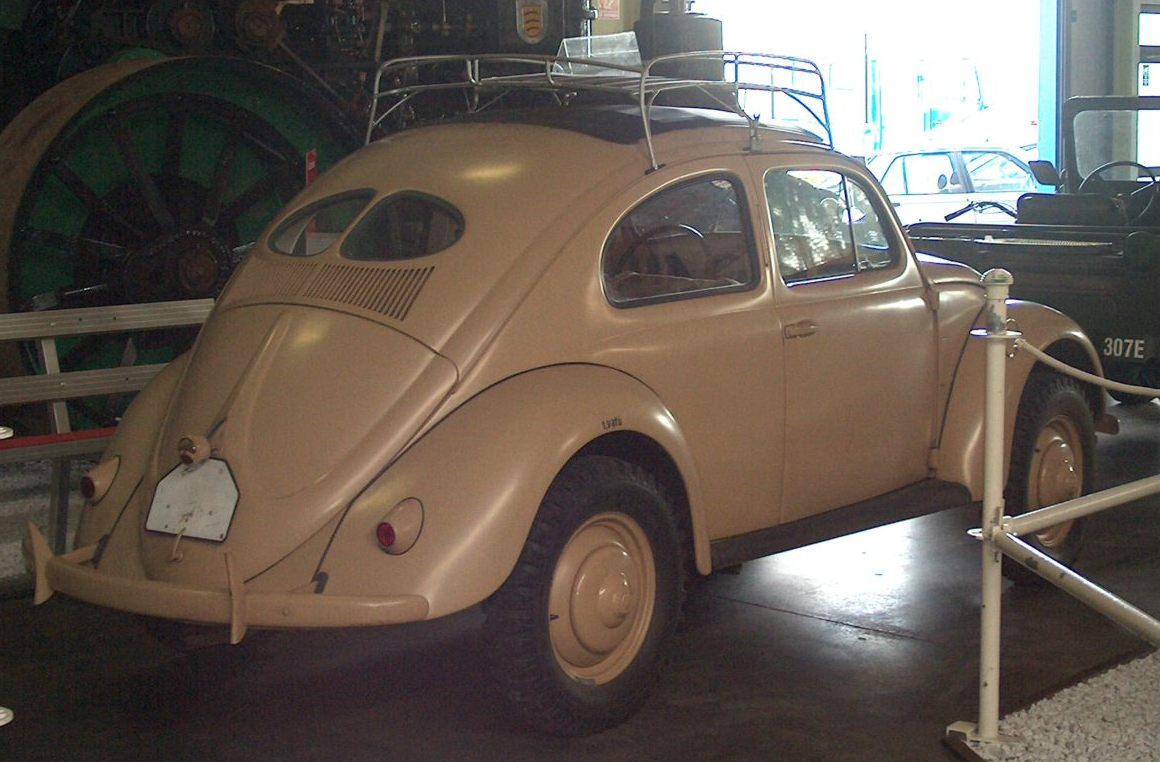
Wehrmachtskäfer mit Allradantrieb:
sandfarbener VW Typ 87 des Deutschen Afrikakorps (DAK)

### Die Zeit des Nationalsozialismus
Adolf Hitler war begeistert vom Volkswagen und legte am 26. Mai 1938 den Grundstein für das Volkswagenwerk bei Fallersleben; es sollte ausgelegt sein für eine Tagesproduktion von 1000 Stück. Am 1. Juli 1938 wurde die dazugehörige Stadt des KdF-Wagens bei Fallersleben (ab 1945: Wolfsburg) gegründet. Rund ein Jahr später sollte die Auslieferung der KdF-Wagen beginnen.
Ursprünglich sollte das Auto für 990 Reichsmark (RM) erhältlich sein. Eine Barzahlung war nicht vorgesehen, sondern die Interessenten konnten Wertmarken in nicht begrenzter Zahl zu je 5 RM kaufen und sie auf KdF-Wagen-Sparkarten kleben. Die erste Sparkarte (Grundkarte) galt gleichzeitig als Kaufantrag.
Vor der Teilnahme am Sparen war ein schriftlicher Antrag zu stellen, der bei den Dienststellen von DAF und KdF erhältlich war. Ehefrauen bzw. Minderjährige benötigten die Unterschrift des Ehemannes bzw. des gesetzlichen Vertreters. Nach Prüfung erhielt der Antragsteller eine KdF-Wagen-Sparkarte, für die 1 RM  zu entrichten war und aus der das voraussichtliche Lieferjahr des Fahrzeugs hervorging. Es musste wöchentlich gespart werden, wobei in jeder Woche Sparmarken im Wert von mindestens 5 RM zu erwerben waren, die bei allen Dienststellen von DAF und KdF bezogen werden konnten. Höhere wöchentliche Beiträge konnten entrichtet werden, sofern sie durch fünf teilbar waren. Es war auch möglich, den Gesamtpreis auf einen Schlag durch Erwerb einer entsprechenden Anzahl von Sparmarken zu entrichten; weil das auf der Karte eingetragene Lieferjahr verbindlich war, konnte man das Fahrzeug trotzdem nicht sofort erhalten, um Mindestsparer nicht zu benachteiligen. Der Kauf durch Barzahlung (d. h. ohne Eintritt in das Sparsystem) war grundsätzlich ausgeschlossen. Ein Rücktritt vom Sparen war nur in Ausnahmefällen möglich, wobei Verwaltungskosten einbehalten wurden. In den ersten Produktionsjahren sollte der KdF-Wagen nur in einer Farbe („dunkles Blaugrau“) lieferbar sein. Kostengünstige, für alle erschwingliche Fahrschulausbildung sowie Werkstätten wurden 1938 versprochen, ohne dass es bereits konkrete Lösungen gab. Für den Mehrpreis von Sonderausführungen – z. B. 60 RM  für die Ausstattung mit Faltdach bzw. als Cabriolet, dessen Produktion in den ersten Jahren jedoch nicht geplant war und das daher auch nicht bestellt werden konnte – mussten zusätzlich besondere Sparmarken im Wert von 4 RM  gekauft werden. In den Sparmarken war automatisch eine Haftpflicht- und Teilkaskoversicherung für einen Zeitraum von zwei Jahren (gerechnet ab Verlassen des Werkes) enthalten. Den einzelnen Gauen waren im Voraus bestimmte Kontingente zugeteilt. Wer den Gesamtpreis (drei vollgeklebte Sparkarten) angespart hatte, erhielt eine Bestellnummer, die die Reihenfolge der Auslieferung innerhalb des Kontingents des jeweiligen Gaus festlegte. Sofern das Fahrzeug nicht im Werk oder in der zuständigen Gauhauptstadt abgeholt wurde, sollten zusätzliche Überführungskosten anfallen.
Der Zweite Weltkrieg verhinderte die Auslieferung der so bestellten Wagen; zu einer Serienfertigung kam es nicht mehr. Weil im VW-Werk ab 1939 ausschließlich für den Kriegsbedarf produziert wurde, bekam keiner der über 330.000 KdF-Sparer einen Wagen. Bis zum Kriegsbeginn waren 278 Millionen RM auf einem Konto der Bank der Deutschen Arbeit verbucht; sehr viele Sparer hatten ihre Sparkarten vollgeklebt und damit einen Anspruch auf ein Fahrzeug. Auch in den Kriegsjahren wurde das Sparen fortgesetzt, jedoch wurden statt der versprochenen zivilen KdF-Wagen etwa 65.000 Kübel- und Schwimmwagen und andere Rüstungsgüter für die Wehrmacht produziert.
Nach dem Krieg verlangten viele KdF-Sparer die Lieferung eines Volkswagens. Da dies verweigert wurde, kam es zum VW-Sparer-Prozess, der sich jahrelang hinzog. 1961 schloss das Werk einen Vergleich mit den ehemaligen KdF-Sparern: VW räumte Sparern mit vollgeklebtem KdF-Sparbuch einen Rabatt von 600 DM auf einen Neuwagen ein, knapp ein Sechstel des Neupreises der preiswertesten Version. Wer sich mit Bargeld abfinden lassen wollte, erhielt stattdessen lediglich 100 DM.

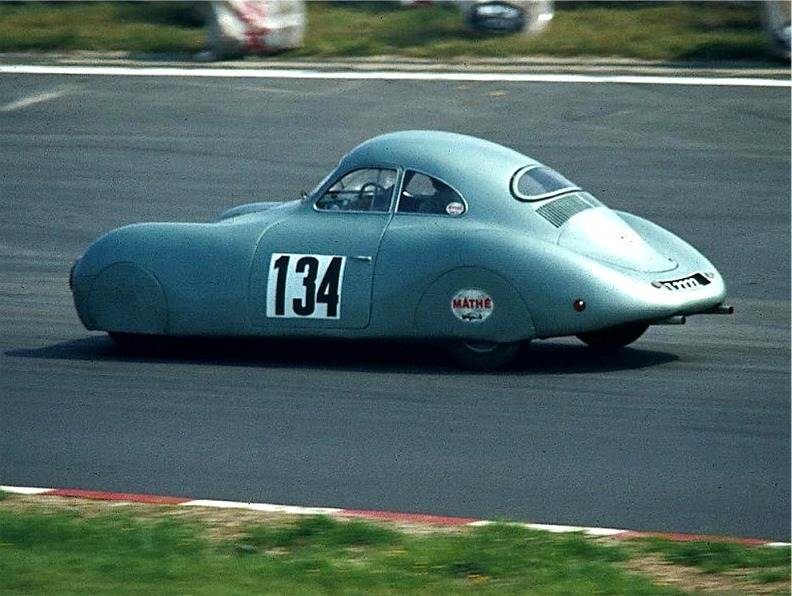
VW Typ 60 K 10

Die NS-Propaganda nutzte auch den Motorsport für ihre Zwecke und analog zu den Erfolgen der Mercedes-Benz-Silberpfeile und der Auto-Union-Rennwagen sollten auch seriennahe VW-Fahrzeuge ihre Leistungsfähigkeit in einem deutschen Gegenstück zu der Langstrecken-Rallye Lüttich–Rom–Lüttich beweisen. Geplant war eine Fernfahrt von Berlin nach Rom im September 1939. Im Frühjahr wurde Ferdinand Porsche von Vertretern der Deutschen Arbeitsfront aufgefordert, auf der Basis des KdF-Wagens einen Sportwagen für diesen Wettbewerb zu entwerfen. Porsches Konstrukteure konnten auf ein privates Konzept zurückgreifen, nach dem der als Berlin-Rom-Wagen bekannt gewordene Typ 60 K 10 (Porsche Typ 64) entstand. Drei Stück dieses stromlinienförmigen Fahrzeugs wurden gebaut; zum Renneinsatz kamen sie nicht, weil vor dem Veranstaltungstermin der Krieg ausbrach. Zwei Fahrzeuge haben den Krieg nicht überdauert. Den dritten Berlin-Rom-Wagen kaufte der Österreicher Otto Mathé, der bis in die 1950er Jahre damit Rennen fuhr. Danach war Mathé mit seinem Berlin-Rom-Wagen noch oft bei Oldtimer-Veranstaltungen zu sehen. 2005 wurde der Berlin-Rom-Wagen nach Amerika an den Komiker Jerry Seinfeld verkauft. 2009 wechselte das Auto in den Besitz der Schörghuber Gruppe.

### Die Nachkriegszeit

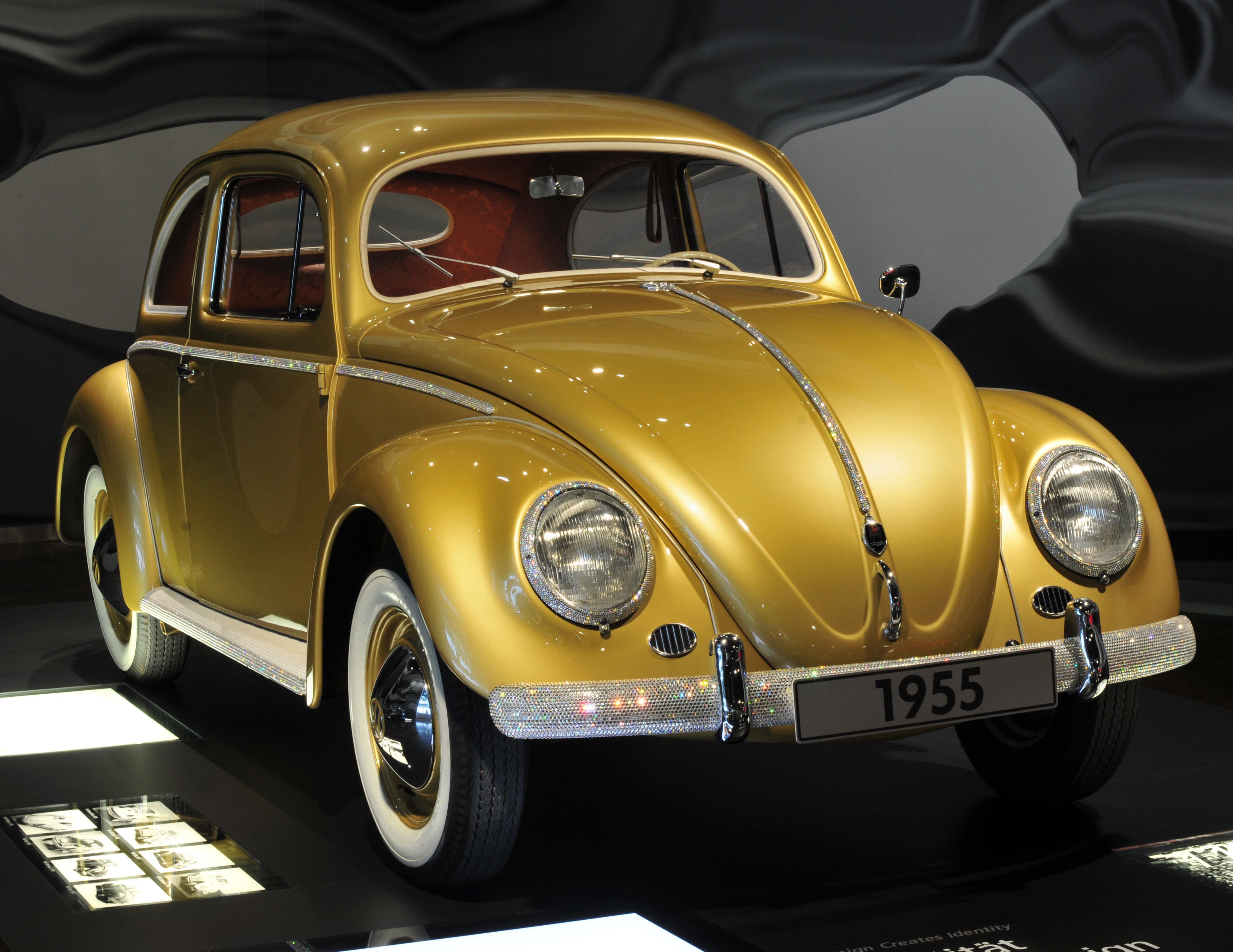
Der einmillionste Volkswagen, mit goldfarbener Lackierung und geschliffenen Glassteinen auf den Chromteilen (ursprünglich Farbe mit Goldstaub und geschliffene Steine aus Südamerika)

Der Erfolg des VW-Käfers begann in der Nachkriegszeit. 1945 bekam der Produktionsstandort, an dem bereits 17.000 Menschen lebten, den Namen Wolfsburg. Im zweiten Halbjahr 1945 wurden einige Wagen aus vorhandenen Teilen zusammengeschraubt – oft mit Fahrwerken der Kübelwagen (VW Typ 82), was die Wagen hochbeinig aussehen ließ. Im Januar 1946 begann die reguläre Serienproduktion der Standardlimousine (Typ 11 Brezelkäfer). Die Wagen gingen teils an die britische Besatzungsmacht, teils an deutsche Behörden. Privatleute konnten zunächst keine Neuwagen kaufen. Bereits im nächsten Jahr begannen die Exporte. Ben Pon senior wurde am 8. August 1947 Generalimporteur für die Niederlande und verkaufte bis Jahresende 51 Wagen. Nebenbei lieferte er auch den Denkanstoß für den VW Transporter, „Typ 2“ genannt. Nach der Beseitigung von Kriegsschäden und unter dem Einfluss der Währungsreform am 20. Juni 1948 wurde die Produktion 1948 auf 19.244 Einheiten gesteigert, 1947 hatte die Fahrzeugproduktion nur 8987 Stück betragen.

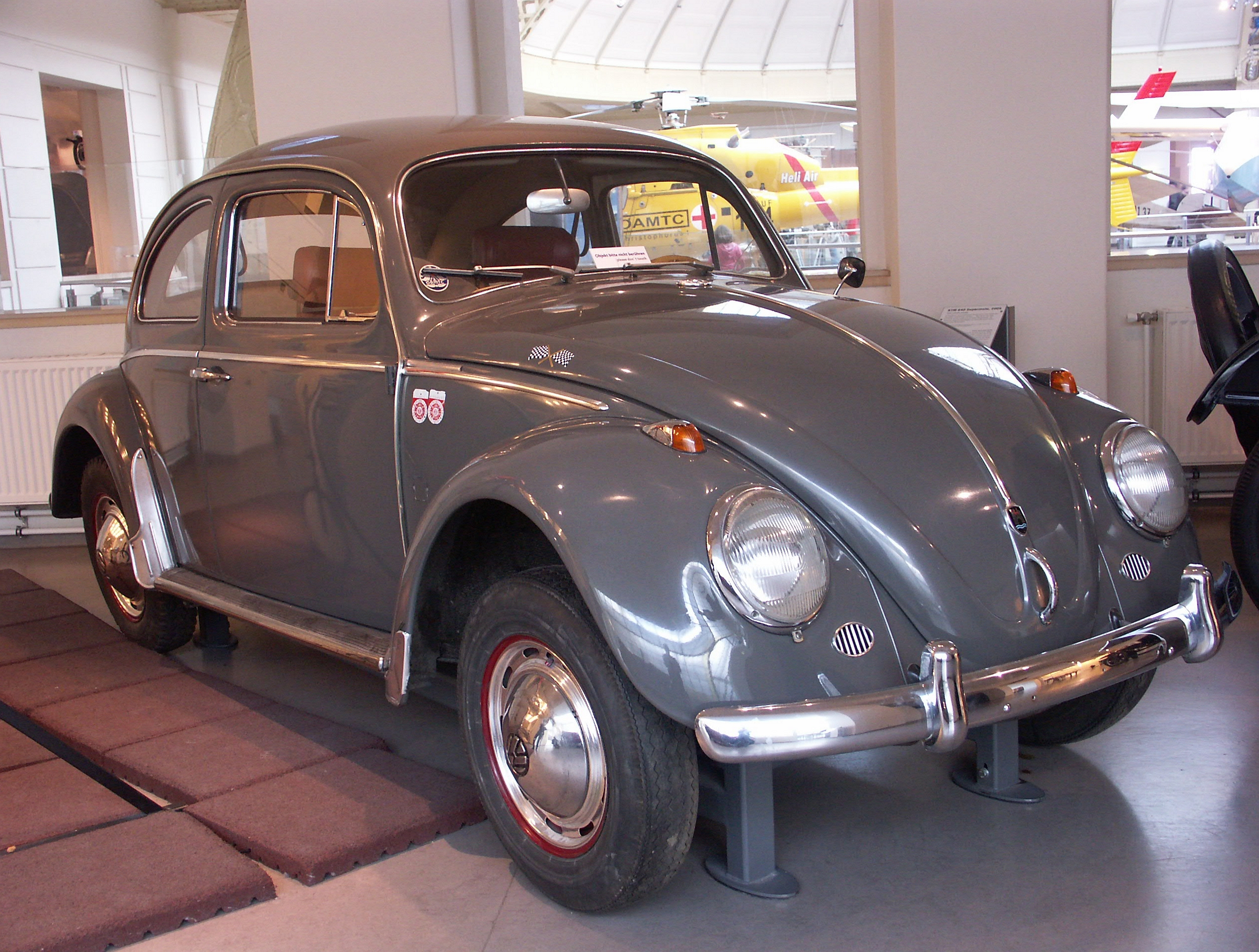
Volkswagen Export-Modell 1961, Technisches Museum Wien

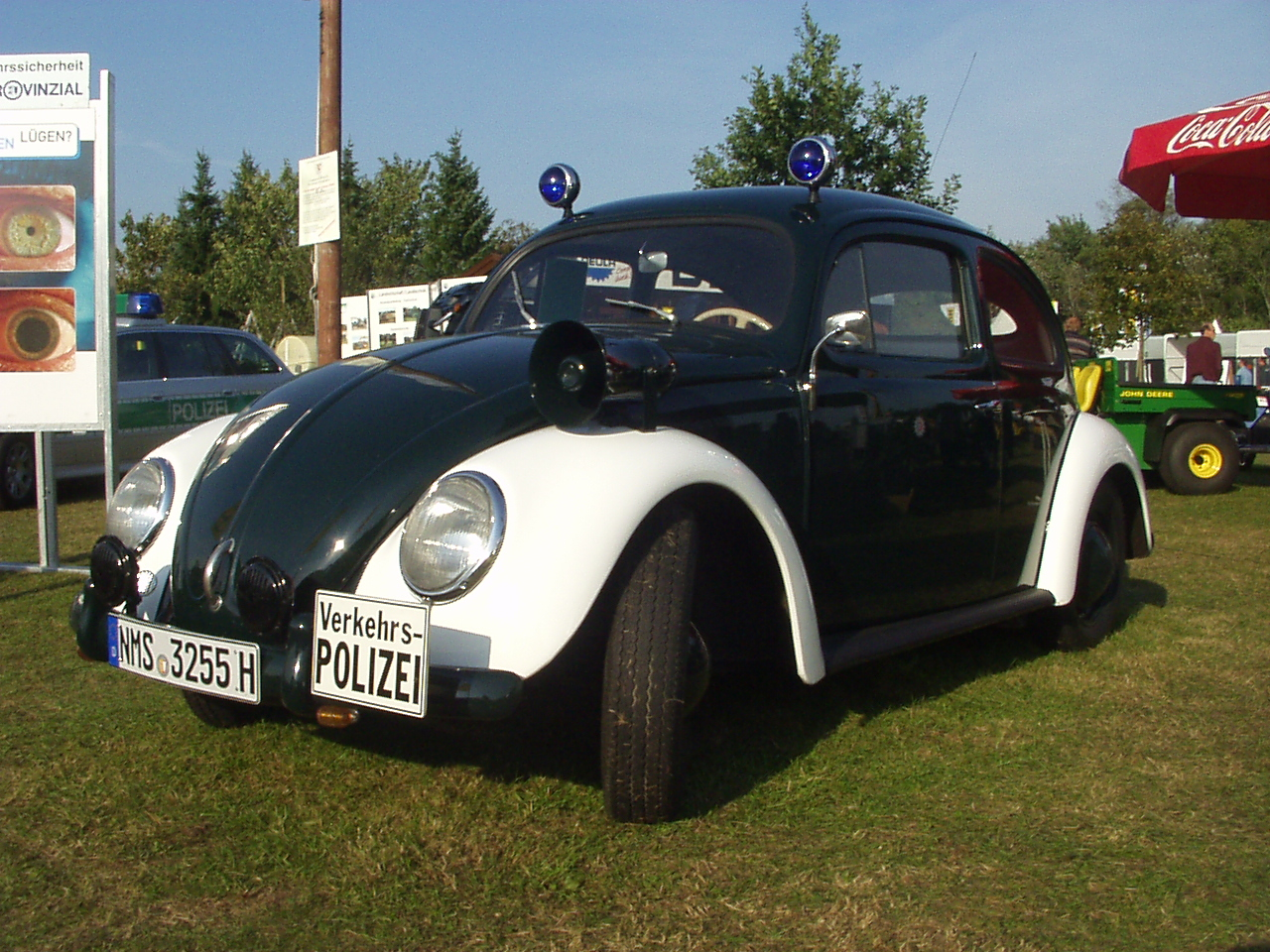
VW Käfer im Dienst der Verkehrspolizei

Am 5. August 1955 wurde ein Käfer als einmillionster Volkswagen gefeiert. Wie kaum ein zweites Produkt symbolisierte er das Wirtschaftswunder der Nachkriegsjahre in Westdeutschland.
Das Produktdesign der 50er Jahre deutete der Publizist Karl Markus Michel so: „Überall Kurven, Bauchiges, Schwingendes. So als sollte die böse Zackigkeit von Hakenkreuz, Hitlergruß und SS-Rune durch die Gnade von Käfer, Muschel, Niere vergeben und vergessen werden. In diesen Formen fühlten wir uns versöhnt.“ Aber eine Vielzahl von Elementen einer als neu empfundenen alltäglichen Modernität waren bereits seit der Weimarer Republik und später in der Zeit des Nationalsozialismus bekannt – zum Beispiel: Allgemein in der damaligen Werbung, bei Coca-Cola und auch beim VW-Käfer als KdF-Wagen – oder standen in einer Kontinuität trotz der politischen Systembrüche.
VWs Generaldirektor Nordhoff ließ das Modell beharrlich und zunächst erfolgreich weiterentwickeln, verbessert wurden insbesondere Motorleistung und Zuverlässigkeit des Käfers. An der schon Mitte der 1950er Jahre nicht mehr zeitgemäßen Karosserie mit ungünstigen Platzverhältnissen wurden hingegen keine wesentlichen Änderungen vorgenommen – was dem Verkaufserfolg zunächst keinen Abbruch tat. Später führte diese Modellpolitik jedoch beinahe zum Kollaps des Unternehmens. Die Karosserie wurde hin und wieder im Detail verändert: 1953 wurde das geteilte Rückfenster des Brezelkäfers durch ein einteiliges Ovalfenster ersetzt, 1957 folgte ein größeres rechteckigeres Heckfenster. 1964 wurden wieder Fenster vergrößert, sowie eine etwas gewölbte Frontscheibe eingeführt. Außerdem ließ sich nun die Fondsitzlehne nach vorn klappen, sodass im Zweipersonenbetrieb der knapp bemessene Kofferraum erweitert werden konnte. 1967 erhielten die Käfer Scheinwerfer mit aufrecht stehenden Streuscheiben wie der Typ 3 und der Nachfolger des Typ 1. Die 1300 und 1500 bekamen kastenförmige, höher angebrachte Stoßstangen und größere Rückleuchten, die sogenannten Bügeleisenleuchten. Danach änderte sich am Äußeren des Käfers beinahe nichts mehr.
Anders verhielt es sich mit dem Motor, der mit dem allgemeinen Leistungszuwachs der Automobile Schritt hielt: Nachdem die Leistung 1954 auf 30 PS (22 kW) erhöht wurde, war der Export-Käfer ab 1960 mit einem neuen 34-PS-Motor (25 kW) mit 1200 cm³ Hubraum ausgerüstet, der einen etwas größeren Zylinderabstand bekam, wie ihn auch die kommenden Typ-3-Autos für 1500 und 1600 cm³ benötigen würden. Der Standard behielt den 30-PS-Motor (22 kW). 1962 ersetzte VW die alte Kastenheizung, die bei Motorundichtigkeiten Abgase in den Innenraum leiten konnte und deren Wirkung nach einem Kaltstart erst verzögert einsetzte, weil die Kühlluftzufuhr während des Warmlaufens durch einen Drosselring am Gebläserad verringert wurde. Die neue Heizung hatte eigene Zuluftschläuche, die direkt hinter dem Gebläse saßen; der Drosselring war durch Klappen im Gebläsekasten ersetzt worden. Neue gusseiserne Heizungswärmetauscher, die sogenannten Heizbirnen, übertrugen im Gegenstrom Wärme von den Abgasen der beiden vorderen Zylinder auf die Heizungsluft – eine Vorschriftenänderung hatte VW hierzu gezwungen. Der Standard erhielt anstelle der bisherigen Seilzugbremse eine Hydraulikbremsanlage. Auf Wunsch wurde ab Modelljahr 1965/66 eine automatische, elektro-pneumatisch gesteuerte Kupplung von Fichtel & Sachs, der Saxomat eingebaut. Das Getriebe entsprach dabei aber noch der herkömmlichen 4-Gang-Schaltung mit Mittelschalthebel. Die Saxomat-Kupplung wurde bei leichtem Druck auf den Schalthebel über einen elektrischen Schalter betätigt. Sobald der Stromkreis geschlossen wurde, löste ein elektromagnetisches Steuerventil im Motorraum den Auskuppelprozess aus, indem es einen Servomotor über eine Unterdruckleitung zuschaltete. Der vom Ansaugtrakt des Motors erzeugte Unterdruck betätigte dabei über die Unterdruckmembrane des Servomotors den Kupplungshebel am Getriebe. 1966 kam der VW 1500 als Käfer mit dem Busmotor, Vierloch-Radbefestigung und Scheibenbremsen vorn. Die stärkeren Modelle bekamen eine Ausgleichsfeder an der Hinterachse, um das Übersteuern zu verringern. Ab 1967 war der VW 1500 mit halbautomatischem Getriebe und hinterer Schräglenkerachse lieferbar, dem 1968 der VW 1300 Automatic folgte. Ab Mitte 1967 (Modelljahr 1968) hatten die Volkswagen (außer dem VW 1200) eine Bordspannung von 12 Volt.
1968 nannte das Volkswagenwerk den Typ 1 in der Werbung erstmals offiziell Käfer.

### Die 1970er und 1980er Jahre

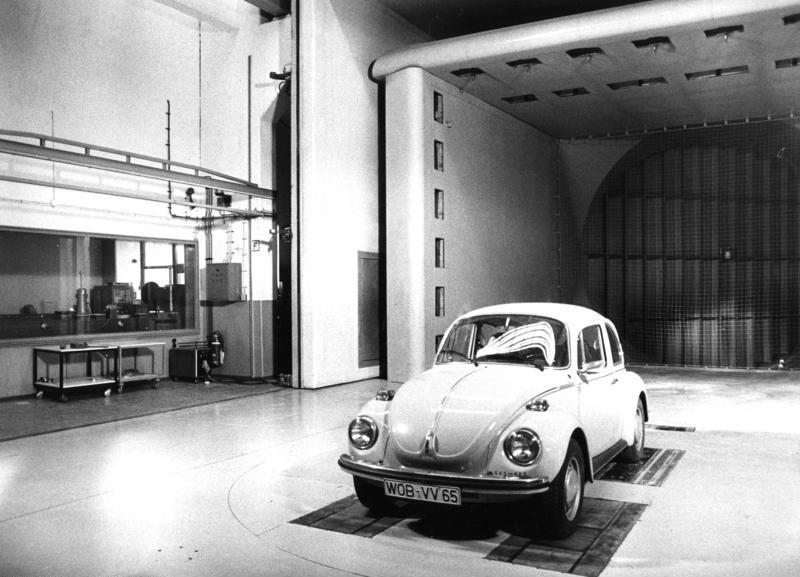
1303 im Klimawindkanal, Messungen des aerodynamischen Verhaltens, Heizungs- und Belüftungseigenschaften bei unterschiedlichen Klimabedingungen

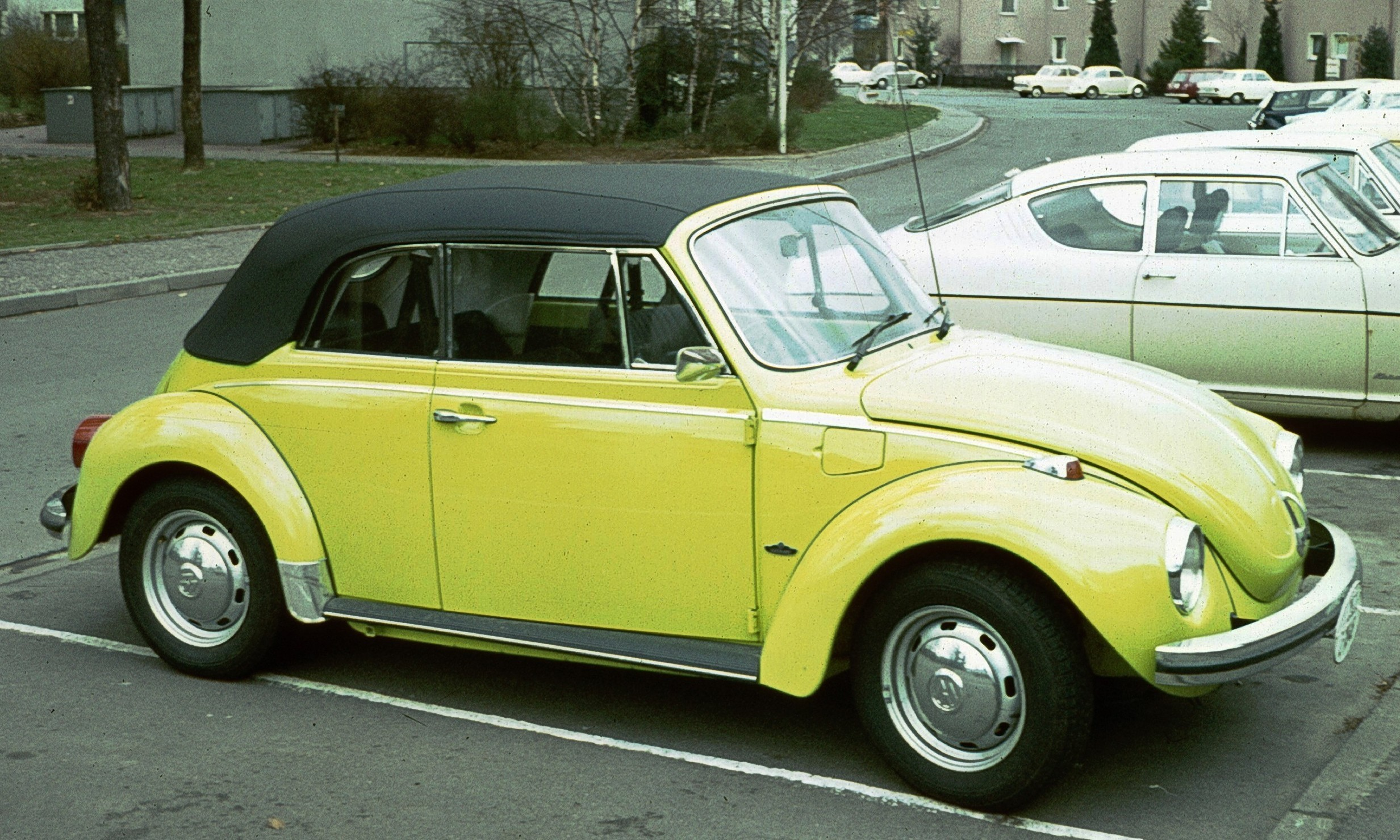
VW 1303/Karmann-Cabrio, 1972

Vierseitenansicht

Den technischen Höhepunkt der Käferentwicklung in Deutschland markiert das im August 1970 erschienene Modell 1302. Ein längerer Vorderwagen mit MacPherson-Federbeinachse und unter dem Kofferraumboden verborgen liegendem Reserverad, Schräglenkerhinterachse, die es bis dahin ausschließlich in den Automatik-Käfern gegeben hatte, und ein 50-PS-Motor (37 kW) im S-Modell waren die Merkmale des 1302.
Am 17. Februar 1972 lief ein 1302 S in Marathonblaumetallic als 15.007.034. Fahrzeug vom Band und löste damit die Tin Lizzy – Fords Modell T – als meistgebautes Auto ab.
Nach den Werksferien im August 1972 wurde zum Modelljahr 1973 der 1303 eingeführt, dessen Technik der des 1302 entsprach. Nach einer geplanten, aber nie in Kraft getretenen US-Vorschrift, der zufolge die Frontpassagiere bei einem Unfall nicht mit dem Gesicht gegen die Scheibe prallen durften, erhielt das Modell 1303 eine weit nach vorn gewölbte Windschutzscheibe. Außerdem gehörte eine Lüftungsanlage mit zweistufig regelbarem Gebläse zur Ausstattung. Eine Drehstromlichtmaschine ersetzte die bis dahin verwendete Gleichstromlichtmaschine.
Der letzte Käfer aus Wolfsburg lief am 1. Juli 1974 nach 11.916.519 dort produzierten Exemplaren vom Band. Die Produktion wurde auf den VW Golf I umgestellt. Gleichzeitig stellte VW in Deutschland die Weiterentwicklung des Käfers ein.
Die Produktion des VW 1303 Cabrio bei Karmann in Osnabrück und die der Sparversionen VW 1200 und VW 1300 lief in anderen Werken weiter. Die letzte Käfer-Limousine aus europäischer Fertigung lief am 19. Januar 1978 im Werk Emden in der Farbe Dakotabeige mit der Fahrgestellnummer 1.182.034.030 vom Band.
Die für den deutschen Markt bestimmten Käfer baute fortan Volkswagen de México im Werk Puebla. Sie wurden in der altbewährten, aber besser ausgestatteten Version 1200 L (Luxus) mit 34 PS (25 kW) angeboten, die unter anderem wieder mehr Chromschmuck zierte. Bereits 1977 hatte man zahlreiche deutsche VW-Mitarbeiter, die mit der Käfer-Produktion vertraut waren, nach Mexiko geschickt, um die dortigen Mitarbeiter auf die künftigen europäischen Ansprüche und die Änderungen gegenüber der mexikanischen Inlandsproduktion zu schulen, wo zum Beispiel nur noch eine stärkere Motorisierung mit 1,6 Liter Hubraum und 46 PS (34 kW) zu erwerben war. In Puebla lief der Käfer von einem besonderen Export-Band, das nicht nur auf die ständig wechselnden Sonderausstattungen eingestellt war, sondern auch einer zusätzlichen Qualitätskontrolle unterlag. Die Fahrzeuge wurden anschließend per Schiff von Mexiko nach Emden verfrachtet, wo sie nach ihrer Ankunft im dortigen Volkswagenwerk von VW-Arbeitern, die ehedem die heimischen Käfer am Emder Fließband zusammengeschraubt hatten, nochmals einer genauen Eingangsprüfung, Endkontrolle und Schlussaufbereitung unterzogen wurden. Die Kundendienstwerkstatt Emden führte anschließend notwendige Umbauten an den Fahrzeugen in die jeweiligen länderspezifischen Ausstattungen für Europa durch. Dort wurden auch eventuelle Mehrausstattungen, wie Radios, Kopfstützen und Radzierringe montiert. Etwa 30 % der in Mexiko eingebauten Käfer-Teile stammten aus deutscher Produktion und trugen nach wie vor das Siegel Made in Germany. Die Modelle aus Mexiko wiesen gegenüber dem letzten deutschen Käfer nur geringe Unterschiede wie eine kleinere Heckscheibe und die fehlende Innentasche in der Fahrertür auf. Das letzte von 330.281 gebauten Käfer-Cabrios lief bei Karmann in Osnabrück am 10. Januar 1980 vom Band. Es war lange Zeit das erfolgreichste Cabrio und wurde 1979 vom ersten Golf Cabriolet abgelöst.
Bis 1985 gab es einige Käfer-Sondermodelle in limitierter Zahl, die ab dem Frühjahr 1982 vom Team für Käfer-Aktionsmodelle in Wolfsburg geplant und koordiniert wurden. Die letzte offizielle Lieferung von Käfern aus Mexiko für Deutschland traf am 12. August 1985 im Hafen Emden ein. Die Volkswagen AG nahm den Käfer aus dem deutschen Vertriebsprogramm. In den folgenden Jahren boten freie Importeure wieder Käfer aus mexikanischer Produktion an.

### 1990 bis zum Produktionsende 2003

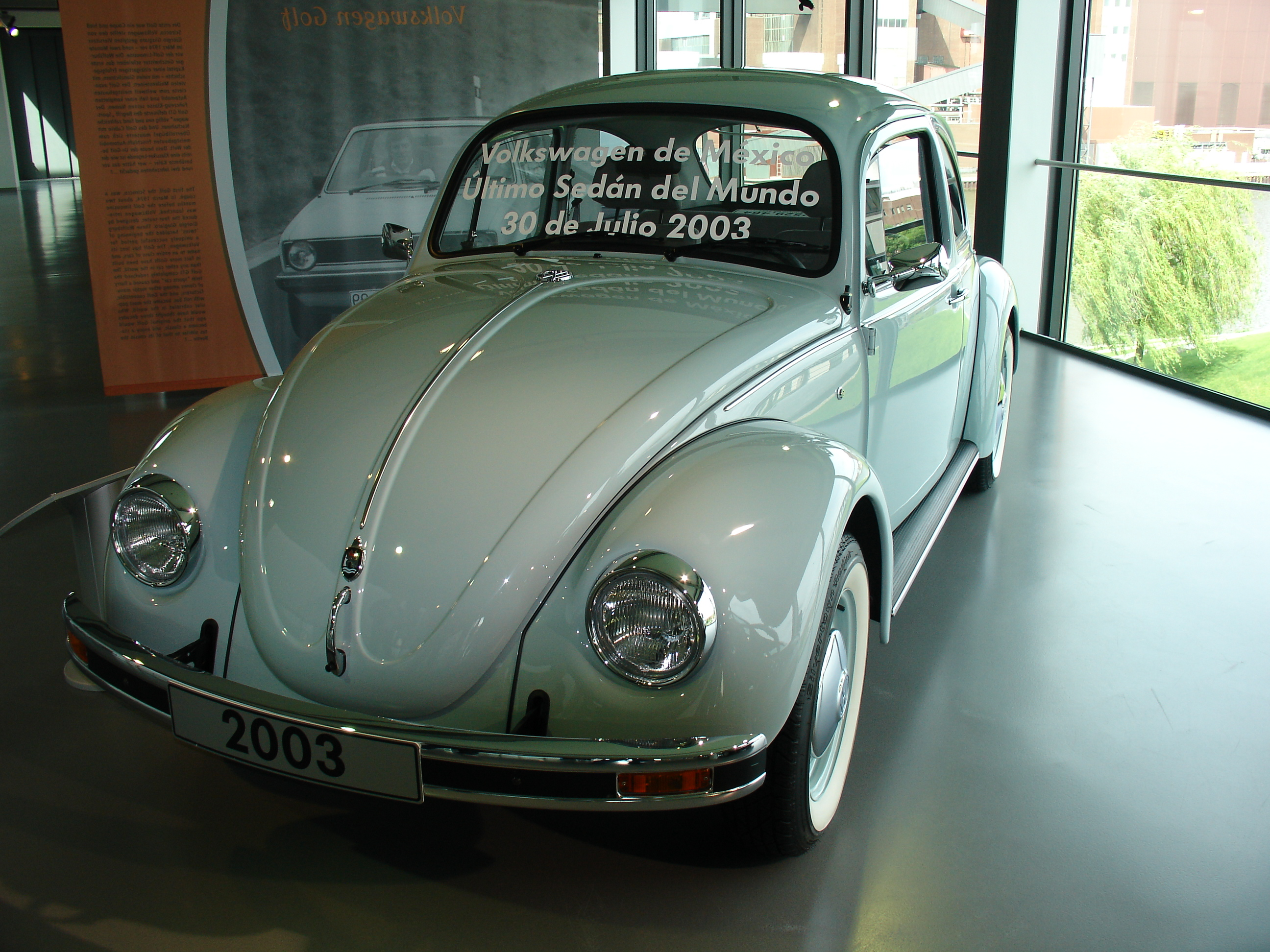
Der in Mexiko produzierte weltweit letzte VW-Käfer im Zeithaus der Autostadt in Wolfsburg

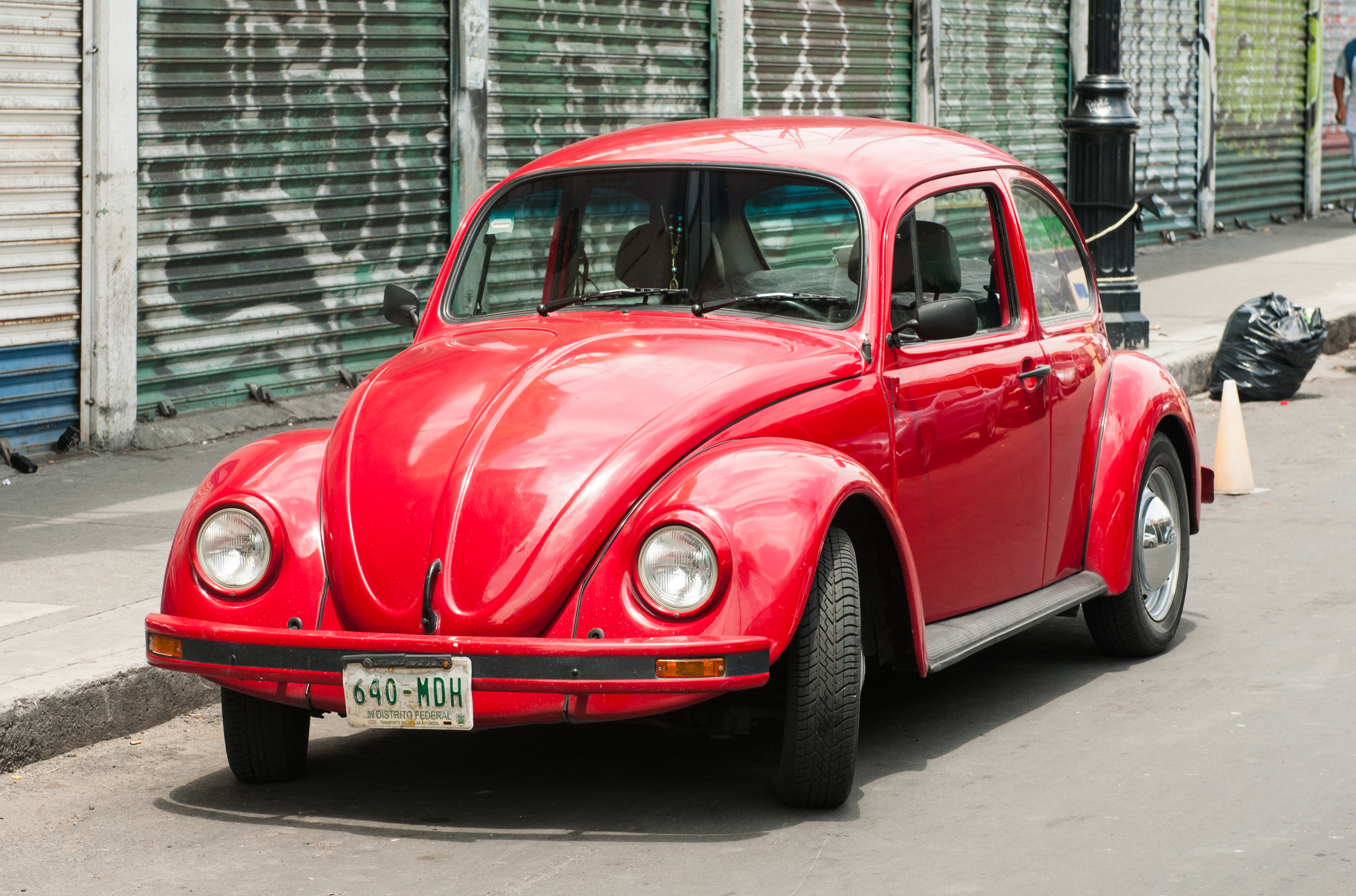
Käfer der letzten Baureihe in Mexiko

Die Handelskette Rewe bot ab Juli 1995 von einem freien Importeur gelieferte Käfer in Deutschland in ihren Supermärkten an. Im Juni 1996 folgte der Baumarkt Praktiker.
1994 stellte Volkswagen den Concept 1 vor, ein Auto, dessen Design an den ursprünglichen Käfer erinnert. Seit 1998 wurde dieses Modell als New Beetle ebenfalls im mexikanischen Puebla, das etwa 70 km südöstlich von Mexiko-Stadt liegt, in Serie produziert, seit 2003 auch als Cabriolet. Die überarbeitete Version ab 2011 hieß nur noch Beetle, das New in der Modellbezeichnung entfiel.
Die Produktion des Käfers wurde am 30. Juli 2003 endgültig eingestellt. Der letzte von 21.529.464 gebauten Käfern ist im Zeithaus der Autostadt in Wolfsburg ausgestellt.

## Bestand in Deutschland
Aufgeführt ist der Bestand an VW Käfer in Deutschland zum 1. Januar (bis 2000: 1. Juli) ausgewählter Jahre laut Kraftfahrt-Bundesamt. Vor dem 1. März 2007 beinhaltete der Fahrzeugbestand neben der Anzahl der angemeldeten Fahrzeuge auch die Anzahl der vorübergehenden Stilllegungen. Seit dem 1. März 2007 enthält der Fahrzeugbestand lediglich den fließenden Verkehr einschließlich der Saisonkennzeichen.
| Stichtag     | Anzahl         |
| ------------ | -------------- |
| 1. Juli 1995 | 168.276        |
| 1. Juli 1999 | 101.102        |
| 1. Juli 2000 | 92.737         |
| 1. Jan. 2002 | ca. 85.000 (1) |
| 1. Jan. 2003 | 78.808 (1)     |
| 1. Jan. 2005 | 72.241         |
| 1. Jan. 2008 | 54.226         |
| 1. Jan. 2009 | 53.227         |
| 1. Jan. 2010 | 51.800         |
| 1. Jan. 2011 | 51.241         |
| 1. Jan. 2013 | 50.106         |
| 1. Jan 2019  | 52.266         |
| 1. Jan. 2023 | 55.237         |

Nach dem Abschlussbericht des Bundesamtes für Wirtschaft und Ausfuhrkontrolle wurden 417 VW Käfer zugunsten der Umweltprämie zwischen dem 27. Januar 2009 und dem 31. Juli 2010 verschrottet.

## Technik

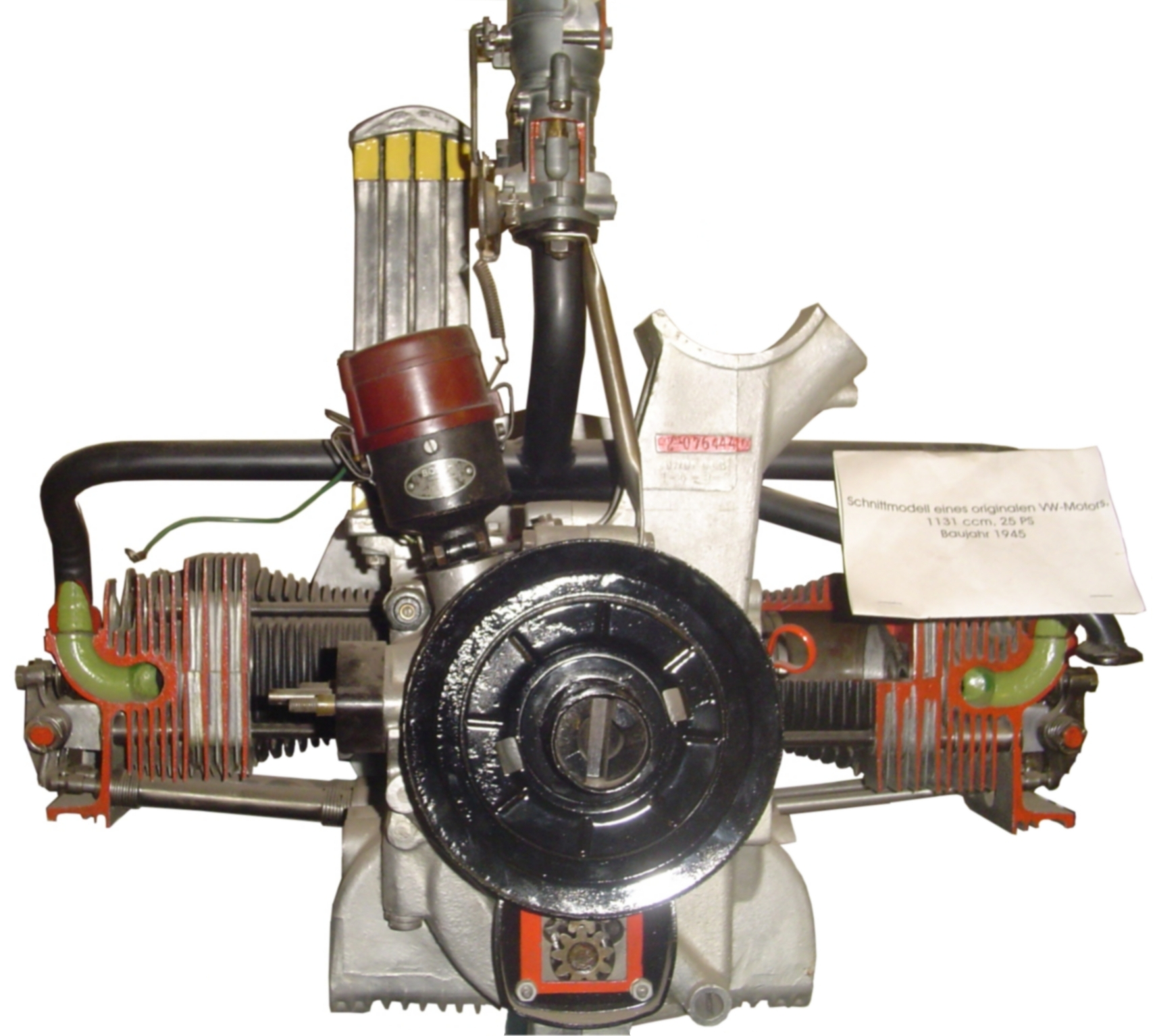
Aufgeschnittener Käfer-Motor

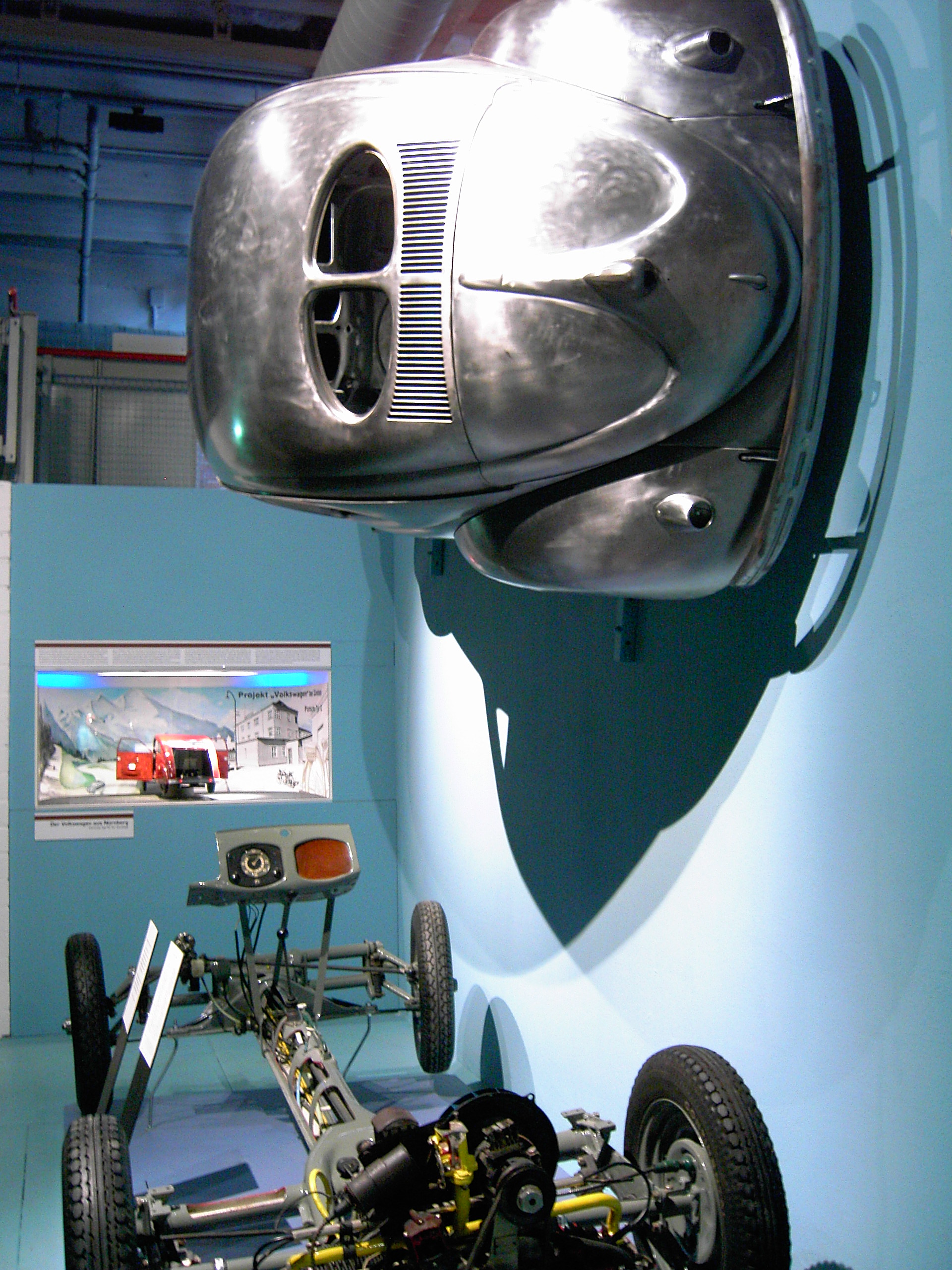
Karosserie und Bodengruppe eines Brezelkäfers

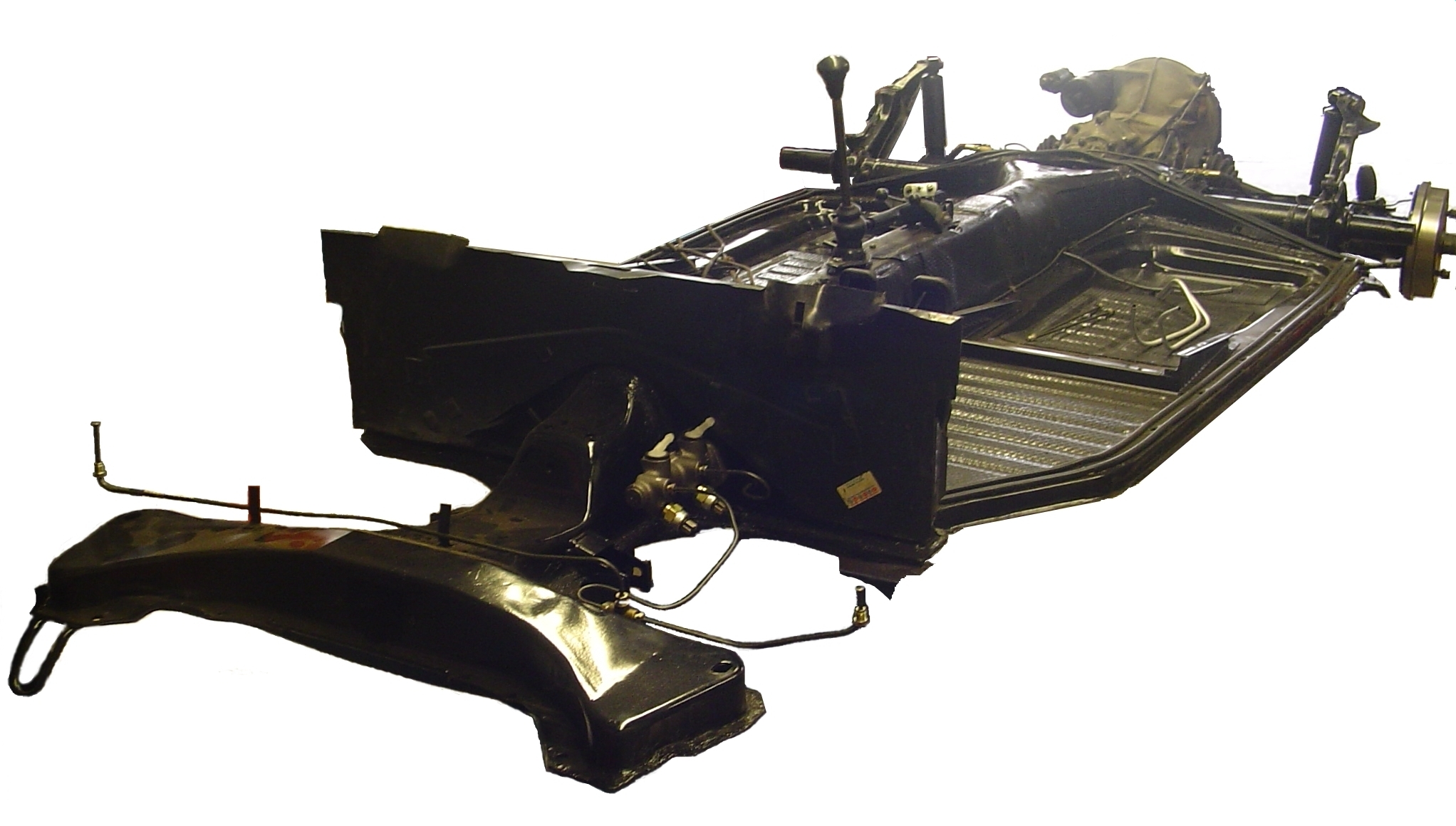
Bodengruppe VW 1302

Konstruktionsmerkmale des Käfers, Heckantrieb durch einen luftgekühlten Vierzylinder-Boxermotor, von der Stromlinienform inspirierte Ganzstahlkarosserie und Zentralrohrrahmen finden sich auch bei anderen Fahrzeugen, die zur gleichen Zeit entwickelt wurden. Die Kotflügel waren mit der Karosserie verschraubt und nicht verschweißt. Keder zwischen Kotflügel und Karosserie verhinderten das Aneinanderscheuern der Teile. 
Bei der Entwicklung des Volkswagens war eine Gewichtsgrenze vorgegeben. Durch die Entscheidung für einen Heckmotor statt Frontmotor mit Hinterradantrieb kann die Kardanwelle entfallen, und durch die Wahl von Luft- statt Wasserkühlung ließ sich ebenfalls Gewicht einsparen. Der Motor des Volkswagens war eine Neukonstruktion, dessen Merkmale auch der Leichtbau sowie eine kurzhubige Auslegung waren. In der ersten Fassung hatte er 985 cm³ Hubraum mit 70 mm Bohrung und 64 mm Hub. Er leistete 23,5 PS (17,3 kW) bei 3000/min, dabei betrug die mittlere Kolbengeschwindigkeit 6,4 m/s. Das Verdichtungsverhältnis wurde mit 5,8 : 1 angegeben. Das Motorgehäuse bestand aus einer Magnesium-Gusslegierung („Elektron“), Leichtmetalle wurden außerdem für die Kolben (Alu) sowie die Zylinderköpfe verwendet, die Zylinder sind aus Grauguss. Der Motor hat einen Ölkühler innerhalb des Gebläsegehäuses im Luftstrom des Ventilators, der mit 1,4-facher Motordrehzahl umläuft und dessen Förderleistung bei ca. 500 l/s (bei 6000/min) liegt. Dieser Motor wurde für den Einsatz in Kübelwagen der Wehrmacht allein durch eine vergrößerte Bohrung auf einen Hubraum von 1131 cm³ gebracht, sein Gewicht wurde mit 88 kg angegeben. Mit diesem Motor wurde auch die Serienfertigung des Volkswagens ab 1945 aufgenommen. Bei diesen Boxermotoren sind die Zylinderköpfe paarweise zusammengefasst, die Zylinder selbst lassen sich einzeln demontieren. Die Motoren unterlagen in Folge regelmäßiger Modellpflege (z. B. Ventilteller aus Chrom-Nickel-Legierung, Laufbahnbeschichtung mit erhöhtem Phosphorgehalt, sogenannte Bimetall-Regelkolben mit definierter Wärmeausdehnung usw.). Der Motor war Basis für die frühen Versionen des Porsche 356, er hatte jedoch abweichend Zylinder in Aluminiumlegierung mit verchromter Laufbahn.
Charakteristisch für den Käfer ist, dass diese Konstruktion während der ganzen Produktionszeit erhalten blieb, obwohl sich bis Anfang der 1960er Jahre die selbsttragende Karosserie durchgesetzt hatte, kurze Zeit später die Luftkühlung weitgehend aus dem Automobilbau verschwand und schließlich bei Kleinwagen und Fahrzeugen der unteren Mittelklasse der Hinterradantrieb durch den Frontantrieb verdrängt wurde. Auch die Raumausnutzung der Karosserie war schlechter als bei manchem damaligen Kleinwagen.
Alle Käfer bis 1970 hatten vorn eine Kurbellenkerachse. Radaufhängung und Radführung übernehmen auf beiden Seiten zwei kurze Kurbellenker (Gelenkparallelogramme), die an Drehfederpaketen in den übereinander angeordneten Achsrohren angeklemmt sind. Die Federpakete bestehen aus sechs (je nach Quelle auch vier), später acht gebündelten Flachstahl-Federblättern. Am oberen Achsrohr ist das Lenkgetriebe verschraubt. Bis 1961 war es eine nachstellbare Spindellenkung (mit halbkugelförmiger Spindelmutter), danach eine Rollenlenkung (Gemmer-Lenkung). Der zweigeteilte Radträger ist über Bundbolzen mit den Kurbellenkern verbunden und der Achszapfen wird um einen weiteren, den Achsschenkelbolzen geschwenkt. Diese aufwendige und schwierig (mit verschieden dicken Unterlegscheiben) einzustellende Konstruktion wurde im Baujahr 1965 durch Kurbellenker mit Kugelgelenken und einen einteiligen Radträger ersetzt.
Die zwischen 1970 und 1975 (Cabrio bis 1980) gebauten Modelle 1302 und 1303 haben eine MacPherson-Vorderachse mit Federbeinen, Querlenkern und radführendem Drehstab-Stabilisator. Bei den anderen Modellen blieb es bei den Kurbellenkern. Die Lenksäule ist bei diesen Modellen abgewinkelt, damit sie bei einem Aufprall weniger stark in den Innenraum eindringt. Die 03-Modelle bekamen 1974 statt der Rollen- eine Zahnstangenlenkung. Die Platz sparende Federbeinachse ermöglichte zusammen mit dem verlängerten Vorderwagen einen erheblich größeren Kofferraum, in den vier Getränkekisten passten. Das Reserverad lag beim 1302 und seinem Nachfolger 1303 unter dem vorderen Kofferraum.
Die hintere Pendelachse besteht aus Achsrohren, die in kugelkalottenförmigen Gelenken am Getriebe gelagert und radseitig mit Längsschubstreben verschraubt sind. Die torsionsweichen Schubstreben, auch Federschwerter genannt, sind mit im Rahmenträger gelagerten Drehfederstäben (Rundstäben aus Stahl) verbunden. Das Prinzip der Radaufhängung fand sich schon 1934 beim Auto-Union-Rennwagen der 750-kg-Formel. Die Antriebswellen haben „Löffelgelenke“ (ein Kreuzgelenk mit Gleitsteinen) im Getriebe und sind an der Radnabe wälzgelagert. Die 1967 eingeführten Modelle mit Halbautomatik sowie alle 1302 und 1303 haben hinten eine Schräglenkerachse, die die Fahreigenschaften verbessert, aber teurer herzustellen war. Bei ihr ist das Rohr der Halbachse durch einen Schräglenker ersetzt (Schweißkonstruktion aus tiefgezogenen Blechen), der am Rahmenquerträger neben dem Getriebe in einem Gummilager befestigt ist und am anderen Ende das Radlager enthält. Die Antriebswellen haben zwei homokinetische Gelenke, radseitig und am Getriebe, weil das Getriebe mit dem Differential weiter vorn sitzt, um Platz für den Wandler zu schaffen, und die Antriebswellen so nicht mehr in einer Flucht liegen.
Zunächst wurde der Käfer mit Seilzugbremsen ohne Längenausgleich produziert; bei den Export-Modellen ab März/April 1950 gab es hydraulisch betätigte Bremsen, das Standardmodell erhielt sie erst im April 1962.
Ein Merkmal der ersten Käfer-Serie war das aus zwei halbovalen Scheiben bestehende Heckfenster, das durch einen Mittelsteg geteilt war. Diese Konstruktion führte später für die Modelle bis Baujahr 1953 zu dem Namen „Brezelkäfer“. Erst in den 1950er-Jahren konnten gewölbte Scheiben günstiger hergestellt werden und der Mittelsteg des Heckfensters entfiel. Viele ältere Modelle wurden daraufhin auf das modernere einteilig gewölbte Fenster umgerüstet.
Die Käfer-Technik wurde 1950 auch Grundlage für ein Nutzfahrzeug, den VW Transporter (Typ 2). Er hatte den gleichen Motor und ähnliche Radaufhängungen, aber einen mit zwei Längsträgern verschweißten teiltragenden Aufbau ohne Plattformrahmen. Der Käfer blieb bis 1961 der einzige Pkw aus Wolfsburg, die VW Karmann-Ghias (Typ 14 und Typ 34) wurden bei Karmann in Osnabrück produziert. Das war im Wesentlichen auf Generaldirektor Heinrich Nordhoff zurückzuführen, der stets nur den Käfer verbessern, aber den Kunden keinen anderen Wagentyp anbieten wollte, um die Produktion möglichst rationell zu halten. Ab jenem Jahr aber bot VW den vom Käfer abgeleiteten größeren VW 1500 (Typ 3) mit Stufenheckkarosserie an, der etwas geräumiger war und moderner aussah. Der Motor war flacher, alle Nebenaggregate so niedrig wie möglich angeordnet, das Kühlluftgebläse saß hinter dem Motor direkt auf der Kurbelwelle. Daher war das Fahrzeug länger und hatte einen größeren, von außen zugänglichen hinteren Kofferraum; die Konstruktion machte den in den 1960er Jahren sehr gefragten Kombi VW Variant erst möglich. Der hintere Kofferraum des Käfers war bis zum Schluss seiner Bauzeit nur von innen zugänglich und dadurch schwer nutzbar. Zusätzlich gab es allerdings unter der Fronthaube zusammen mit Reserverad und Tank noch einen vorderen, anfangs äußerst kleinen Kofferraum.
Aber auch der Typ 3 hatte weiter einen luftgekühlten Boxermotor im Heck und den Plattformrahmen mit verschraubtem Aufbau sowie die in der Fachpresse für den Komfort gelobte, jedoch wegen schlechter Fahrsicherheit kritisierte hintere Pendelachse mit Drehstabfederung.
Die elektrische Anlage der ersten VW Käfer hatte wie damals allgemein üblich 6 Volt Spannung und in Deutschland Winker als Fahrtrichtungsanzeiger. 1960 wurden sie entsprechend einer gesetzlichen Vorschrift durch Blinker ersetzt. Seit den frühen 1960er Jahren wurde auch ein 12-Volt-Bordnetz angeboten, beispielsweise für Behördenfahrzeuge (Polizei-Käfer mit Funk). Im September 1967 bekamen die Exportmodelle – mit nun höher montierten und stabileren Stoßstangen – ebenfalls eine 12-Volt-Anlage; nur der Standard-Käfer mit den Stoßstangen alter Form hatte noch ein 6-Volt-Bordnetz. 1972 wurden dann alle Käfermodelle auf das 12-V-Netz umgestellt.
Das Viergang-Schaltgetriebe mit Mittelschaltung war anfangs in allen Gängen unsynchronisiert: Erster, zweiter und Rückwärtsgang hatten Zahnräder mit Geradverzahnung, die auf der Welle verschiebbar angeordnet waren. Dritter und vierter Gang waren geräuscharm mit schrägverzahnten Zahnrädern ausgeführt und wurden über Schaltstifte eingelegt, die verschiebbar in halbrunden Nuten auf der Getriebewelle lagen und in entsprechende Aussparungen an den Zahnrädern eingriffen. Ab 1952 gab es – zunächst im Export-Modell – ein teilsynchronisiertes (zweiter bis vierter Gang) und später auch vollsynchronisierte Getriebe, die zum Herunterschalten kein Zwischengas erforderten. Ab 1962 war auf Wunsch eine Viergang-Halbautomatik mit elektropneumatisch gesteuerter Kupplung von Fichtel & Sachs (Saxomat) erhältlich. Ab 1967 wurde eine Dreigang-Halbautomatik mit Drehmomentwandler angeboten. Die Automatik-Käfer hatten hinten anstelle der Pendelachse eine Schräglenkerachse.
Der VW 1303 LS, von 1972 bis 1975 produziert, war bis auf den Motor, der später in Mexiko noch mit Hydrostößeln, Einspritzung und Drei-Wege-Katalysator versehen wurde, der technische Höhepunkt der Serienkäfer: ein hochwertig verarbeiteter Wagen, bequem und gut gefedert, fahrsicher dank Federbeinvorderachse und Schräglenkerachse hinten. Bei dem rund 35 Jahre vorher entworfenen Fahrzeug ließ sich jedoch auch mit diesen Verbesserungen das Niveau der Konkurrenzmodelle nicht erreichen. Einer der größten Nachteile war der hohe Kraftstoffverbrauch – 13 Liter auf 100 km mit dem 50-PS-Motor (37 kW) waren möglich. Das lange Festhalten am Käfer war einer der Gründe für die Krise des VW-Konzerns in den frühen 1970er-Jahren.

## Modelle

### Varianten im Zweiten Weltkrieg

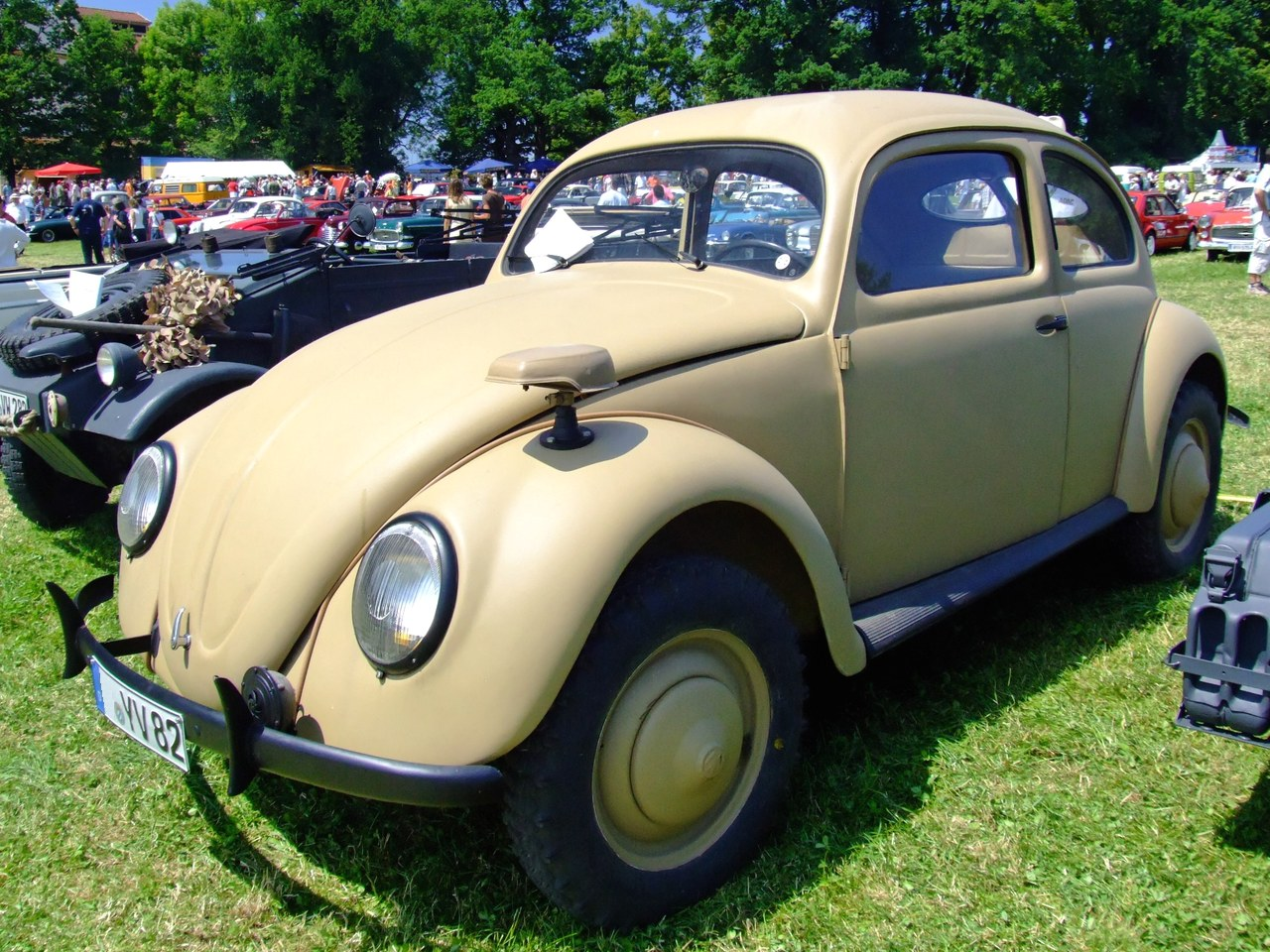
VW Typ 82 E
Das Fahrzeug hatte das Fahrgestell des Typs 82 Kübelwagens, aber die Karosserie des KdF-Wagens.

Ab 1941 begann die Produktion im Volkswagenwerk bei Fallersleben, jedoch nicht mit der Zivilversion, sondern in der militärischen Version mit der Bezeichnung Typ 82 Kübelwagen. 1942 wurde zusätzlich dazu der Typ 87 produziert, eine allradgetriebene Limousine mit großen Geländereifen und zusätzlichem Geländegang. Parallel dazu wurden ungefähr 150 Fahrzeuge des Typ 128, einem allradgetriebenem Amphibienfahrzeug gefertigt. Der Typ 166 aus demselben Jahr war ebenfalls ein Amphibienfahrzeug mit Allradantrieb. Von diesem Modell wurden 14.265 Stück gebaut. Hinzu kam noch der Typ 155, ein Kübelwagen mit vorderem Reifen- und hinterem Kettenantrieb. Von ihm wurden nur wenige Exemplare gebaut. Ab 1941 gab es den Typ 82 E mit dem Kübel-Fahrgestell des Typ 82. Das Aussehen erinnert an den Typ 87, da die normale Karosserie des KdF-Wagens auf das Fahrgestell aufgebaut wurde, jedoch hatte der Typ 82 E keinen Allradantrieb. Als Typ 92 bezeichnet wurde der Typ 82 E auch an die Waffen-SS geliefert. Zwischen 1943 und 1945 gab es die KdF-Wagen und die Kübelwagen sowie den Typ 87 auch mit einem Holzvergaser des Typs Porsche 230, erkennbar am Gasgenerator an der Frontpartie der Wagen.

### Nach dem Zweiten Weltkrieg (1945–1946)

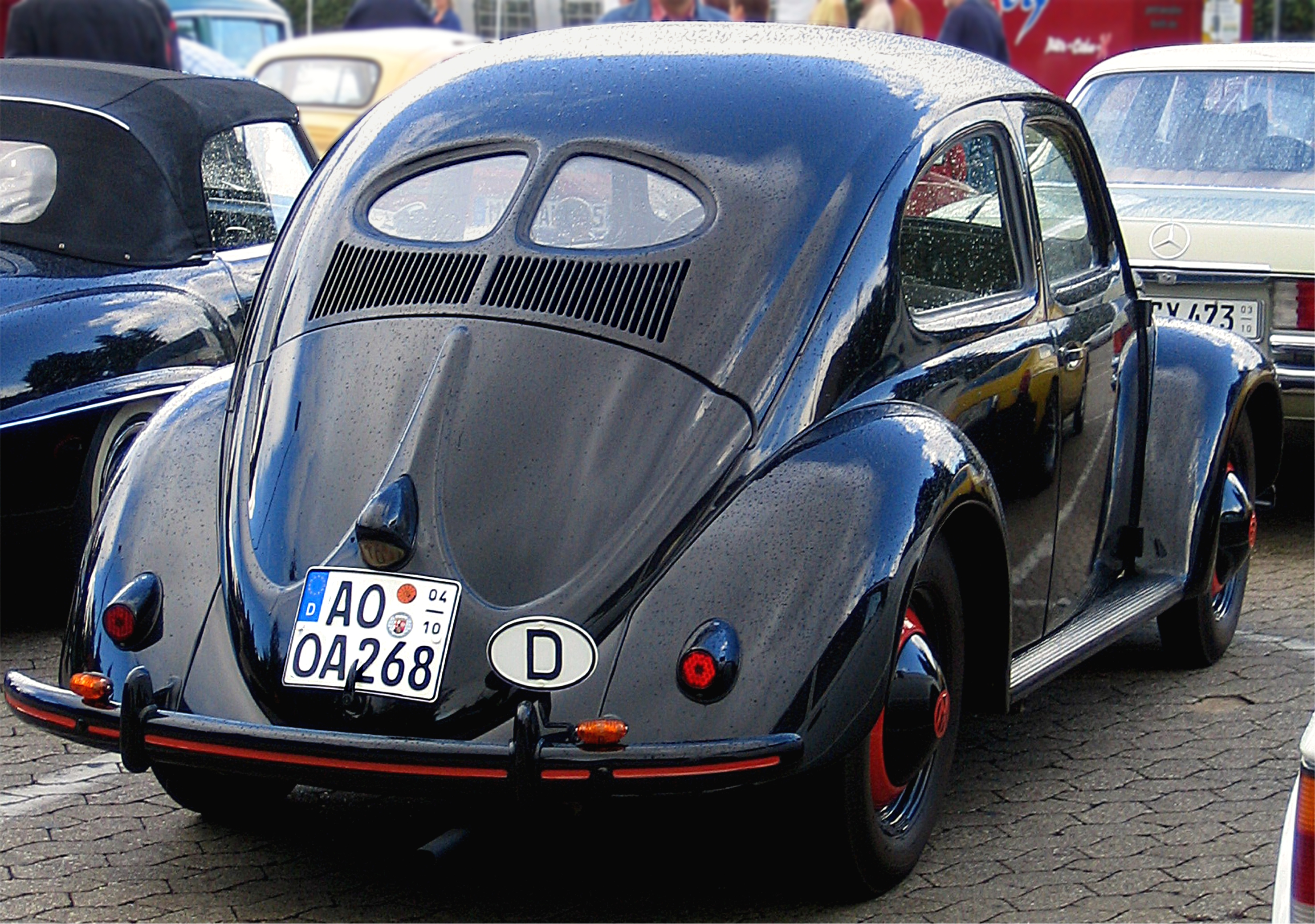
VW Standard, Baujahr 1950

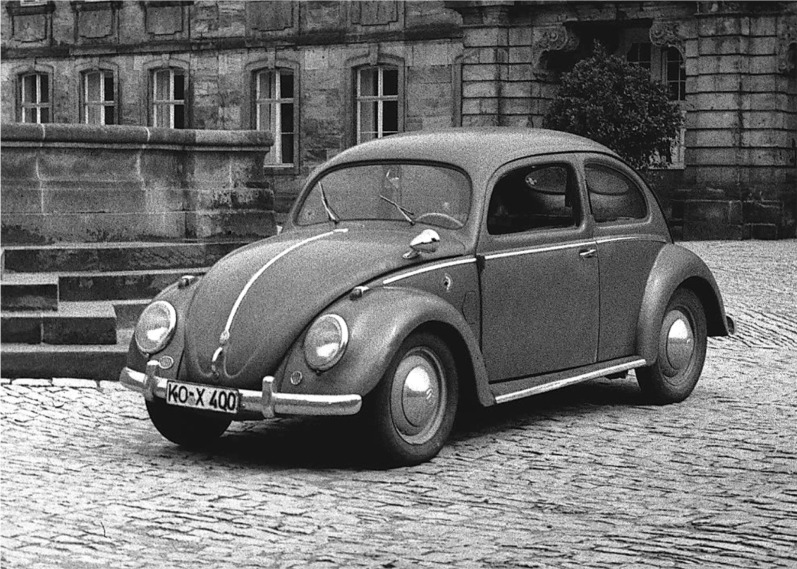
VW Export, Baujahr 1951, mit Ausstellklappen in den Seitenteilen vorn; Außenspiegel und Blinker nachgerüstet

Die Bezeichnung des Typs 82 E wurde in 51 geändert. Der Typ 51 war eine von verschiedenen Nachkriegsvarianten, die in den Jahren 1945 und 1946 unter englischer Aufsicht hergestellt wurden. Er sollte als Dienstfahrzeug für Armee und Verwaltung dienen. Die Anordnung zur Fertigungseinstellung erfolgte am 2. Februar 1946, die noch im VW-Bestand befindlichen Fahrzeuge sollten alle zum zivilen Typ 11 umgebaut werden. Die Produktion endete wahrscheinlich trotzdem erst im Oktober 1946. Neben dem Typ 51 wurden auch die Typen 53 (Geländelimousine mit Rolldach), 55 (Geländecabriolet), 83 (Geländefahrzeug mit Kastenaufbau für die Reichspost bzw. notdürftiger Krankenwagen) und 100 (Zugmaschine) gebaut, die auch auf dem Fahrgestell des Typs 82 E basieren. Der Kübelwagen Typ 82 wurde 1945 für einen kurzen Zeitraum, nun als Typ 21 bezeichnet, unverändert aus Restteilen weitergebaut.

#### Liste der Nachkriegstypen
| VW-Typen 1945 bis 1953 | VW-Typen 1945 bis 1953                                                |
| ---------------------- | --------------------------------------------------------------------- |
| Typ 11                 | Limousine, zweitürig (vormals als Typ 60 bezeichnet)                  |
| Typ 13                 | Limousine, zweitürig mit Rolldach                                     |
| Typ 15                 | Cabriolet, zweitürig                                                  |
| Typ 21                 | Kübelwagen, viertürig (vormals als Typ 82 bezeichnet)                 |
| Typ 25                 | Feuerwehrfahrzeug mit Feuerlöschkreiselpumpe                          |
| Typ 27                 | Offener Lieferwagen mit Aufbau                                        |
| Typ 28                 | Geschlossener Lieferwagen                                             |
| Typ 51                 | Geländegängige Limousine, zweitürig (vormals als Typ 82 E bezeichnet) |
| Typ 53                 | Geländegängige Limousine, zweitürig mit Rolldach                      |
| Typ 55                 | Geländegängiges Cabriolet                                             |
| Typ 81                 | Offener Lieferwagen mit Aufbau                                        |
| Typ 83                 | Geschlossener Lieferwagen                                             |
| Typ 100                | Zugmaschine                                                           |
| Quelle:                |                                                                       |

### Standard- und Export-Modell (1946–1960)

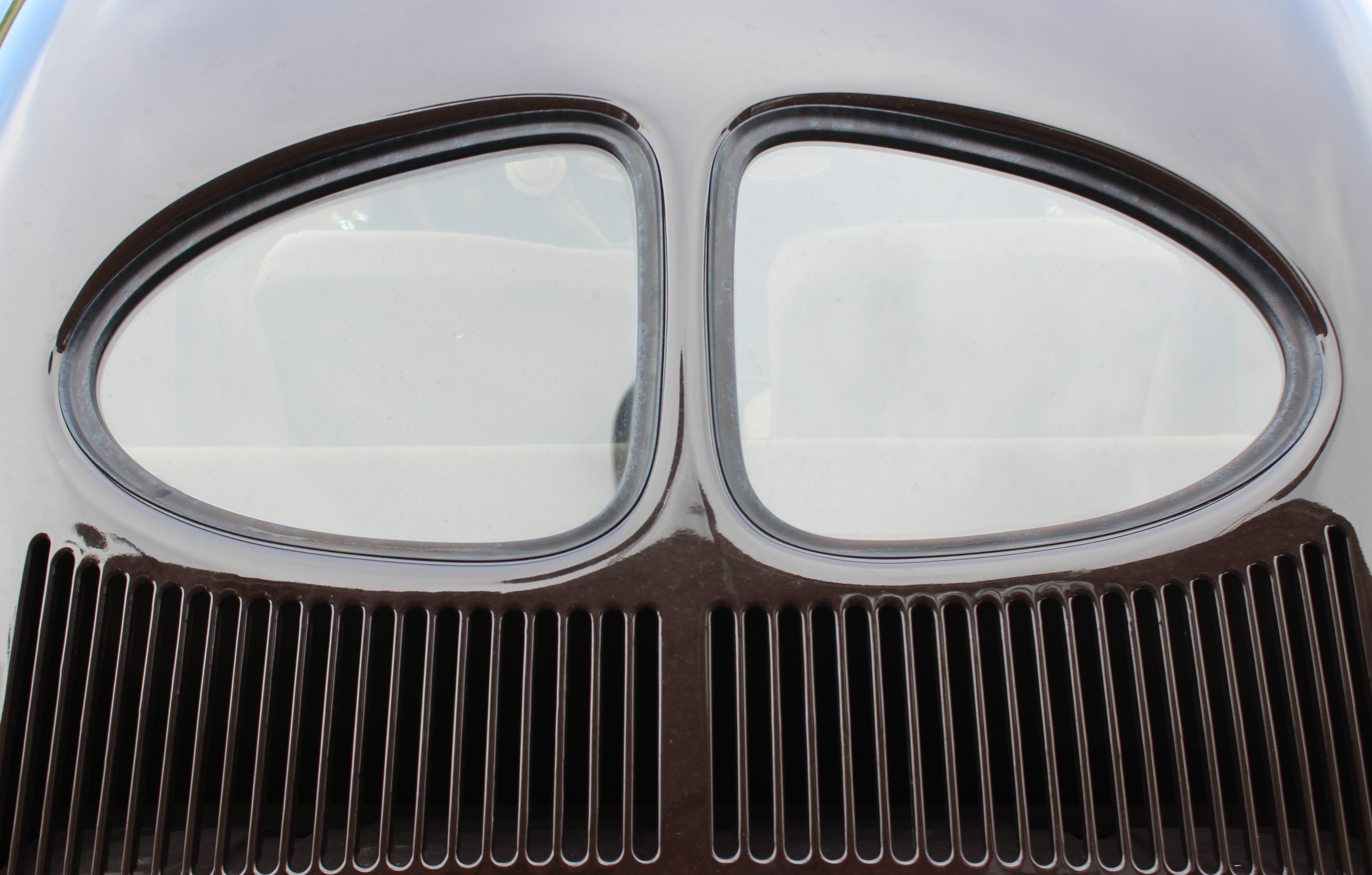
Brezelfenster

Seitenteil mit geöffneter Ausstellklappe

Die genannten Baujahre sind die Modelljahre, die in der Regel nach den Werksferien des jeweiligen Vorjahres begannen: In den Werksferien, meist im August, wurden die Produktionseinrichtungen für das nächste Modelljahr umgebaut, nach den Werksferien wurden dann die im Detail verbesserten Käfer produziert. So wurde beispielsweise das Modell 1953 zwischen September 1952 und August 1953 hergestellt.
Ab 1946 gab es die vormals als Typ 60 bezeichnete Standardlimousine Typ 11, heute wegen der ovalen, senkrecht geteilten Heckscheibe unter dem Namen „Brezelkäfer“ bekannt.
Am 1. Juli 1949 wurde die Produktpalette um ein „Export“-Modell mit verbesserter Innenausstattung, verchromten Stoßstangen und Zierleisten erweitert. Außerdem war es in verschiedenen Farben lieferbar. Das bisherige Modell wurde „Standard“ genannt.
Die Standardmodelle wurden weiterhin mit lackierten Stoßfängern gebaut. Ab 1950 war ein Faltdach (Sonnendach) mit Textilbezug gegen Aufpreis lieferbar. Ab März desselben Jahres erhielt das Exportmodell zum Teil und ab April serienmäßig eine hydraulische Bremsanlage. 1951 gab es ein Jahr lang in den Seitenteilen vorn Ausstellklappen (Rheumaklappen) zur Belüftung des Fußraums. 1952 wurde die Ausstattung um Ausstellfenster in den Türen ergänzt. Die Felgen hatten nun einen Durchmesser von 15 statt 16 Zoll. Das Export-Modell bekam ein synchronisiertes Getriebe (zweiter bis vierter Gang). Am 10. März 1953 wurde das geteilte Heckfenster („Brezel“) durch ein einteiliges Heckfenster („Oval“) ersetzt. Die Käfer jener Jahre werden heute oftmals „Ovali“ bezeichnet.
Ab 1954 wurde der Motor des Typs 122 mit einer um 2 mm vergrößerten Zylinderbohrung von 77 mm eingebaut, dessen Hubraum 1192 cm³ statt wie vorher 1131 cm³ betrug. Der vergrößerte Motor leistete nun 30 PS (22 kW), 5 PS (4 kW) mehr als der alte Motor.
Ab dem 19. November 1956 gab es auf der linken Fahrzeugseite serienmäßig einen Außenspiegel.
1957 wurde die Frontscheibe vergrößert und statt der ovalen eine größere eckige Heckscheibe (Rechteckkäfer) eingebaut. 1958 erhielten die Inland-Käfer größere Außenspiegel. Ab 1959 gab es feststehende Türgriffe mit Drucktasten statt der bisherigen Klappgriffe. An der Vorderachse des Export-Modells wurde ein Stabilisator angebaut.
Mitte 1960 (Modelljahr 61) gab es wichtige Neuerungen: Die Winker wurden durch Blinker ersetzt. Es hielten hellere Farbtöne wie das beliebte Golfblau (L 390) Einzug und lösten die lange angebotenen Grautöne ab. Der Export erhielt einen 34-PS-Motor (25 kW) mit (halbautomatischer) Startautomatik, der Standard blieb beim 30-PS-Motor (22 kW) mit manuellem Choke. Erkennbar sind die neueren Motoren an der geänderten, stehend neben dem Zündverteiler montierten Benzinpumpe; der ältere Motor hat die Benzinpumpe links hinter der Riemenscheibe. Beim 30-PS-Motor (22 kW) ist der Fuß der Lichtmaschine angegossen, in der 34-PS-Variante (25 kW) ist der Fuß geschraubt. Die Export-Modelle bekamen ein vollsynchronisiertes Getriebe. Zur Verbesserung der Betriebsverhältnisse bei kaltem Motor wurde eine Warmluftzufuhr zum Vergaser eingebaut. Das Kofferraumvolumen vorn wuchs durch einen flacheren Tank und geänderte vordere Seitenteile um 65 Prozent von 85 auf 140 Liter. Der Tank bekam eine kleinere Einfüllöffnung und eine Außenentlüftung. Bis zum 1968er Modell (August 1967) musste zum Tanken die vordere Haube geöffnet werden.
Lieferbare Farben
| Modellübersicht     | Modelljahr 1955                                                                                | Modelljahr 1956                                                                                 | Modelljahr 1957                                                                                               | Modelljahr 1958                                                                                    | Modelljahr 1959                                                                                     | Modelljahr 1960 | Modelljahr 1961                                                                                |
| ------------------- | ---------------------------------------------------------------------------------------------- | ----------------------------------------------------------------------------------------------- | --- | -------------------------------------------------------------------------------------------------- | --------------------------------------------------------------------------------------------------- | --- | ---------------------------------------------------------------------------------------------- |
| von                 | Januar 1954                                                                                    | März 1955                                                                                       | April 1956 | August 1957                                                                                        | August 1958                                                                                         | August 1959 | August 1960                                                                                    |
| bis                 | Februar 1955                                                                                   | März 1956                                                                                       | Juli 1957 | Juli 1958                                                                                          | Juli 1959                                                                                           | Juli 1960 | Juli 1961                                                                                      |
| von Fahrgestell-Nr. | 1–575415                                                                                       | 1–823605                                                                                        | 1173573 | 1600440                                                                                            | 2060332                                                                                             | 2528668 | 3192507                                                                                        |
| bis Fahrgestell-Nr. | 1–823604                                                                                       | 1173572                                                                                         | 1600439 | 2060331                                                                                            | 2528667                                                                                             | 3192506 | 4010994                                                                                        |
| erhältliche Farben  | L41 schwarz L213 islandgrün L271 texasbraun L275 lichtbeige L276 ultramaroon L227 stratosilber | L41 schwarz L370 nilbeige L227 stratosilber L324 polarsilber L313 schilfgrün L315 dschungelgrün | L41 schwarz L324 polarsilber L331 horizontblau L351 korallenrot L412 diamantgrün L378 prairiebeige L240 agave | L41 schwarz L351 korallenrot L240 agave L245 lichtbronze L334 firnblau L243 diamantgrau L335 capri | L41 schwarz L434 fjordblau L243 diamantgrau L335 capri L358 granatrot L14 reseda L343 kalaharibeige | L41 schwarz L451 indiarot L363 arktis L440 kieselgrau L436 indigoblau L349 jadegrün L346 mangogrün L419 keramikgrün | L41 schwarz L456 rubin L390 golfblau L87 perlweiß L380 türkis L391 pastellblau L478 beryllgrün |

### VW 1200/1300/1500 (1961–1974)

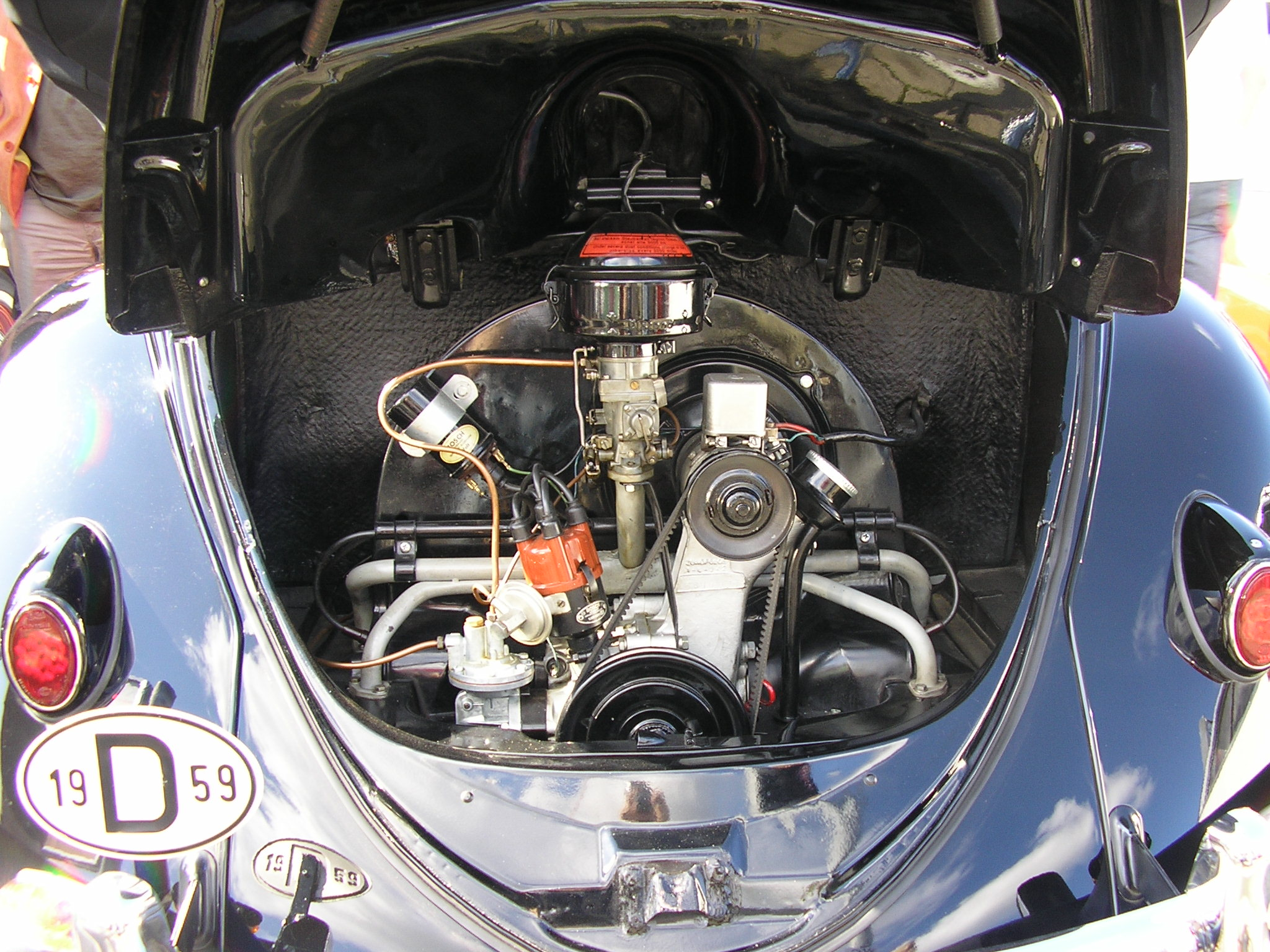
VW-1200-Motor, 30 PS
(noch ohne die beiden seitlichen Schläuche der Frischluftheizung ab Januar 1963)

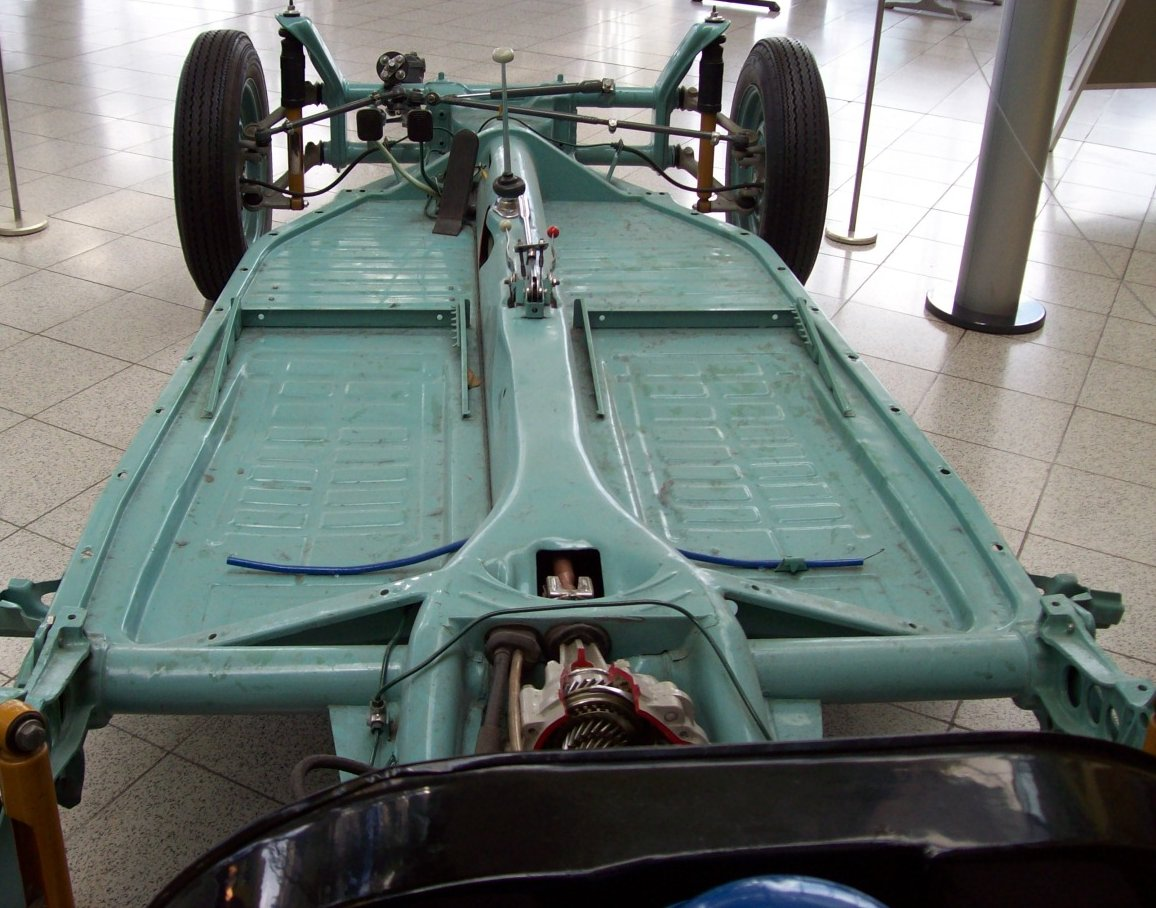
VW-1300-Fahrgestell, Baujahr 1966, in Fahrtrichtung

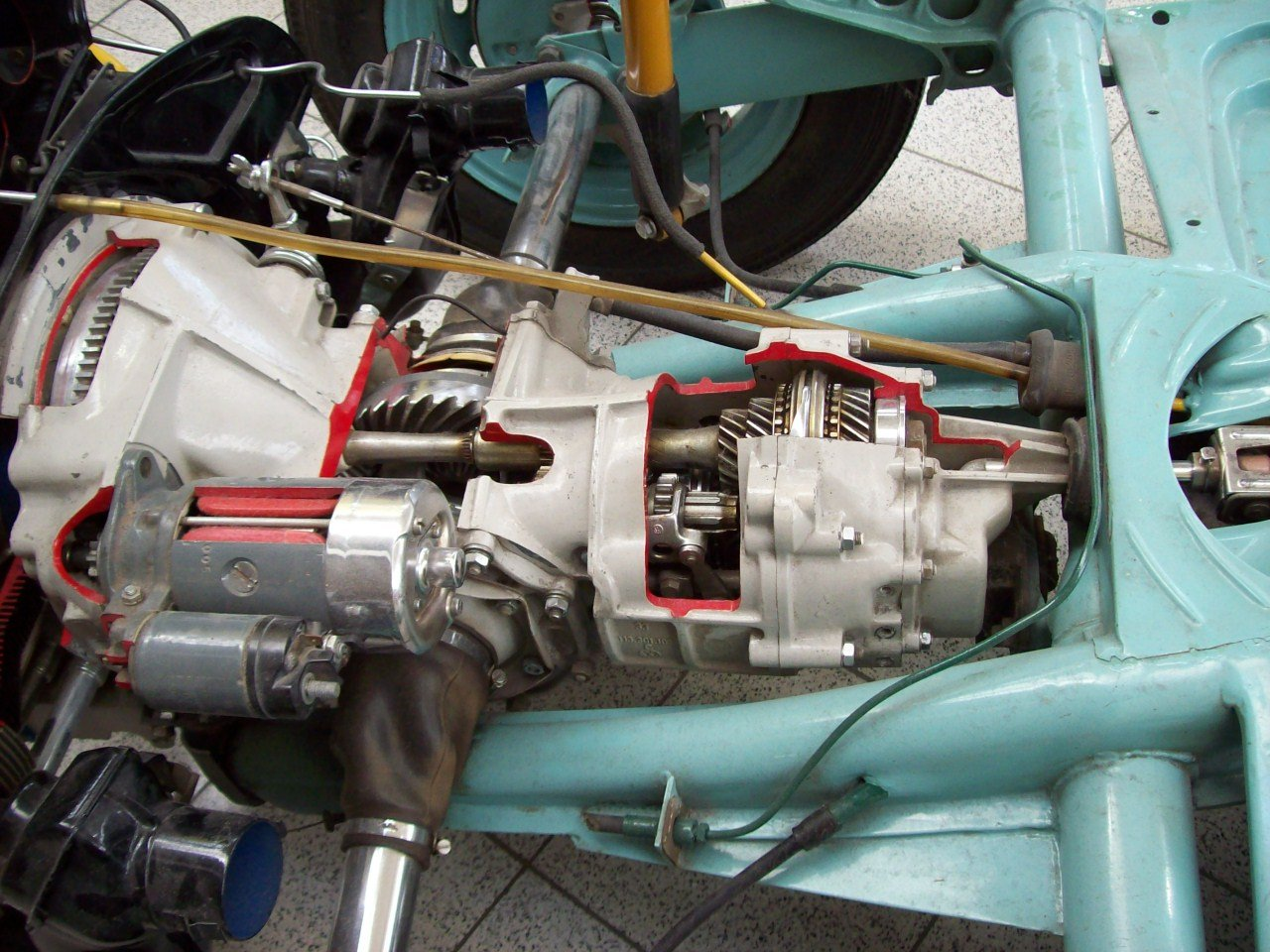
VW 1300, Baujahr 1966, Getriebe

Ab dem Jahr 1961 gab es für das Export-Modell eine über Bowdenzug und Schwimmer betätigte Tankuhr anstatt des Kraftstoffhahns mit Reserve-Umschaltung. Im Standard-Modell und seinem späteren Nachfolger VW 1200 A (Sparkäfer) blieb der Benzinhahn bis 1972.
Ab April 1962 erhielt auch der Standard-Käfer Hydraulikbremsen statt Seilzugbremsen. Im Januar 1963 wurde die Heizung wegen einer behördlichen Auflage geändert: Es wurde nicht mehr die von den Zylindern direkt erwärmte und evtl. mit Öldämpfen und Abgasen verunreinigte Kühlluft des Motors in den Fahrgastraum geleitet. Bei der neuen Frischluftheizung wurde vom Motorkühlgebläse abgezweigte Luft durch verrippte Wärmetauscher (Heizbirnen) an den Auspuffrohren erhitzt und zur Wagenheizung genutzt.
Für das Export-Modell wurde 1963 ein Stahlkurbeldach (Aufpreis 250 DM) ins Programm aufgenommen. Das Faltdach blieb für den Standard-Käfer lieferbar. Im Jahr darauf erhielt der Käfer rundum größere Fenster.
In der Mitte der 1960er Jahre wurden die alten Bezeichnungen „Standard“ und „Export“ für die Modellvarianten des Käfers durch Zahlen abgelöst, die sich grob an den Hubräumen der Motoren orientierten.
Der Standard-Käfer mit dem 30-PS-Motor (22 kW) wurde im November 1964 in Modell 1200 A umbenannt und als Sparkäfer bis Juli 1965 gebaut. Außer Grau waren wenige gedeckte Farben lieferbar; und weiterhin gab es fast kein Chrom am 1200 A, nur der Tachoring und die Schachtleisten der Türfenster waren verchromt. Die Wagen sind am Tachometer erkennbar, der nur bis 120 km/h reichte – Käfer mit einem 140er-Tacho haben mindestens 34 PS (25 kW).
Den nächsten Schritt in der Entwicklung des Käfers markierte der im August 1965 vorgestellte VW 1300 mit 1,3-l-Motor und 40 PS (29,5 kW). Dazu bekam der Motor bei gleicher Bohrung die Kurbelwelle des VW 1500. Die Bezeichnung Export entfiel. Der 1200 A erhielt den Motor mit 34 PS (25 kW), den Stabilisator an der Vorderachse und die Rollenlenkung. Statt der Bundbolzen an der Vorderachse, die über Schmiernippel regelmäßig mit Fett versorgt werden mussten, wurden – wie bei den Mitbewerbern schon länger üblich – wartungsfreie Kugelgelenke eingebaut. Alle Käfer hatten jetzt nur noch vier Schmiernippel an der vorderen Kurbellenkerachse. Die Räder wurden geändert: Die Radkappen waren jetzt flach und die Radschüsseln erhielten Langlöcher zur besseren Bremsenkühlung. Der große Lochkreis mit den fünf Radschrauben blieb gleich.
Die ab August 1966 eingebaute hintere Ausgleichsfeder verringert das Übersteuern und verbessert so das Fahrverhalten in Kurven. Ebenfalls im August 1966 wurde der VW 1500 mit dem aus dem Transporter (Typ 2) stammenden 44-PS-Motor (32 kW) vorgestellt. Neu waren bei diesem Modell auch die Scheibenbremsen vorn und geänderte Scheibenräder mit nur noch vier Radbolzen und kleinerem Lochkreisdurchmesser.
Ab dem 1. September 1967 gab es gegen Aufpreis mit dem 44-PS-Motor (32 kW) erstmals eine Dreigang-Halbautomatik, für diese Ausstattung wurde gleichzeitig eine neue Schräglenker-Hinterachse eingeführt. Die Vierlochräder waren nun Serienausstattung, ebenso Befestigungen für Dreipunkt-Sicherheitsgurte. Der Käfer erhielt ein neues Aussehen: Die vordere und hintere Haube wurden verkürzt, die bis dahin rundlichen Stoßfänger bekamen ein Kastenprofil (Eisenbahnschienen) und wurden höher eingebaut, die Streuscheiben der Scheinwerfer standen senkrecht, und die Rückleuchten wurden größer (Bügeleisen). Es gab jetzt eine außenliegende Tankklappe, sodass die Fronthaube zum Tanken nicht mehr geöffnet werden musste. Im darauffolgenden Jahr 1968 wurden die bisher schwarz-creme oder in Wagenfarbe lackierten Räder durch einheitlich silberfarbige ersetzt, eine Warnblinkanlage war serienmäßig, und Fronthaube sowie Tankklappe konnten von innen geöffnet werden.
Mit Modelljahr 1971 (ab 1. September 1970) wurde die Leistung des 1,3-l-Motors von 40 auf 44 PS (29 auf 32 kW) angehoben und der 1,5-l-Motor mit 44 PS (32 kW) entfiel.
Mit Modelljahr 1972 (ab 1. August 1971) wurde die Heckscheibe um 40 mm in der Höhe vergrößert.  Das hatte bis zum Auslauf der deutschen Produktion Bestand. Die Käfer aus Mexiko hatten dann wieder das kleinere Heckfenster,  bis auf das Abschlussmodell (50 Jahre VW Käfer, 1985), der wieder das große Heckfenster bekam.
Mit dem Modelljahr 1974 (ab August 1973) wurde der VW 1300 eingestellt. Bis dahin war er mit 34, 44 und 50 PS (25, 32 und 37 kW) angeboten worden.
| Modellübersicht     | Modelljahr 1962/63 | Modelljahr 1964                                                                                                | Modelljahr 1965                                                                                                  | Modelljahr 1966                                                                                              | Modelljahr 1967 | Modelljahr 1968 | Modelljahr 1969 | Modelljahr 1970 |
| ------------------- | --- | --- | --- | --- | --- | --- | --- | --- |
| von                 | August 1961 | August 1963 | August 1964 | August 1965                                                                                                  | August 1966 | August 1967 | August 1968 | August 1969 |
| bis                 | Juli 1963 | Juli 1964 | Juli 1965 | Juli 1966 | Juli 1967 | Juli 1968 | Juli 1969 | Juli 1970 |
| von Fahrgestell-Nr. | 4010995 | 5677118 | 115 000 001 | 116 000 001                                                                                                  | 117 000 001 | 118 000 001 | 119 000 001 | 110 2000 001 |
| bis Fahrgestell-Nr. | 5677117 | 6502399 | 115 999 000 | 116 1021 300                                                                                                 | 117 999 000 | 118 1016 100 | 119 1200 000 | 110 21200 000 |
| erhältliche Farben  | L41 schwarz L469 anthrazit L456 rubin L390 golfblau L380 türkis L87 perlweiß L478 beryllgrün L398 pacific (nur Cabrio) | L41 schwarz L456 rubin L360 seeblau L87 perlweiß L469 anthrazit L572 panamabeige L518 javagrün L519 bahamablau | L595 fontanagrau L41 schwarz L456 rubin L360 seeblau L87 perlweiß L572 panamabeige L518 javagrün L519 bahamablau | L595 fontanagrau L41 schwarz L456 rubin L360 seeblau L87 perlweiß L518 javagrün L519 bahamablau L568 seesand | L620 savannenbeige L639 zenitblau L595 fontanagrau L41 schwarz L456 rubin L633 VW-blau L518 javagrün L282 lotosweiß | L30A königsrot L41 schwarz L70F chinchilla L282 lotosweiß L610 deltagrün L620 savannenbeige L633 VW-blau L639 zenitblau | L30A königsrot L50B diamantblau L60B perugrün L70F chinchilla L90C togaweiß L620 savannenbeige L630 cobaltblau L41 schwarz L19K yukongelb (nur Cabrio) L54 mohnrot (nur Cabrio) | L620 savannenbeige L90D pastellweiß L630 cobaltblau L30A königsrot L60D ulmengrün L41 schwarz L20D clementine L70F chinchilla 50B diamantblau L19K yukongelb L54 mohnrot (nur Cabrio) L66B tiefseegrün |

| Modellübersicht     | Modelljahr 1971 | Modelljahr 1972 |
| ------------------- | --- | --- |
| von                 | August 1970 | August 1971 |
| bis                 | Juli 1971 | Juli 1972 |
| von Fahrgestell-Nr. | 111 2000 001 | 112 2000 001 |
| bis Fahrgestell-Nr. | 111 3200 000 | 112 3200 000 |
| erhältliche Farben  | L50D saphirblau L90D pastellweiß L60D ulmengrün L41 schwarz L20D clementine L31F iberischrot L54D marinablau L66B tiefseegrün L12D shantunggelb L91D kansasbeige L96D silbermetallic L97D coloradometallic L96E geminimetallic L11E zitronengelb (nur Cabrio) | L90D pastellweiß L95D silbermetallic L96E geminimetallic L10B texasgelb L20B leuchtorange L30B kasanrot L41 schwarz L51B enzianblau L54D marinablau L61B sumatragrün L91D kansasbeige L95B türkismetallic L97D coloradometallic L13M saturngelb (nur Cabrio und „Jubiläumskäfer 20 Millionen Volkswagen“) |

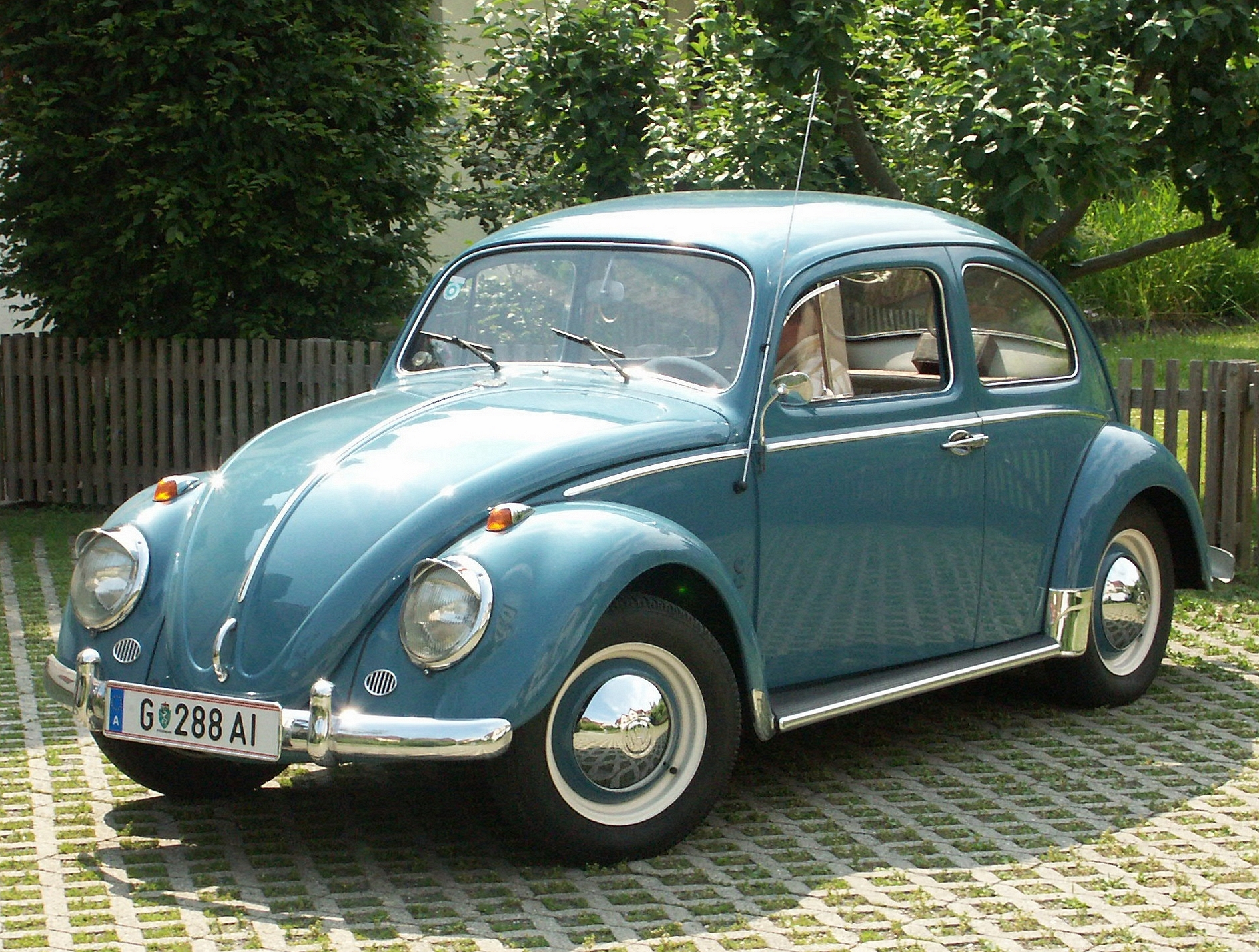
VW Export, 1963
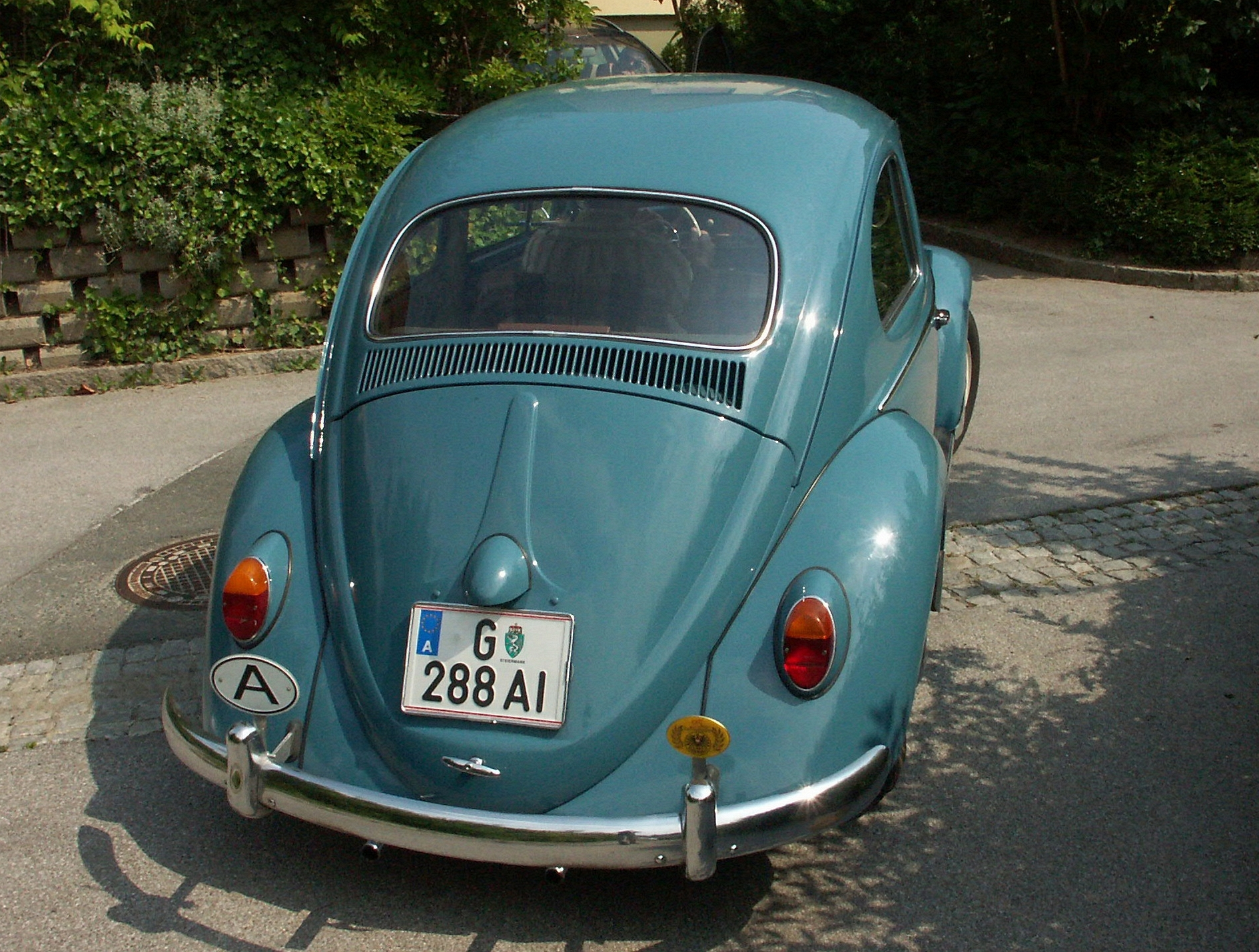
VW Export, 1963
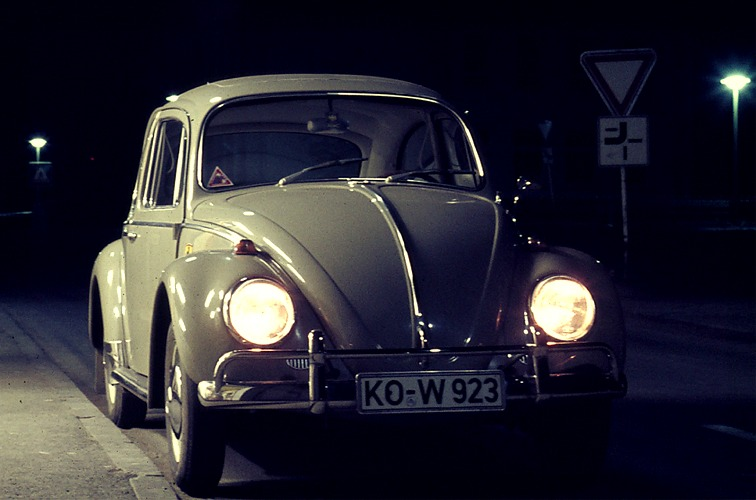
VW 1300 (Modell und Baujahr 1966)
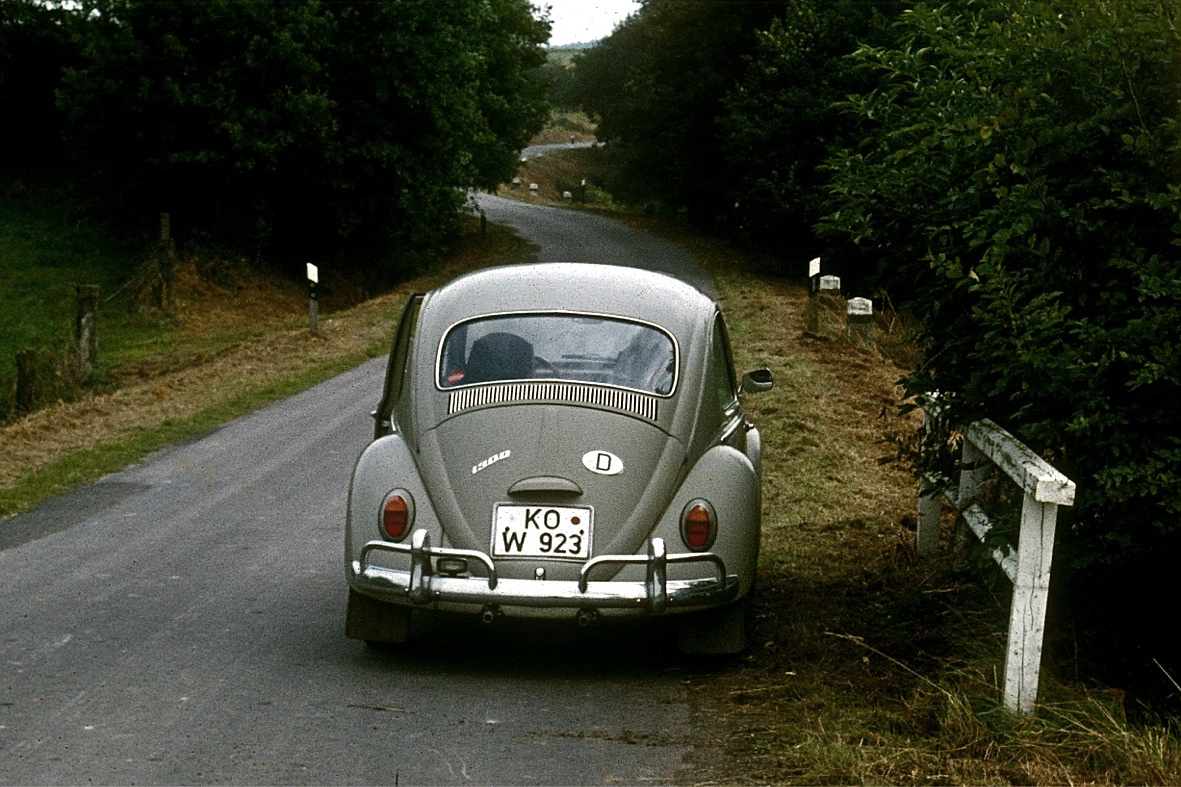
… noch mit schräg stehendem Kennzeichen
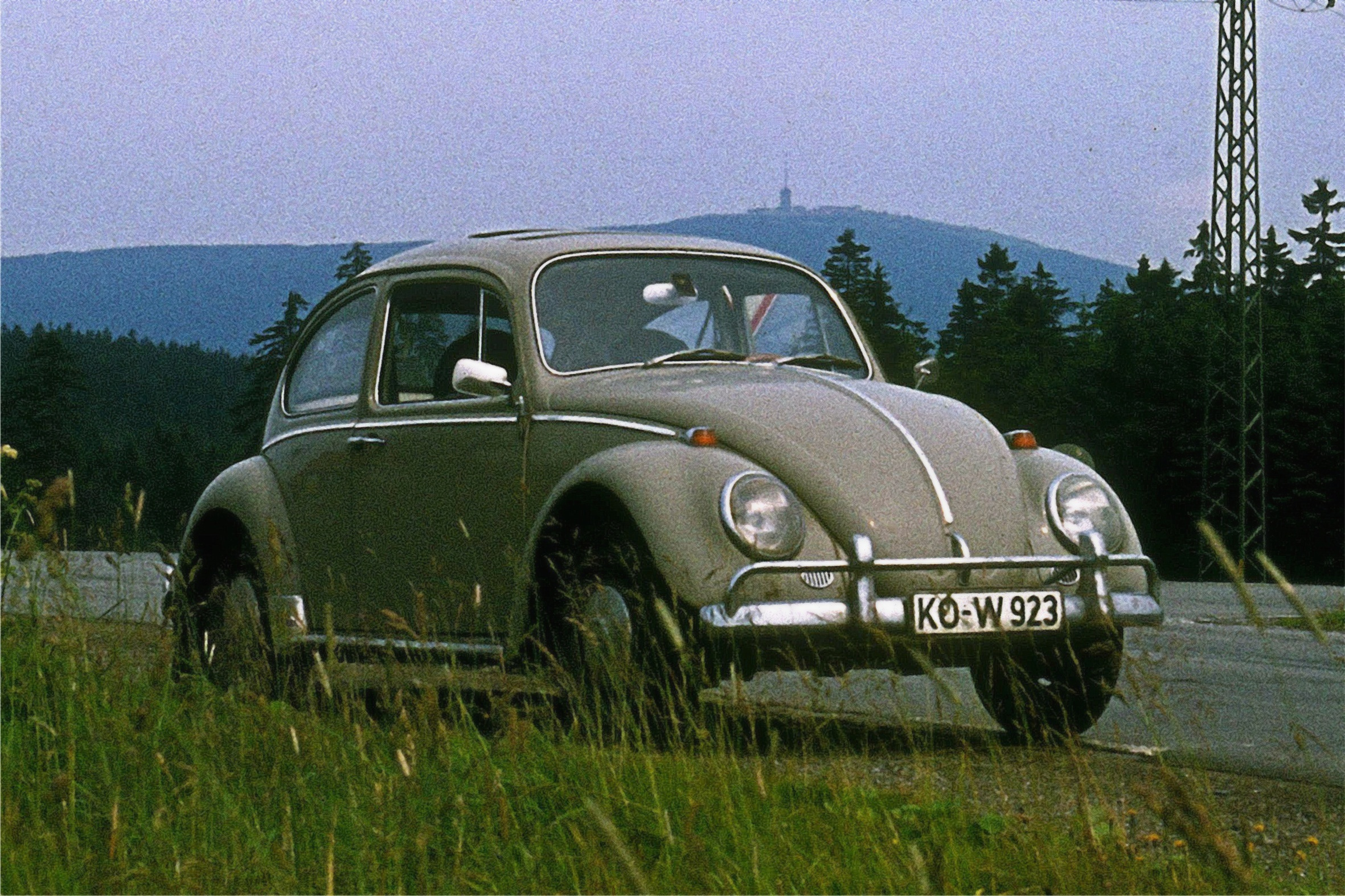
… und den ab Werk lieferbaren Rammstoßstangen

|                                   | 1100 (1946–53) | 1200 (1954–65) | 1200 (1960–73) | 1300 (1965–70) | 1300 (1970–73) | 1500 (1966–70) | 1300S (1972–73) |
| --------------------------------- | --- | --- | --- | --- | --- | --- | --- |
| Motor                             | 4-Zylinder-Boxermotor (Viertakt)                                                                                         | 4-Zylinder-Boxermotor (Viertakt)                                                                                         | 4-Zylinder-Boxermotor (Viertakt)                                                                                         | 4-Zylinder-Boxermotor (Viertakt)                                                                                          | 4-Zylinder-Boxermotor (Viertakt)                                                                                          | 4-Zylinder-Boxermotor (Viertakt)                                                                                          | 4-Zylinder-Boxermotor (Viertakt)                                                                                          |
| Hubraum                           | 1131 cm³ | 1192 cm³ | 1192 cm³ | 1285 cm³ | 1285 cm³ | 1493 cm³ | 1584 cm³ |
| Bohrung × Hub                     | 75 × 64 mm | 77 × 64 mm | 77 × 64 mm | 77 × 69 mm | 77 × 69 mm | 83 × 69 mm | 85,5 × 69 mm |
| max. Leistung (PS) bei 1/min      | 18,4 kW (25) 3300 | 22 kW (30) 3400 | 25 kW (34) 3600 | 29,5 kW (40) 4000 | 32 kW (44) 4100 | 32 kW (44) 4000 | 37 kW (50) 4000 |
| Max. Drehmoment (mkp) bei 1/min   | 67 Nm (6,8) 2000 | 75 Nm (7,7) 2000 | 82 Nm (8,4) 2000 | 87 Nm (8,9) 2000 | 86 Nm (8,8) 3000 | 100 Nm (10,2) 2000 | 106 Nm (10,8) 2800 |
| Gemischaufbereitung               | 1 Fallstromvergaser | 1 Fallstromvergaser | 1 Fallstromvergaser | 1 Fallstromvergaser | 1 Fallstromvergaser | 1 Fallstromvergaser | 1 Fallstromvergaser |
| Gemischaufbereitung               | Solex 28 PCI | Solex 28 PCI | Solex 28 PICT-1 | Solex 30 PICT-2 | Solex 31 PICT-3 | Solex 30 PICT-1 | Solex 34 PICT-3 |
| Ventilsteuerung                   | Stoßstangen und Kipphebel, zentrale Nockenwelle, Stirnräder                                                              | Stoßstangen und Kipphebel, zentrale Nockenwelle, Stirnräder                                                              | Stoßstangen und Kipphebel, zentrale Nockenwelle, Stirnräder                                                              | Stoßstangen und Kipphebel, zentrale Nockenwelle, Stirnräder                                                               | Stoßstangen und Kipphebel, zentrale Nockenwelle, Stirnräder                                                               | Stoßstangen und Kipphebel, zentrale Nockenwelle, Stirnräder                                                               | Stoßstangen und Kipphebel, zentrale Nockenwelle, Stirnräder                                                               |
| Kühlung                           | Luftkühlung (Radialgebläse, Antrieb über Generatorwelle)                                                                 | Luftkühlung (Radialgebläse, Antrieb über Generatorwelle)                                                                 | Luftkühlung (Radialgebläse, Antrieb über Generatorwelle)                                                                 | Luftkühlung (Radialgebläse, Antrieb über Generatorwelle)                                                                  | Luftkühlung (Radialgebläse, Antrieb über Generatorwelle)                                                                  | Luftkühlung (Radialgebläse, Antrieb über Generatorwelle)                                                                  | Luftkühlung (Radialgebläse, Antrieb über Generatorwelle)                                                                  |
| Getriebe                          | 4-Gang-Getriebe, Mittelschaltung mit „H“-Schaltschema                                                                    | 4-Gang-Getriebe, Mittelschaltung mit „H“-Schaltschema                                                                    | 4-Gang-Getriebe, Mittelschaltung mit „H“-Schaltschema                                                                    | 4-Gang-Getriebe, Mittelschaltung mit „H“-Schaltschema                                                                     | 4-Gang-Getriebe, Mittelschaltung mit „H“-Schaltschema                                                                     | 4-Gang-Getriebe, Mittelschaltung mit „H“-Schaltschema                                                                     | 4-Gang-Getriebe, Mittelschaltung mit „H“-Schaltschema                                                                     |
| Getriebe (optional)               | | | (1965/66) auf Wunsch mit Saxomat                                                                                         | (ab September 1967) auf Wunsch mit Dreigang-Halbautomatik                                                                 | (ab September 1967) auf Wunsch mit Dreigang-Halbautomatik                                                                 | (ab September 1967) auf Wunsch mit Dreigang-Halbautomatik                                                                 | (ab September 1967) auf Wunsch mit Dreigang-Halbautomatik                                                                 |
| Radaufhängung vorn                | Kurbellenkerachse, zwei querliegende Federstäbe (Pakete)                                                                 | Kurbellenkerachse, zwei querliegende Federstäbe (Pakete)                                                                 | Kurbellenkerachse, zwei querliegende Federstäbe (Pakete)                                                                 | Kurbellenkerachse, zwei querliegende Federstäbe (Pakete)                                                                  | Kurbellenkerachse, zwei querliegende Federstäbe (Pakete)                                                                  | Kurbellenkerachse, zwei querliegende Federstäbe (Pakete)                                                                  | Kurbellenkerachse, zwei querliegende Federstäbe (Pakete)                                                                  |
| Radaufhängung hinten              | Pendelachse (ab 1966 mit Ausgleichsfeder), Längslenker, querliegende Rund-Federstäbe                                     | Pendelachse (ab 1966 mit Ausgleichsfeder), Längslenker, querliegende Rund-Federstäbe                                     | Pendelachse (ab 1966 mit Ausgleichsfeder), Längslenker, querliegende Rund-Federstäbe                                     | Modelle mit Dreigang-Halbautomatik (ab September 1967): Schräglenkerachse mit Doppelgelenkwellen, querliegende Federstäbe | Modelle mit Dreigang-Halbautomatik (ab September 1967): Schräglenkerachse mit Doppelgelenkwellen, querliegende Federstäbe | Modelle mit Dreigang-Halbautomatik (ab September 1967): Schräglenkerachse mit Doppelgelenkwellen, querliegende Federstäbe | Modelle mit Dreigang-Halbautomatik (ab September 1967): Schräglenkerachse mit Doppelgelenkwellen, querliegende Federstäbe |
| Bremsen                           | Trommelbremsen rundum, seilzugbetätigt (Ø 230 mm) VW Export ab Mai 1950, VW Standard ab April 1962: hydraulisch betätigt | Trommelbremsen rundum, seilzugbetätigt (Ø 230 mm) VW Export ab Mai 1950, VW Standard ab April 1962: hydraulisch betätigt | Trommelbremsen rundum, seilzugbetätigt (Ø 230 mm) VW Export ab Mai 1950, VW Standard ab April 1962: hydraulisch betätigt | Trommelbremsen rundum, seilzugbetätigt (Ø 230 mm) VW Export ab Mai 1950, VW Standard ab April 1962: hydraulisch betätigt  | Trommelbremsen rundum, seilzugbetätigt (Ø 230 mm) VW Export ab Mai 1950, VW Standard ab April 1962: hydraulisch betätigt  | Scheibenbremsen vorn (Ø 270 mm), Trommeln hinten (Ø 230 mm) (32 kW (1966–70))                                             | Scheibenbremsen vorn (Ø 270 mm), Trommeln hinten (Ø 230 mm) (32 kW (1966–70))                                             |
| Karosserie                        | Stahlblech auf Zentralrohr-Plattformrahmen                                                                               | Stahlblech auf Zentralrohr-Plattformrahmen                                                                               | Stahlblech auf Zentralrohr-Plattformrahmen                                                                               | Stahlblech auf Zentralrohr-Plattformrahmen                                                                                | Stahlblech auf Zentralrohr-Plattformrahmen                                                                                | Stahlblech auf Zentralrohr-Plattformrahmen                                                                                | Stahlblech auf Zentralrohr-Plattformrahmen                                                                                |
| Spurweite vorn/hinten             | 1290–1316 / 1250–1358 mm                                                                                                 | 1290–1316 / 1250–1358 mm                                                                                                 | 1290–1316 / 1250–1358 mm                                                                                                 | 1290–1316 / 1250–1358 mm                                                                                                  | 1290–1316 / 1250–1358 mm                                                                                                  | 1290–1316 / 1250–1358 mm                                                                                                  | 1290–1316 / 1250–1358 mm                                                                                                  |
| Radstand                          | 2400 mm | 2400 mm | 2400 mm | 2400 mm | 2400 mm | 2400 mm | 2400 mm |
| Länge                             | 4070 mm | 4070 mm | 4070 mm | 4070 mm | 4070 mm | 4070 mm | 4070 mm |
| Breite                            | 1540 mm | 1540 mm | 1540 mm | 1540 mm | 1540 mm | 1540 mm | 1540 mm |
| Höhe                              | 1500 mm | 1500 mm | 1500 mm | 1500 mm | 1500 mm | 1500 mm | 1500 mm |
| Bodenfreiheit                     | 152 mm | 152 mm | 152 mm | 152 mm | 152 mm | 152 mm | 152 mm |
| Leergewicht                       | Limousine: 730–820 kg Cabriolet: 800–870 kg                                                                              | Limousine: 730–820 kg Cabriolet: 800–870 kg                                                                              | Limousine: 730–820 kg Cabriolet: 800–870 kg                                                                              | Limousine: 730–820 kg Cabriolet: 800–870 kg                                                                               | Limousine: 730–820 kg Cabriolet: 800–870 kg                                                                               | Limousine: 730–820 kg Cabriolet: 800–870 kg                                                                               | Limousine: 730–820 kg Cabriolet: 800–870 kg                                                                               |
| Höchstgeschwindigkeit             | 105 km/h | 112 km/h | 115 km/h | 122 km/h Autom.: 117 km/h                                                                                                 | 125 km/h Autom.: 120 km/h                                                                                                 | 128 km/h Autom.: 123 km/h                                                                                                 | 135 km/h Autom: 130 km/h                                                                                                  |
| 0–100 km/h                        | 50 s | 38 s | 33 s | 28 s Autom.: 33 s | 25 s Autom.: 32 s | 23 s Autom.: 28 s | 21 s Autom.: 24 s |
| Verbrauch (Liter/100 Kilometer)   | 7,5 | 8,0 | 8,5 | 9,5 Autom.: 10,5 | 8,5 Autom.: 9,0 | 10,0 Autom.: 11,0 | 11,0 Autom.: 12,0 |
| Kraftstoffart                     | Normalbenzin | Normalbenzin | Normalbenzin | Normalbenzin | Normalbenzin | Normalbenzin | Normalbenzin |
| Preis (DM) Standard Export Cabrio | 5300 5625 7500 | 3950 4850 6500 | 4290 4740 5990 | -- 4980 6490 | | -- 5385 6895 | -- 6530 -- |

### VW 1302 (1970–1972)
Der VW 1302 (ab August 1970, mit Modelljahr 1971) bekam einen geänderten und 70 mm längeren Vorderwagen: Wegen der neuen Vorderachse mit MacPherson-Federbeinen, Querlenkern und Stabilisator konnte der vordere Kofferraum erheblich vergrößert werden. Das Reserverad stand nicht schräg vorn unter der Haube, sondern lag unter dem Kofferraum unter einer Abdeckung. Das Fahrwerk des Käfers gab es jetzt in drei Ausführungen:
1. Die VW 1200 und der VW 1300 (bis 1973) hatten weiterhin eine Kurbellenkerachse vorn und eine Pendelachse hinten.
2. Die ab 1967 (VW 1500) bzw. 1968 (VW 1300) angebotenen Käfer mit Halbautomatik hatten ebenfalls die Kurbellenkerachse vorn, hinten aber eine Schräglenkerachse.
3. Das neue Modell 1302 und dessen Nachfolger 1303 (ab 1972) hatten das modernste Fahrwerk mit der MacPherson-Federbeinachse vorn und der Schräglenkerachse hinten.

Die Basismodelle 1200 A und 1300 A hatten 34 PS und 44 PS (25 kW und 32 kW). Der 1300 L (Luxus) mit verbesserter Ausstattung hatte ebenfalls den 44-PS-Motor (32 kW). Alle Käfermodelle außer 1200 A und 1300 A wurden hinter den Seitenscheiben mit gekrümmten Entlüftungsschlitzen (Bananen) versehen.

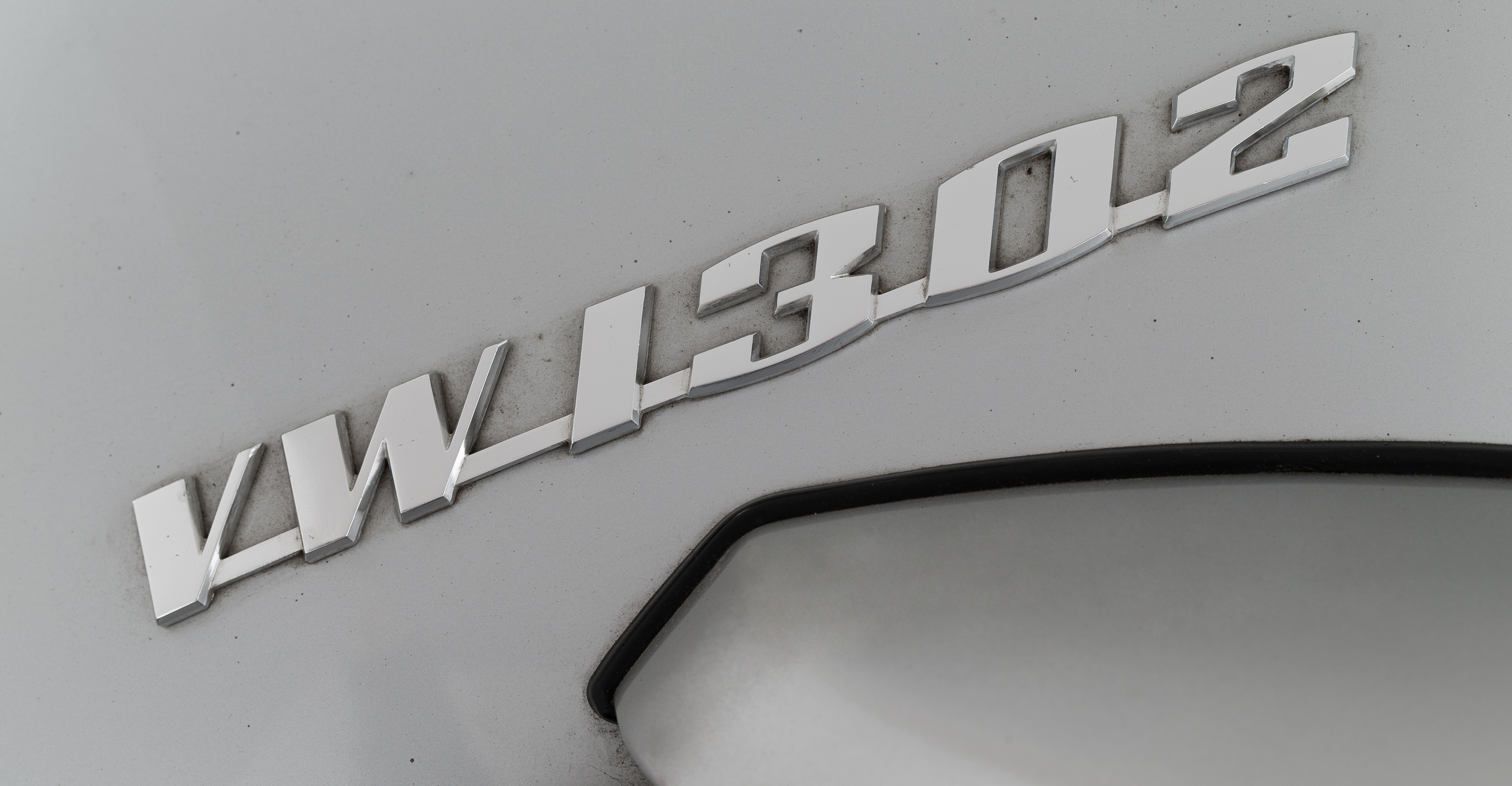
Schriftzug VW 1302 auf der Heckklappe eines VW 1302

Der VW 1302 war als Grundmodell und L-Version mit dem 1300-cm³-Motor und 44 PS / 32 kW im Programm. Zwei weitere Typen waren mit dem 1600-cm³-Motor und 50 PS / 37 kW erhältlich: der einfachere 1302 S und das neue Topmodell 1302 LS. Das untere Ende der 1302-Reihe markierte der 1302 A mit dem 1200-cm³-Motor und 34 PS (25 kW). Dieses Modell hatte keine Lüftungsschlitze im Motordeckel und „1302“ als Schriftzug auf der Motorhaube.
Weil die stärkeren Motoren mehr Wärme entwickelten, erhielten die damit ausgestatteten Modelle ab August 1971 eine Motorhaube mit vier Luftschlitzgruppen. Insbesondere das Auslassventil des dritten Zylinders (links vorn), der wegen des stehend eingebauten Ölkühlers weniger Kühlluft bekommt, ist ein kritischer Punkt bei allen Motoren mit mehr als 34 PS (25 kW). Bei hoher Belastung (längeren Autobahn- oder Bergfahrten) kann sich der Ventilteller vom Schaft lösen, in den Zylinder fallen und mit dem Kolben kollidieren, was einen schweren Motorschaden zur Folge hat. Aus diesem Grund wurde bei den neuen 44-PS-(32-kW-) (Motortyp AB) und 50-PS-(37-kW)-Motoren (Motortyp AD) ein separater Kühlkanal im Gebläsekasten für den Ölkühler vorgesehen. Damit wurde der dritte Zylinder ebenso gut gekühlt wie die anderen.
Mit Modelljahr 1972 (ab August 1971) wurde auch beim VW 1302 die Heckscheibe um 40 mm in der Höhe vergrößert.
Am 17. Februar 1972 wurde der Produktionsrekord des Ford-T-Modells gebrochen. Der Käfer war danach das am häufigsten gebaute Auto der Welt. Nur der Fiat 124 und seine in vielen Ländern von verschiedenen Herstellern (darunter AwtoWAS, SEAT, Tofaş …) in Lizenz hergestellten Derivate wurde mit etwa 23 Millionen Stück noch öfter gebaut.

### VW 1303 (1972–1975)
Der VW 1303 löste 1972 den 1302 ab. Der neue Wagen besaß eine wesentlich stärker gewölbte Frontscheibe (fälschlicherweise auch als Panoramascheibe bezeichnet), um die ab August 1973 geltenden US-Sicherheitsvorschriften zu erfüllen, die einen Mindestabstand zwischen Insassen und Windschutzscheibe verlangten. Ferner neue, große runde Heckleuchten, im Volksmund auch Elefantenfüße genannt. Im letzten Produktionsjahr (Modelljahr 1975) wurden die vorderen Blinker von den Kotflügeloberseiten in die Stoßstangen verlegt. Das Heckabschlussblech wurde durch die gewölbte Ausführung ersetzt, die bisher schon die Export-Modelle für die USA mit Katalysator besaßen. Diese beiden Merkmale gab es nur beim 1975er Modell des VW 1303 und bei den bis 1979 gefertigten Cabriolets. Außerdem erhielt der 1303 ab der Fahrgestellnummer 1352000001 statt der Rollenlenkung eine Zahnstangenlenkung. Wegen der Produktionsaufnahme des neuen Golfs zog die Käfermontage nach Emden um. Ab Sommer 1975 gab es den VW 1303 nur noch als Cabriolet aus der Fertigung bei Karmann in Osnabrück.

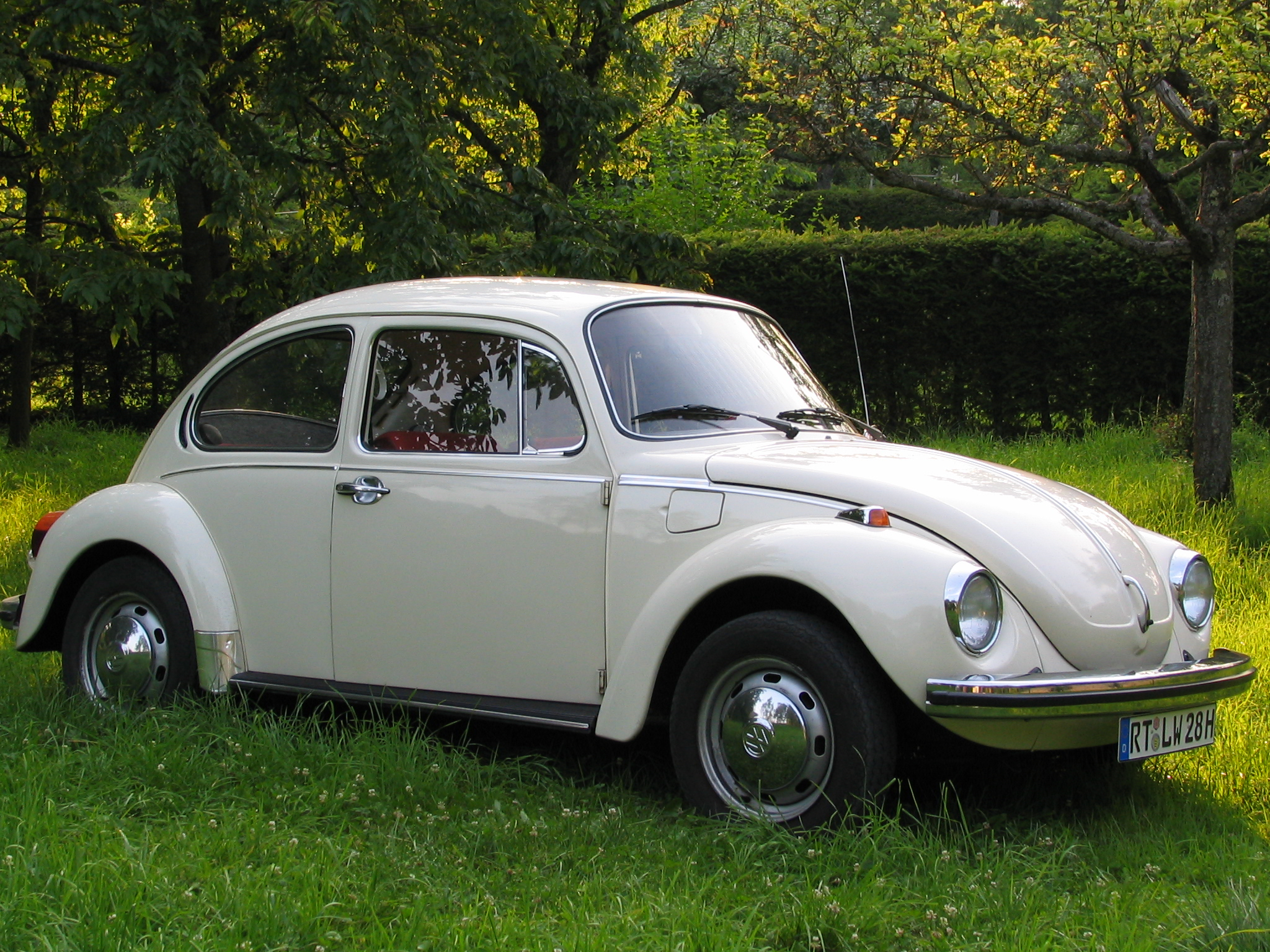
VW 1303 (gewölbte Frontscheibe)
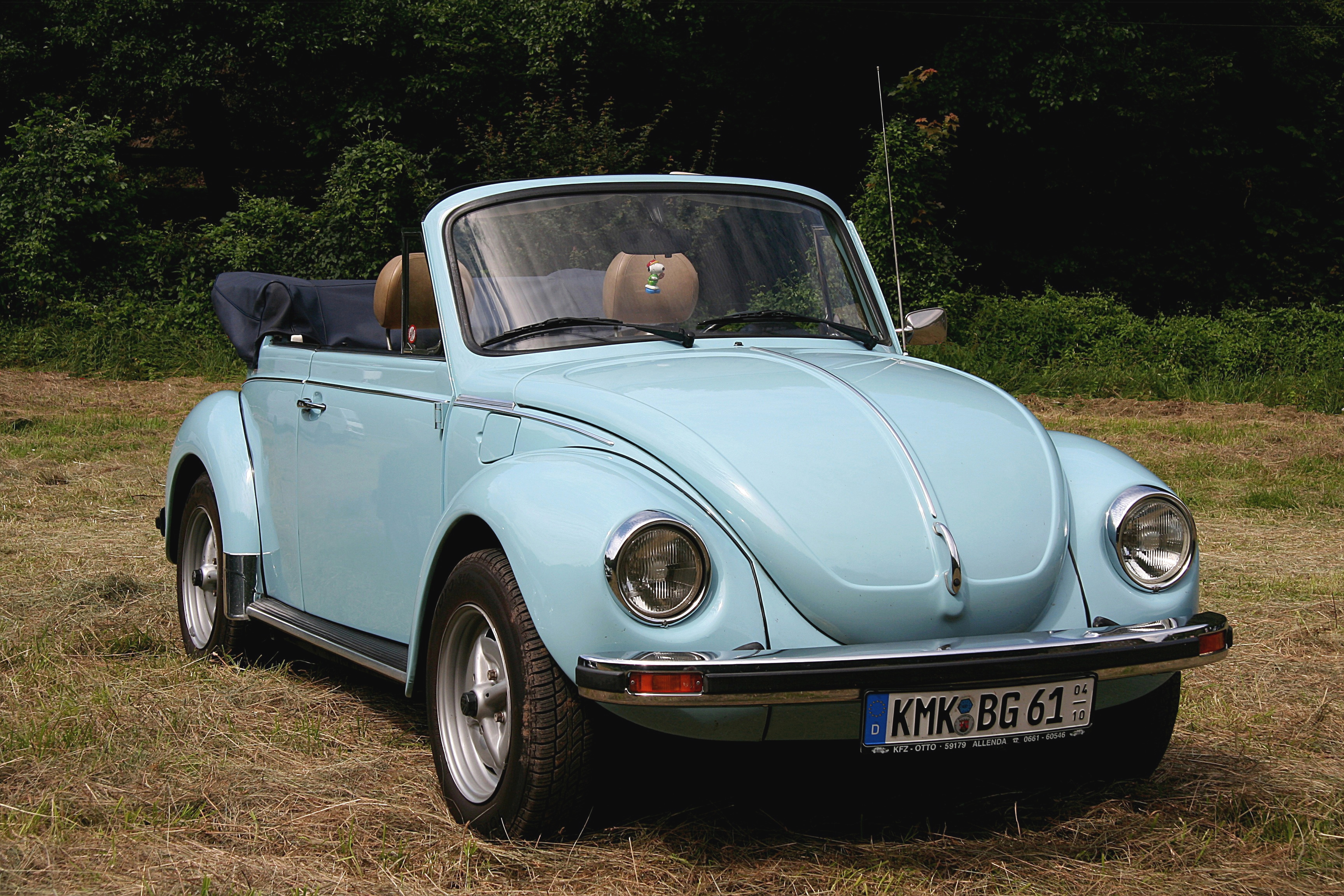
VW 1303 Cabriolet
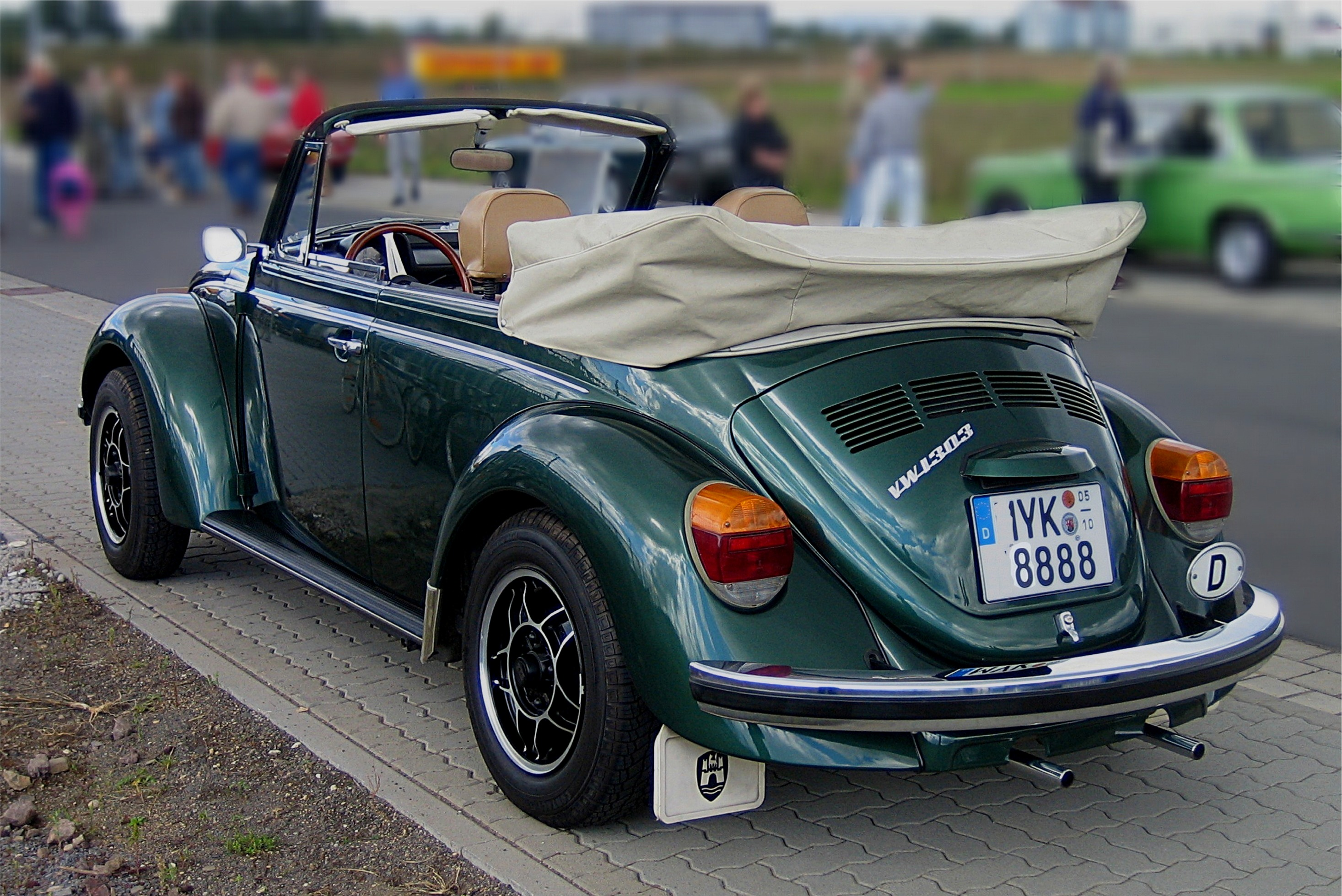
VW 1303 Cabriolet

| VW:                                           | 1302/03 (1970–75)                                                                                     | 1302/03 (1970–75)                                                                                     | 1302/03 S (1970–75)                                                                                                  |
| --------------------------------------------- | --- | --- | --- |
| Motor                                         | 4-Zylinder-Boxermotor (Viertakt)                                                                      | 4-Zylinder-Boxermotor (Viertakt)                                                                      | 4-Zylinder-Boxermotor (Viertakt)                                                                                     |
| Hubraum                                       | 1192 cm³                                                                                              | 1285 cm³                                                                                              | 1584 cm³ |
| Bohrung × Hub                                 | 77 × 64 mm                                                                                            | 77 × 69 mm                                                                                            | 85,5 × 69 mm |
| max. Leistung bei 1/min                       | (34 PS) 25 kW bei 3600                                                                                | (44 PS) 32 kW bei 4100                                                                                | (50 PS) 37 kW bei 4000                                                                                               |
| Max. Drehmoment bei 1/min                     | 75 Nm bei 2000                                                                                        | 88 Nm bei 3000                                                                                        | 106 Nm bei 2800 |
| Gemischaufbereitung                           | 1 Fallstromvergaser                                                                                   | 1 Fallstromvergaser                                                                                   | 1 Fallstromvergaser                                                                                                  |
| Gemischaufbereitung                           | Solex 28                                                                                              | Solex 31 PICT 3                                                                                       | Solex 34 |
| Ventilsteuerung                               | Stoßstangen und Kipphebel, zentrale Nockenwelle, Stirnräder                                           | Stoßstangen und Kipphebel, zentrale Nockenwelle, Stirnräder                                           | Stoßstangen und Kipphebel, zentrale Nockenwelle, Stirnräder                                                          |
| Kühlung                                       | Luftkühlung (Radialgebläse, thermostatisch geregelt, Antrieb über Generatorwelle)                     | Luftkühlung (Radialgebläse, thermostatisch geregelt, Antrieb über Generatorwelle)                     | Luftkühlung (Radialgebläse, thermostatisch geregelt, Antrieb über Generatorwelle)                                    |
| Getriebe                                      | Vollsynchronisiertes 4-Gang-Getriebe, Mittelschaltung mit „H“-Schaltschema                            | Vollsynchronisiertes 4-Gang-Getriebe, Mittelschaltung mit „H“-Schaltschema                            | Vollsynchronisiertes 4-Gang-Getriebe, Mittelschaltung mit „H“-Schaltschema                                           |
| Getriebe (optional)                           | | auf Wunsch mit Dreigang-Halbautomatik                                                                 | auf Wunsch mit Dreigang-Halbautomatik                                                                                |
| Radaufhängung vorn                            | MacPherson-Federbeine, Querlenker, Stabilisator                                                       | MacPherson-Federbeine, Querlenker, Stabilisator                                                       | MacPherson-Federbeine, Querlenker, Stabilisator                                                                      |
| Radaufhängung hinten                          | Doppelgelenkachse, (Schräglenkerachse), Antriebswellen mit 2 Gelenken, querliegende (Rund-)Federstäbe | Doppelgelenkachse, (Schräglenkerachse), Antriebswellen mit 2 Gelenken, querliegende (Rund-)Federstäbe | Doppelgelenkachse, (Schräglenkerachse), Antriebswellen mit 2 Gelenken, querliegende (Rund-)Federstäbe                |
| Bremsen                                       | Trommelbremsen rundum, hydraulisch betätigt (Ø 230 mm)                                                | Trommelbremsen rundum, hydraulisch betätigt (Ø 230 mm)                                                | Scheibenbremsen vorn (Ø 270 mm), Trommeln hinten (Ø 230 mm) (Markt USA, Trommelbremsen rundum, hydraulisch betätigt) |
| Karosserie                                    | Stahlblech auf Zentralrohr-Plattformrahmen                                                            | Stahlblech auf Zentralrohr-Plattformrahmen                                                            | Stahlblech auf Zentralrohr-Plattformrahmen                                                                           |
| Spurweite vorn/hinten                         | 1302: 1379/1352 mm 1303: 1394/1349 mm                                                                 | 1302: 1379/1352 mm 1303: 1394/1349 mm                                                                 | 1302: 1379/1352 mm 1303: 1394/1349 mm                                                                                |
| Radstand                                      | 2420 mm                                                                                               | 2420 mm                                                                                               | 2420 mm |
| Länge                                         | 1302: 4080 mm 1303: 4110–4140 mm                                                                      | 1302: 4080 mm 1303: 4110–4140 mm                                                                      | 1302: 4080 mm 1303: 4110–4140 mm                                                                                     |
| Leergewicht                                   | Limousine: 860–890 kg Cabriolet: 920–940 kg                                                           | Limousine: 860–890 kg Cabriolet: 920–940 kg                                                           | Limousine: 860–890 kg Cabriolet: 920–940 kg                                                                          |
| Höchstgeschwindigkeit                         | 116 km/h                                                                                              | 125 km/h Autom.: 120 km/h                                                                             | 135 km/h Autom.: 127 km/h                                                                                            |
| 0–100 km/h                                    | 32 s                                                                                                  | 26 s Autom.: 33 s                                                                                     | 20 s Autom.: 24 s |
| Verbrauch (Liter/100 Kilometer)               | 10,0                                                                                                  | 10,5 Autom.: 11,5                                                                                     | 11,5 Autom.: 12,5 |
| Kraftstoffart                                 | Normalbenzin                                                                                          | Normalbenzin                                                                                          | Normalbenzin |
| Preis (DM): 1302 1303 1302 Cabrio 1303 Cabrio | 5745 6690 --                                                                                          | n. a. n. a. --                                                                                        | 5945 6890 7490 8840                                                                                                  |

### VW 1200 (L) (1974–1985)
Der Käfer mit der alten Technik (Traghebel-Vorder- und Pendel-Hinterachse) wurde weiterhin parallel zum Golf angeboten, nun jedoch im Werk Emden produziert. Wahlweise gab es auf dem verbliebenen alten Fahrgestell auch den (selten gewählten) 50-PS-Motor (37 kW). Damit standen bei einer weiterhin hohen Tagesproduktion von etwa 2600 Stück vier Käfer-Versionen zur Wahl, mit 1200er oder 1600er Motor (34 oder 50 PS / 25 oder 37 kW), jeweils in der Sparversion oder mit der L-Ausstattung. 50-PS-Wagen (37 kW) hatten Scheibenbremsen vorn und eine Ausgleichsfeder hinten, Wagen für den US-Export bekamen in der Ausführung mit Schaltgetriebe ebenfalls die Schräglenkerachse als Sicherheitsplus. Käufer des 1200ers konnten gegen Aufpreis Scheibenbremsen wählen.
Am 19. Januar 1978 endete in Emden die Produktion der Käfer-Limousine in Deutschland. Weiterhin wurden aber Käfer in Südafrika, Mexiko und Brasilien gebaut. Alle für den deutschen Markt bestimmten VW Käfer kamen danach von Volkswagen de México aus Puebla. Die Wagen wurden per Schiff in den Hafen von Emden transportiert, wo sie vor der Auslieferung von jenen VW-Arbeitern einer Endkontrolle und Schlussaufbereitung unterzogen wurden, die ehedem dort die heimischen Käfer gebaut hatten. Die Kundendienstwerkstatt im VW-Werk Emden führte ferner eventuell notwendige Umbauten an den Fahrzeugen in den jeweiligen länderspezifischen Ausstattungen für Europa durch, so wurden dort auch Mehrausstattungen wie Radios, Kopfstützen und Radzierringe montiert.
Am 15. Mai 1981 lief in Mexiko der 20-millionste Käfer vom Band. Zwischen 1981 und 1985 bot VW einige Sondermodelle in Deutschland an. Im Frühjahr 1982 wurde dazu in Wolfsburg ein Team für Käfer-Aktionsmodelle zur Konzeption und Koordinierung der verschiedenen Sondermodelle gebildet. Dieses Team, zu dem auch die Designerin Gunhild Liljequist gehörte, befasste sich beispielsweise mit Ausstattung und Styling dieser speziellen Käfer, plante die Absatzzahlen und trug Sorge für die Abwicklung der Produktion und des Vertriebs.
1985 endete mit dem Sondermodell 50 Jahre Käfer, auch Jubiläumskäfer genannt, und einer letzten Lieferung für die Bundeswehr der offizielle Deutschland-Import von Mexiko-Käfern durch VW.

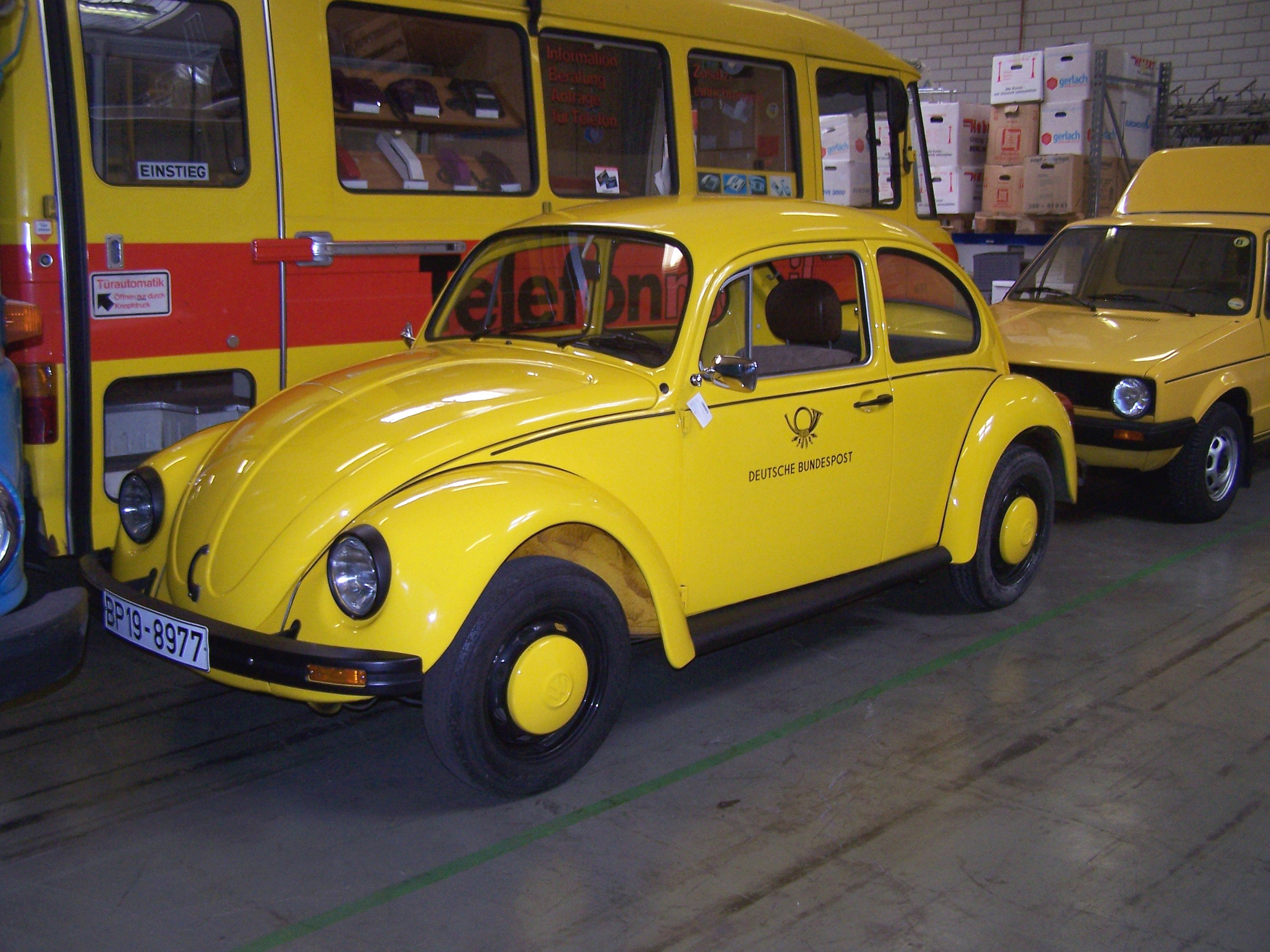
VW 1200 der DBP im Depot des Museums für Kommunikation in Heusenstamm
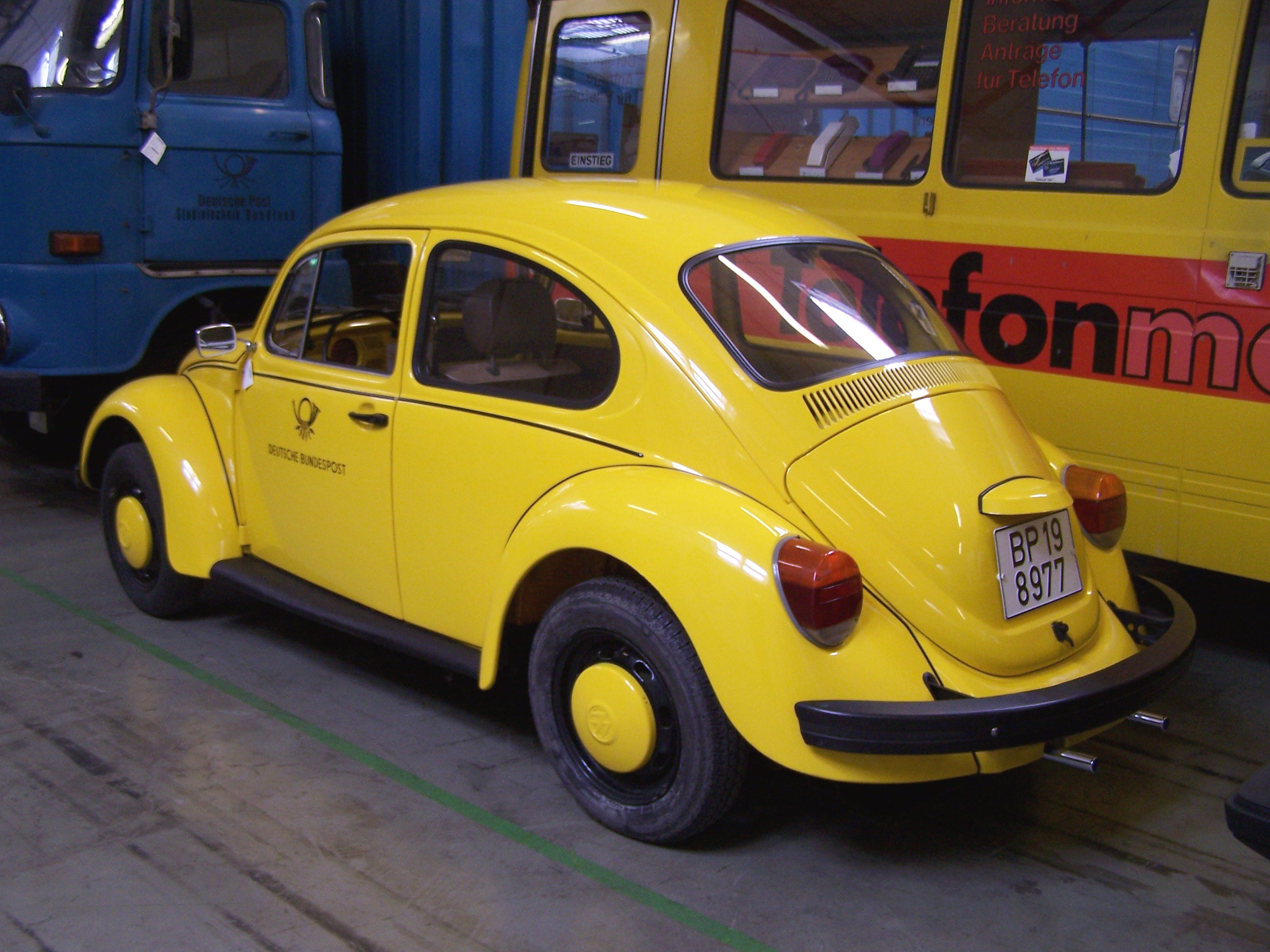

| VW:                             | 1200 (1,3) (1973–75) | 1200 (1,6) (1973–77) | 1200 L (1973–85)                                            |
| ------------------------------- | --- | --- | ----------------------------------------------------------- |
| Motor                           | 4-Zylinder-Boxermotor (Viertakt) | 4-Zylinder-Boxermotor (Viertakt) | 4-Zylinder-Boxermotor (Viertakt)                            |
| Hubraum                         | 1285 cm³ | 1584 cm³ | 1192 cm³                                                    |
| Bohrung × Hub                   | 77 × 69 mm | 85,5 × 69 mm | 77 × 64 mm                                                  |
| max. Leistung bei 1/min         | (44 PS) 32 kW bei 4100 | (50 PS) 37 kW bei 4000 | (33 PS) 25 kW bei 3800                                      |
| Max. Drehmoment bei 1/min       | 86 Nm bei 3000 | 106 Nm bei 2800 | 74 Nm bei 1700                                              |
| Gemischaufbereitung             | 1 Fallstromvergaser | 1 Fallstromvergaser | 1 Fallstromvergaser                                         |
| Gemischaufbereitung             | Solex 31 | Solex 34 | Solex 30                                                    |
| Ventilsteuerung                 | Stoßstangen und Kipphebel, zentrale Nockenwelle, Stirnräder                                                                           | Stoßstangen und Kipphebel, zentrale Nockenwelle, Stirnräder                                                                           | Stoßstangen und Kipphebel, zentrale Nockenwelle, Stirnräder |
| Kühlung                         | Luftkühlung | Luftkühlung | Luftkühlung                                                 |
| Getriebe                        | 4-Gang-Getriebe, Mittelschaltung | 4-Gang-Getriebe, Mittelschaltung | 4-Gang-Getriebe, Mittelschaltung                            |
| Getriebe (optional)             | auf Wunsch mit Dreigang-Halbautomatik                                                                                                 | auf Wunsch mit Dreigang-Halbautomatik                                                                                                 |                                                             |
| Radaufhängung vorn              | Kurbellenkerachse, 2 querliegende Federstäbe (Pakete)                                                                                 | Kurbellenkerachse, 2 querliegende Federstäbe (Pakete)                                                                                 | Kurbellenkerachse, 2 querliegende Federstäbe (Pakete)       |
| Radaufhängung hinten            | Pendelachse, Längslenker, querliegende (Rund-)Federstäbe (Automatik-Modelle: Doppelgelenkachse, Längslenker, querliegende Federstäbe) | Pendelachse, Längslenker, querliegende (Rund-)Federstäbe (Automatik-Modelle: Doppelgelenkachse, Längslenker, querliegende Federstäbe) | Pendelachse, Längslenker, querliegende (Rund-)Federstäbe    |
| Bremsen                         | Trommelbremsen rundum (Ø 230 mm) | Scheibenbremsen vorn (Ø 270 mm), Trommeln hinten (Ø 230 mm)                                                                           | Trommelbremsen rundum (Ø 230 mm)                            |
| Karosserie                      | Stahlblech auf Zentralrohr-Plattformrahmen                                                                                            | Stahlblech auf Zentralrohr-Plattformrahmen                                                                                            | Stahlblech auf Zentralrohr-Plattformrahmen                  |
| Spurweite vorn/hinten           | 1308/1349 mm | 1308/1349 mm | 1308/1349 mm                                                |
| Radstand                        | 2400 mm | 2400 mm | 2400 mm                                                     |
| Länge                           | 4060 mm (L: 4090 mm) | 4060 mm (L: 4090 mm) | 4060 mm (L: 4090 mm)                                        |
| Leergewicht                     | Limousine: 760–820 kg | Limousine: 760–820 kg | Limousine: 760–820 kg                                       |
| Höchstgeschwindigkeit           | 127 km/h Autom.: 122 km/h | 135 km/h Autom.: 130 km/h | 120 km/h                                                    |
| 0–100 km/h                      | 25 s Autom.: 32 s | 21 s Autom.: 24 s | 30 s                                                        |
| Verbrauch (Liter/100 Kilometer) | 10,0 Autom.: 11,0 | 11,0 Autom.: 12,0 | 9,0                                                         |
| Kraftstoffart                   | Normalbenzin | Normalbenzin | Normalbenzin                                                |
| Preis bei Einführung (DM)       | 5650 | 7920 | 7865                                                        |

### VW 1600 (i) (1986–2004)
Obwohl Volkswagen den Verkauf des Fahrzeugs endgültig einstellte, wurde der Käfer weiterhin nach Deutschland importiert, sei es durch private Importe oder Angebote kleiner Importeure des in Mexiko weiterhin gebauten Käfers. Von 1991 bis 2004 kamen so nochmals etwa 6000 Fahrzeuge ins Land. Einzelne Anbieter rüsteten die Käfer mit einem bis zu den Motorlüftungsschlitzen reichenden, elektrisch zu bewegenden Faltdach mit flexibler Heckscheibe aus (auch Open Air genannte Cabriolimousine).
Kritisiert wurde an den Mexiko-Käfern, die nach 1985 privat nach Deutschland importiert wurden, das ärmliche Aussehen ohne Chrom und die schlechte Rostvorsorge. Deshalb wurden die meisten nach Europa gebrachten Käfer von den Importeuren auf Kundenwunsch mit verchromten Stoßstangen, Radkappen und Lampenzierringen ausgerüstet.
Ab Oktober 1992 hatten alle Käfer einen neuen Motor mit den Kennbuchstaben ACD. Er leistete aus 1584 cm³ 37 kW (50 PS). Das Verdichtungsverhältnis lag mit 7,75 : 1 höher als bei den früheren 1,6-Liter-Motoren. Die Digifant-Einspritzung und der geregelte Katalysator senkten den Kraftstoffverbrauch und die Emissionswerte. Die mexikanischen Käfer mit Katalysator sind an ihrem einzigen, dickeren Auspuffrohr auf der linken Seite zu erkennen.
In den Medien wurde 1995 eine Supermarkt-Aktion der REWE bzw. der HL- und Minimal-Läden bekannt, die neue Käfer für 16.666 DM in den Farben Maritimblau, Candyweiß, Schwarz und Rot anboten. Die Aktion „Wirtschaftswunderwochen“ endete jedoch in einem Rechtsstreit mit VW über Garantiebedingungen und Ersatzteillieferungen, da VW in Deutschland keinerlei Verantwortung mehr für neue Käfer tragen wollte. Trotzdem bot ein Jahr später der Praktiker-Baumarkt ab dem 15. Juni 1996 das aktuelle Modell mit großem elektrischen Schiebefaltdach für 17.999 DM in den Farben Malva metallic, Blanco Brillante (Weiß), Verde Clasico metallic (Klassischgrün metallic), Mora metallic und Negro Onix (Schwarz) an.
Am 30. Juli 2003 wurde die Produktion des Käfers eingestellt. Aus der letzten Serie (Última Edición, mit Chromteilen und Weißwandreifen und in hellen Pastellfarben, Aquarius Blue und Harvest Moon Beige und in Einzelstücken in Tornadorot sowie Reflexsilber metallic lackiert) kamen zahlreiche Fahrzeuge über einen Privatimporteur nach Deutschland, erhielten zunächst jedoch keine Zulassung, da dem Käfer eine Motordiagnose-Kontrollleuchte fehlte (OBD = On-Board-Diagnose). Mit einer Sondergenehmigung des bayerischen Wirtschaftsministeriums wurde nach wochenlangen Auseinandersetzungen der Ämter und Importeure dieses Hindernis ausgeräumt. Der letzte der 21.529.464 produzierten Käfer gelangte ins VW-Museum der Autostadt in Wolfsburg.

### Cabrios

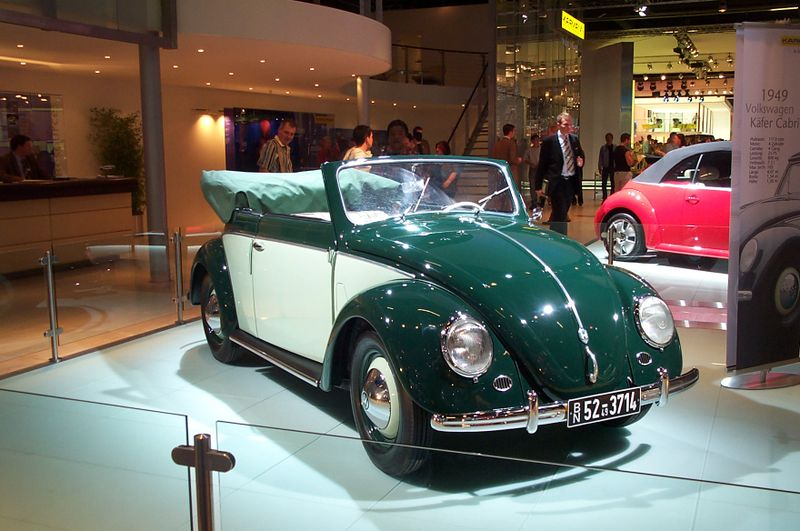
VW Käfer-Cabrio, 1949

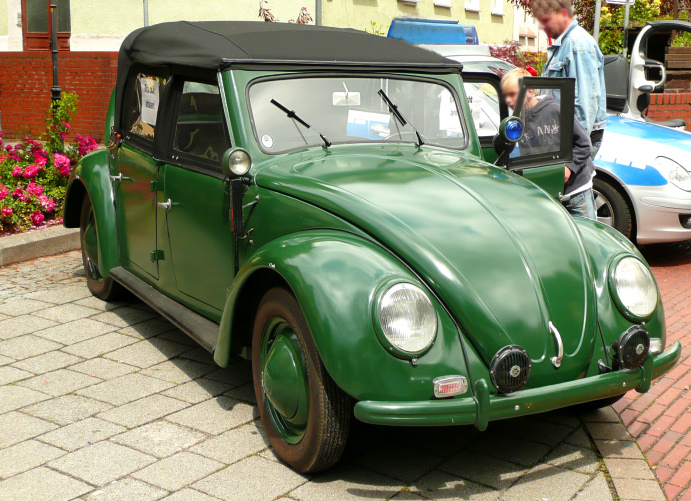
Cabrio der Polizei

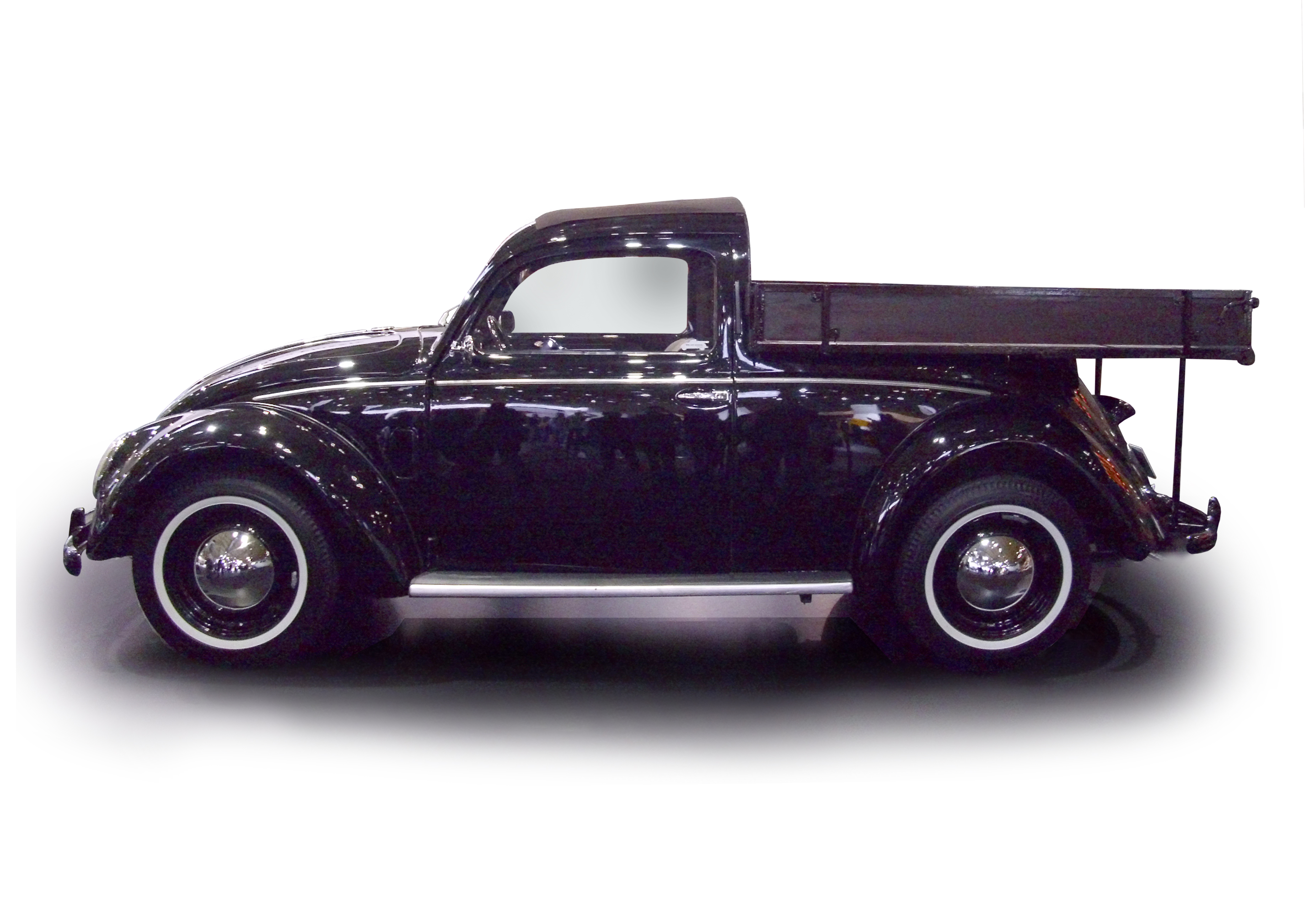
Pritschenwagen von Beutler 1951

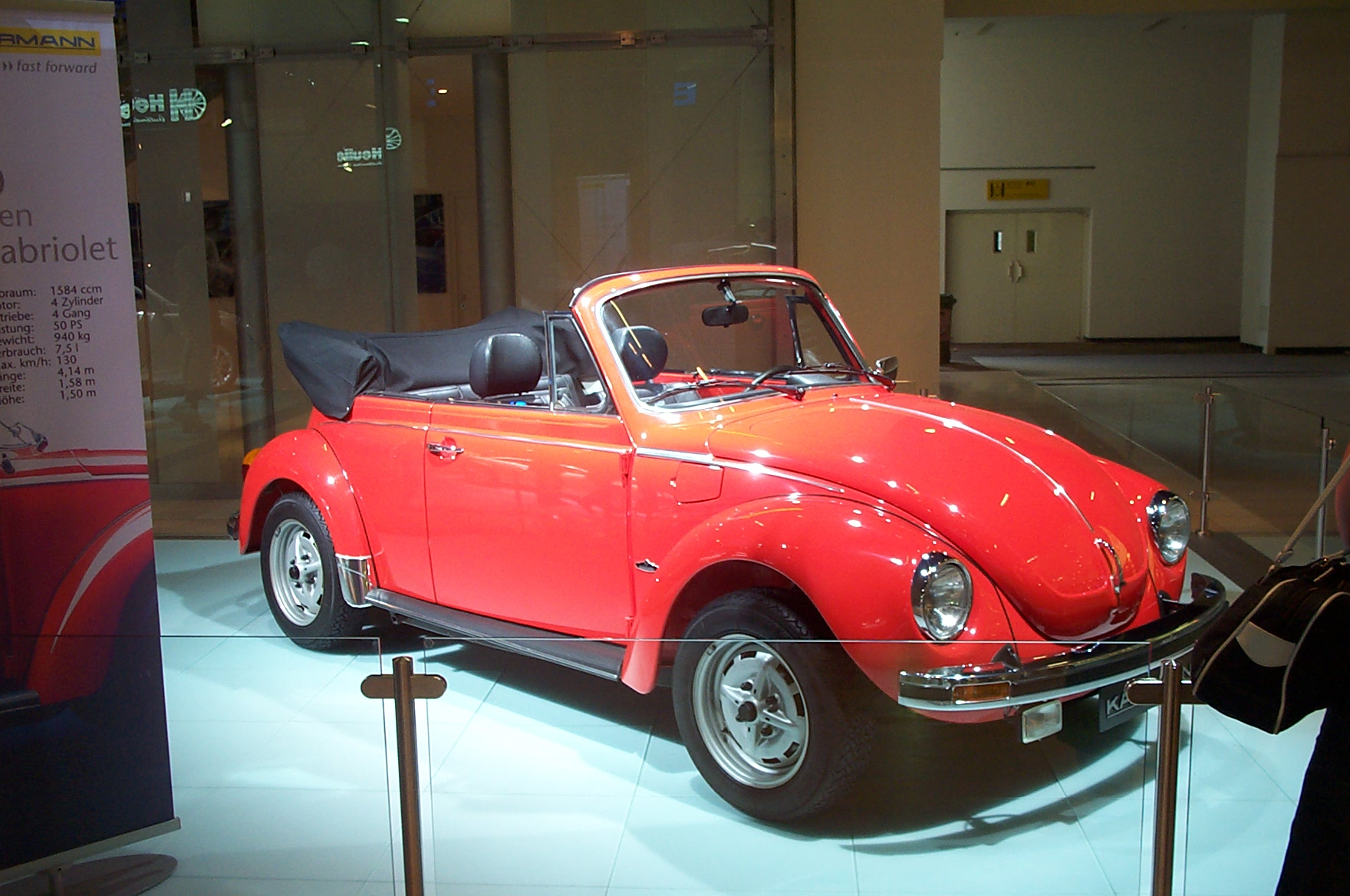
Letztes VW-Käfer-Cabrio von 1980

Die Entwicklung der VW-Käfer-Cabrios begann 1936 mit einem viersitzigen Karmann-Cabriolet als Prototyp. Zwischen 1938 und 1943 wurden bei Autenrieth in Einzelanfertigung ungefähr ein Dutzend viersitzige Cabriolets hergestellt, die bereits dem späteren Karmann-Cabriolet ähnelten. Dieses wurde 1949 (Karmann-Cabriolet Typ 15) vorgestellt. Änderungen, bis auf die Seitenfenstervergrößerung 1964, wurden immer von der jeweils stärksten und am besten ausgestatteten Limousine übernommen. So fertigte Karmann 1965 den VW 1300 mit 40 PS (29,5 kW), ab 1966 den VW 1500 mit 44 PS (32 kW), ab 1970 den VW 1302 LS mit 50 PS (37 kW) und ab 1972 den VW 1303 LS mit ebenfalls 50 PS (37 kW), die bis zum 10. Januar 1980 in Produktion blieben.
Als Prototyp entstand 1960 bei Karmann ein buggy-ähnliches Cabrio auf Käfer-Basis: Der Jolly war eine offene Version ohne Türen und Faltdach.
Im Jahr 1979 kostete das Käfer-Cabrio 14.423 DM. Von 1949 bis 1980 bauten Volkswagen und Karmann 330.281 Cabrios.
Das zweisitzige Hebmüller-Cabriolet kam 1949 heraus. Es wurde bis zur Insolvenz des Herstellers oder, nach anderen Quellen, bis zur Zerstörung des Werkes durch einen Brand im Jahr 1953 gebaut und ist heutzutage extrem begehrt. Hebmüller fertigte ab März 1949 insgesamt 696 Stück.
1949 bis 1952 entstanden viertürige Cabrios von Franz Papler (Köln), Hebmüller und Austro-Tatra (Wien) als Polizeifahrzeuge auf unverändertem Radstand. Die Türöffnungen wurden mit Segeltuchplanen, Blechtüren oder Ketten verschlossen und sollten ein schnelles Aussteigen der Beamten ermöglichen.
Die Berliner Karosseriebauer Rometsch stellte von 1950 bis 1961 etwa 500 VW mit offener oder geschlossener Sonderkarosserie her, die anfangs 8900 DM kosteten; darunter auch viertürige Taxis, die ein Umbau der Karosserie und Verlängerung des Fahrgestells des Käfers waren.
Die Fahrgastzelle des VW Käfer Cabriolet einschließlich der Frontscheibe, der Türen und der Seitenfenster verwandte der kalifornische Automobilhersteller Clénet Coachworks zwischen 1979 und 1987 für das amerikanische Cabriolet Clénet Series II, das in 180 Exemplaren hergestellt wurde. Clénet bezog die Komponenten zunächst unmittelbar von Volkswagen, später nutzte das Unternehmen gebrauchte Fahrzeuge, die auf Schrottplätzen zu finden waren.

### Sondermodelle
Vom Käfer gab es während seiner Geschichte zahlreiche Sondermodelle. Für die jeweiligen Märkte wurden teilweise Sondermodelle in geringer Stückzahl aufgelegt. Die Jahreszahlen beziehen sich auf das Modelljahr, das über Jahrzehnte nach den Sommer-Werksferien im September eines Vorjahres begann.

#### Jubiläumskäfer 20 Millionen Volkswagen
Vom Modell „Jubiläumskäfer“ wurden zwischen Herbst 1971 und 1972 insgesamt 15.000 Stück produziert. Die Modelle 1300, 1302 und 1302 S hatten eine besondere Ausstattung:
Farbe saturngelb, Rückfahrleuchten, beheizbare Heckscheibe, elektrisches Frischluftgebläse, abblendbarer Innenspiegel, Scheibenwischer-Intervallschaltung, Vordersitze mit integrierter Nackenstütze und gepolsterte Armaturentafel. Außerdem gab es ein Zertifikat und eine goldfarbene Plakette aus Messing mit einer Nummer zwischen 20.000.001 und 20.015.000 auf der Handschuhfachklappe mit dem Text: „THIS IS A BEETLE OF THE ANNIVERSARY SERIES CELEBRATING THE 20 MILLIONTH VW. IT BEARS THE NUMBER 200xxxxx WOLFSBURG, AUTUMN 1971“.

#### Weltmeister
Das Modell Weltmeister von 1972 war ein 1302 S mit 50 PS (37 kW). Am 17. Februar 1972 löste der Käfer mit 15.007.034 Stück das Ford Modell T als meistproduziertes Fahrzeug der Welt ab. Zu diesem Anlass wurden etwa 6000 Weltmeister-Käfer produziert. Der Weltmeister ist Marathonblau-metallic (Farbcode L96M) und hat schwarz-silberne Lemmerz-Räder mit achteckigen VW-Nabenkappen. Alle Weltmeister-Fahrzeuge hatten folgende Ausstattung: Halogenlampen, Doppeltonhorn, Rückfahrleuchten, beheizbare Heckscheibe, schwarze Cordsitzbezüge, Schalttafelpolsterung, Gummimatten vorn und hinten sowie Gummileisten an den Stoßstangen. Jedes Exemplar wurde mit einem Zertifikat, einem Aufkleber, einem Schlüsselanhänger, einem Halskettenanhänger und einer Goldmedaille mit der Aufschrift Der Weltmeister 1972, Wolfsburg, Germany an die Kunden ausgeliefert. Der Preis für das Sondermodell betrug 6930 DM, der Kundenvorteil für die Sonderausstattung lag bei etwa 300 DM. Die Sonderverkaufsaktion dauerte vom 19. Februar bis 31. März 1972.

#### Maikäfer (1972)

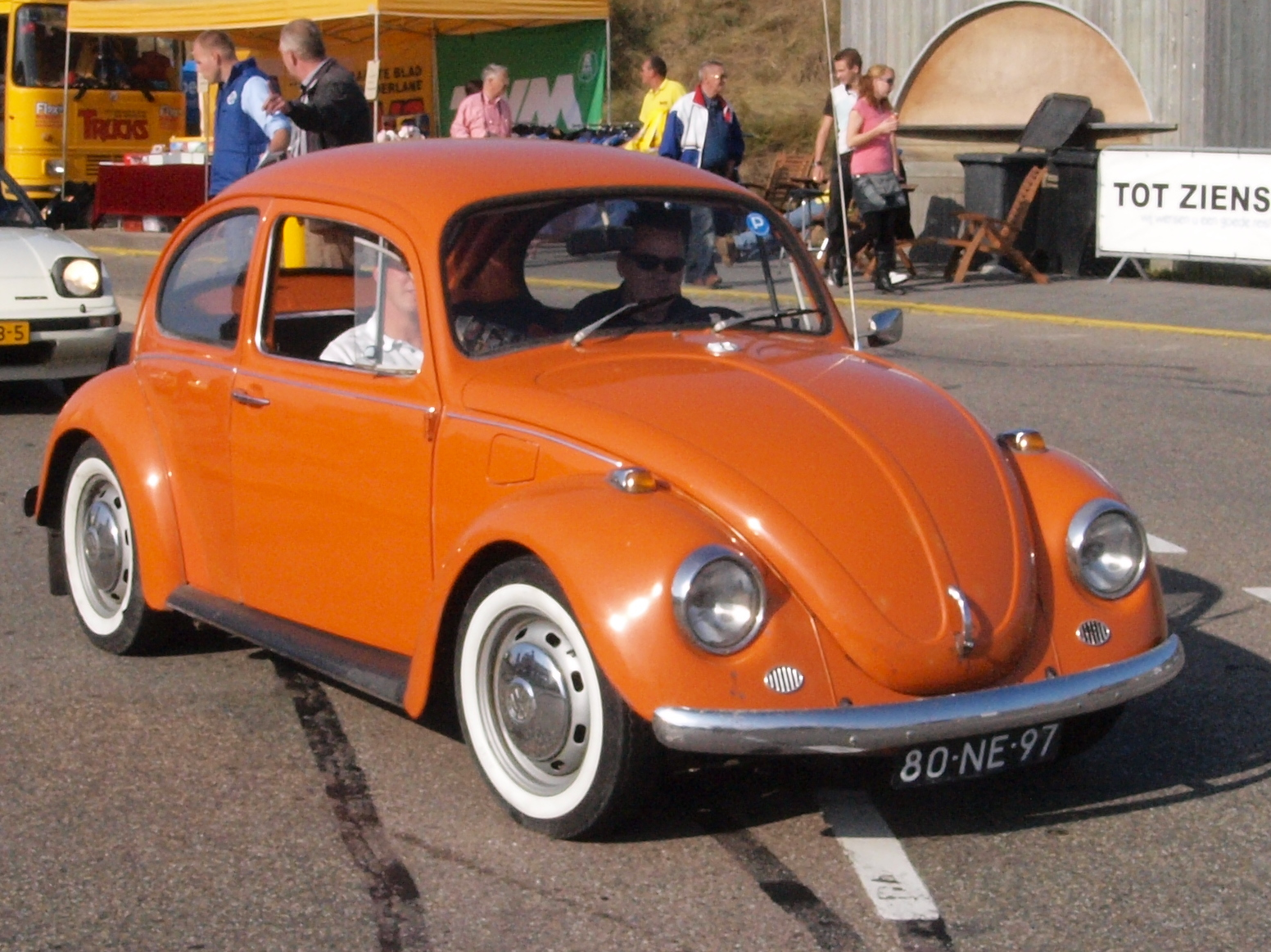
1200er-Maikäfer von 1972 in Leuchtorange

Vom 15. April bis zum 16. Juni 1972 präsentierte VW nach guten Erfahrungen mit dem Absatz des ausverkauften Weltmeister-Modells sogenannte Maikäfer-Modelle in zwei PS-Stärken und jeweils limitierter Stückzahl. Vom Maikäfer Typ 1302 mit 44 PS (32 kW) in den Wahlfarben Weidengrün (L63K, mit lederbeigen Cordsitzbezügen), Saturngelb (L13M, mit schwarzen Cordsitzbezügen) oder Blutorange (L21E, mit alabasterfarbenen Cordsitzbezügen) wurden von insgesamt 14.100 produzierten Fahrzeugen auf dem deutschen Markt 6666 Stück zu einem Kaufpreis von 6666 DM angeboten. Zur Sonderausstattung dieser Sondermodelle gehörten Rückfahrleuchten, eine beheizbare Heckscheibe, ein Autoradio (MW, LW), Stahlgürtelreifen und ein Stahlkurbeldach. Einen Maikäfer vom Typ 1200 mit 34 PS (25 kW) gab es ausschließlich in der Farbe Leuchtorange (L20B) mit schwarzen Kunststoffledersitzen und ohne Stahlkurbeldach. Letzterer wurde 16.300-mal produziert und in Deutschland in einer Stückzahl von 5555 für 5555 DM angeboten. Die Ersparnis gegenüber den Serienmodellen betrug durch die Sonderausstattung bei den Maikäfern jeweils etwa 300 DM.

#### Gelb-Schwarzer Renner
Der Gelb-Schwarze Renner aus dem Jahr 1973 entstand auf Basis des 1303 S mit 50 PS (37 kW). Von ihm wurden 3500 Stück produziert. Der GSR ist erkennbar an der saturngelben Lackierung (Farbcode 13M) mit mattschwarzen Koffer- und Motorhauben (Farbcode 41) sowie Luftschlitzen im vorderen Abschlussblech. Er war mit einem Lederimitat-Sportlenkrad, Sportsitzen, Sporträdern der Größe 5,5 × 15 und Rückfahrleuchten ausgestattet. Die Stoßstangen waren ebenfalls gelb-schwarz lackiert.

#### Winterkäfer
Ende 1973 wurden die Winterkäfer vorgestellt. Es gab vier verschiedene Modelle. Alle hatten als Sonderausstattung eine 12-Volt-45-Ah-Batterie, heizbare Heckscheibe, Sicherheitsgurte vorne und Nebelscheinwerfer. Der günstigste war der VW 1200 mit 34 PS (25 kW) in Signalorange für 6000 DM. Als zusätzliches Extra hatte er eine Tankanzeige; Ersparnis 130 DM. Als Nächstes gab es den VW 1200 L, ebenfalls mit dem 34-PS-Motor (25 kW), in Cliffgrün für 6300 DM. Als besonderes Extra hatte er Sportfelgen; Ersparnis auch hier 130 DM. Drittes Modell war der VW 1303 mit 44-PS-Motor (32 kW) in Rallyegelb für 7550 DM. Er hatte als besondere Extras Halogenlicht, Stahlgürtelreifen und ein Radio. Die Ersparnis betrug 480 DM. Der teuerste und stärkste war der VW 1303 S mit 50-PS-Motor (37 kW) in Phoenixrot für 7750 DM, Extras wie bei dem vorherigen Modell. Die Ersparnis wurde mit 510 DM angegeben.

#### City
Aus dem Jahr 1974 stammt das auf Basis des 1303 mit 44 PS (32 kW) gebaute Sondermodell City. Es war erhältlich in den Farben Ibizarot (31M), Ischiametallic (Grün, 99M) und Ontariometallic (Blau, 95M). Das Auto hatte Sitzbezüge in Schwarz kombiniert mit der jeweiligen Außenfarbe. Zur Ausstattung gehörte eine Heckscheibenheizung, Rückfahrleuchten sowie Räder der Größe 4,5 × 15. Als Beigabe steckte in jeder Fahrer-Sonnenblende eine Parkscheibe.

#### Jeans 1974
Das erste Sondermodell Jeans von 1974 war ein 1200 mit 34 PS (25 kW). Es war in Tunisgelb (L16M), Phoenixrot (L32K), Brillantgelb (L11C) und Marinogelb (L20A) erhältlich. Die Sitze waren mit Jeansstoff bezogen, daher die Bezeichnung. Jeder Käfer dieser Serie hatte Sporträder der Größe 4,5 × 15, eine 12-Volt-Anlage, Halogen-H4-Hauptscheinwerfer, eine beheizbare Heckscheibe, eine Benzinuhr, eine Nebelschlussleuchte, Schalttafelpolsterung sowie einen seitlichen Schriftzug und ein Radio. Der Jeans-Käfer kostete damals 6795 DM. Limitierte Auflage. 1200 Stück.

#### BIG
Im Jahr 1974 wurde das Sondermodell BIG auf Basis des 1303 S mit 50 PS (37 kW) gebaut. Ihn gab es in Hellasmetallic (Beige, 98C), Ontariometallic (Blau, 95M), Moosmetallic (Grün, 95C) und Diamantsilbermetallic (97A). Ausstattungsmerkmale waren Sitzbezüge mit großstreifigem Cord, Schlingenflor-Teppich, Holzfolie am Armaturenbrett, Sporträder der Größe 5,5 × 15 und seitlicher Schriftzug.

#### World Cup ’74
Das Sondermodell World Cup '74 entstand anlässlich der Fußball-Weltmeisterschaft 1974 in Deutschland auf Basis des 1303 als Limousine. Es wurden insgesamt 300 Stück in den Farben Cliffgrün, Ralleygelb, Leuchtorange und Senegalrot gefertigt. Die Kofferraum- und die Motorhaube waren schwarz. An der Seite war ein Dekorstreifen mit dem Schriftzug World Cup '74 angebracht, der Schaltknauf als Fußball gestaltet. Nach dem Gewinn der Weltmeisterschaft durch die deutsche Nationalmannschaft wurden extra 25 Cabrios in der Farbe Cliffgrün hergestellt, die die Spieler und Trainer als Geschenk erhielten. Als erster Spieler holte Uli Hoeneß zwei Tage nach dem WM-Gewinn sein Cabrio in München bei MAHAG ab.

#### Triple White
1976 entstand das Sondermodell Triple White auf Basis des 1303-Cabrios. Lackierung, Innenausstattung und Verdeck waren einheitlich weiß (Farbcodes 1976: L80E; 1977 und 1978: L90B; 1979: L90E). Die 1977 bis 1979 ausgelieferten Wagen hatten Weißwandreifen.

#### Champagner Edition
Die Champagner Edition aus dem Jahr 1977 entstand auf der Basis des 1303-Cabrios. 500 Stück wurden ausschließlich für den amerikanischen Markt produziert. Das Modell wurde in Alpinweiß (Farbcode 90B) mit sandfarbenem Verdeck, goldfarbigem Streifen rund ums Auto und Weißwandreifen hergestellt. Ausgewählte US-Händler erhielten jeweils nur ein Exemplar. Im Modelljahr 1978 gab es erneut eine Champagner Edition, die nur leicht in der Farbgebung vom Vorgänger abwich.

#### Triple Black
Das Sondermodell Triple Black von 1979 basierte ebenfalls auf dem 1303 Cabrio. Es war das letzte Cabrio-Sondermodell, ganz in Schwarz gehalten. Die Ausstattung glich der Champagner Edition.

#### Silver Bug
Der Silver Bug von 1981 war ein 1200 mit 25 kW (34 PS). Am 15. Mai 1981 wurde im Werk Puebla der 20-millionste Käfer gebaut, ein Silver Bug. Zur Feier der runden Marke wurden insgesamt 3700 Exemplare gefertigt, alle in der Farbe Diamantsilbermetallic (Farbcode 97A), mit einem Schlüsselanhänger, einer 20-Millionen-Plakette auf dem Schaltknauf, der Motorhaube und seitlichen Schriftzügen. Das Modell war mit einer heizbaren Heckscheibe und einem Radio ausgerüstet. Die Innenausstattung war schwarz-weiß kariert.

#### Jeans 1982

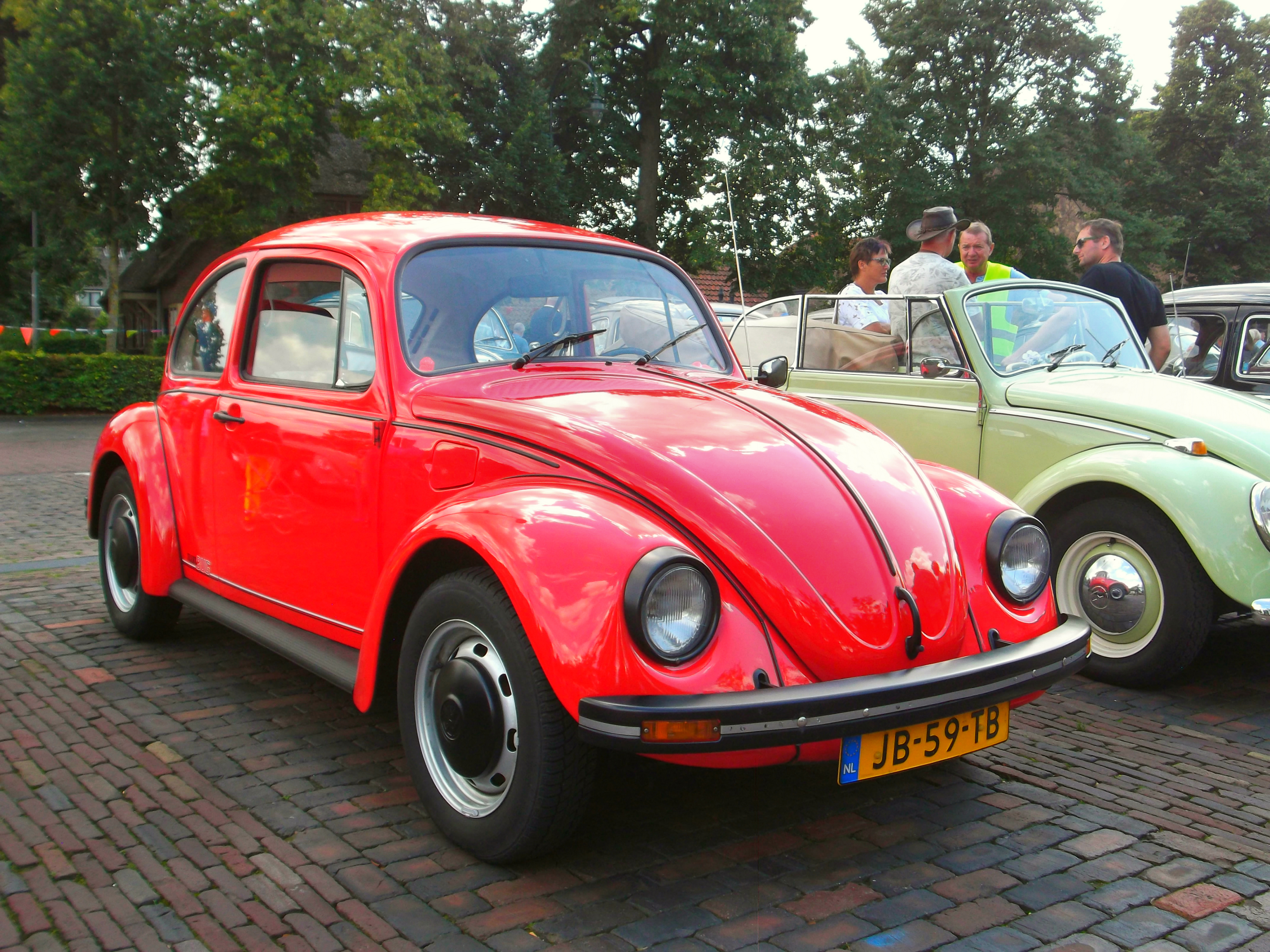
1200er-Jeans-Käfer von 1982

Das zweite Sondermodell Jeans aus dem Jahr 1982 war ein 1200 mit 25 kW (34 PS). Es war in gewisser Weise eine Neuauflage des Modells von 1974, diesmal in den Farben Alpinweiß (Farbcode L90E) oder Marsrot (Farbcode L31B). Die Auflage lag bei 1800 Stück.

#### Special Bug
Der Special Bug von 1982 wurde auf Basis des 1200 mit 25 kW (34 PS) produziert. Erhältlich war er in den Farben Marsrot oder Schwarzmetallic. Er hatte an den Flanken den Schriftzug Special Bug und war mit einem Radio Modell Salzgitter und einem Schaltknauf mit Special-Bug-Logo ausgestattet. Von diesem Sondermodell wurden 2000 Stück aufgelegt.

#### Aubergine
Im Jahr 1983 wurde das Sondermodell Aubergine auf Basis des 1200 mit 25 kW (34 PS) produziert. Es war nur in der Farbe Aubergine Metallic (Farbcode LG4U) erhältlich, an den Seiten waren silberfarbene Dekorstreifen aufgetragen. Die komplette Innenausstattung (Tür- und Seitenverkleidungen) war ebenfalls in Aubergine gehalten, die Sitzbezüge (Stoff) waren grau mit auberginefarbenen Streifen und Seitenwangen aus Kunstleder kombiniert. Zur Ausstattung gehörten in Wagenfarbe lackierte Räder mit verchromten Zierringen. Die Stoßfänger waren ebenfalls verchromt. Die Auflage lag bei 3300 Stück, der Verkaufspreis betrug 9480 DM.

#### Eisblauer
1983 entstand das Sondermodell Eisblauer, das auch als Winter-Käfer angeboten wurde, auf Basis des 1200 mit 25 kW (34 PS). Es war nur in der Farbe Eisblaumetallic mit dunkelblau-silbernen Dekorstreifen oberhalb der Trittbretter erhältlich. Die Innenausstattung war aus blaugrauem Tweed. Ein Radio Modell Braunschweig und Räder mit verchromten Zierringen waren serienmäßig. Die Auflage lag bei 3500 Stück.

#### Alpinweiß-Käfer
Ebenfalls 1983 erschien der Alpinweiß-Käfer auf Basis des 1200 mit 25 kW (34 PS). Die Ausstattung entsprach exakt dem eisblauen Sondermodell. Sondermodell-Nummer: S 711.

#### Sunny Bug

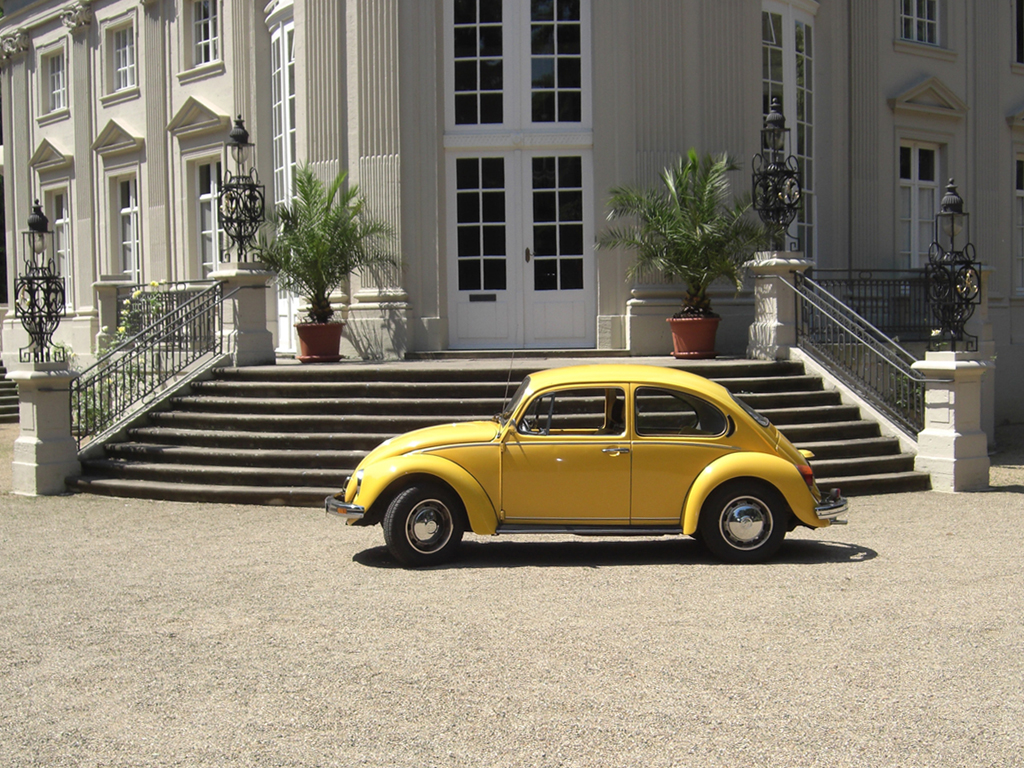
VW Käfer Sondermodell 1200 L Sunny Bug vor Schloss Richmond, Braunschweig

Der Sunny Bug von 1984 (S 700) war ein 1200 mit 25 kW (34 PS). Er war nur in der Farbe Sonnengelb (Farbcode LG1H) erhältlich. Die Innenausstattung bestand aus currygelbem Cord, Veloursteppich und Türverkleidungen in Schwarz. In Höhe der Gürtellinie und der Trittbretter waren weiß-schwarze Doppel-Zierstreifen angebracht. Hinzu kamen Räder mit verchromten Zierringen. Er kostete 9990 DM und wurde mit dem Slogan „Sunny Bug, der Käfer zum Sonnenscheintarif“ vermarktet. Er ist mit einer Auflage von 1500 Stück eins der seltensten Käfer-Sondermodelle.

#### Samtroter Sonderkäfer

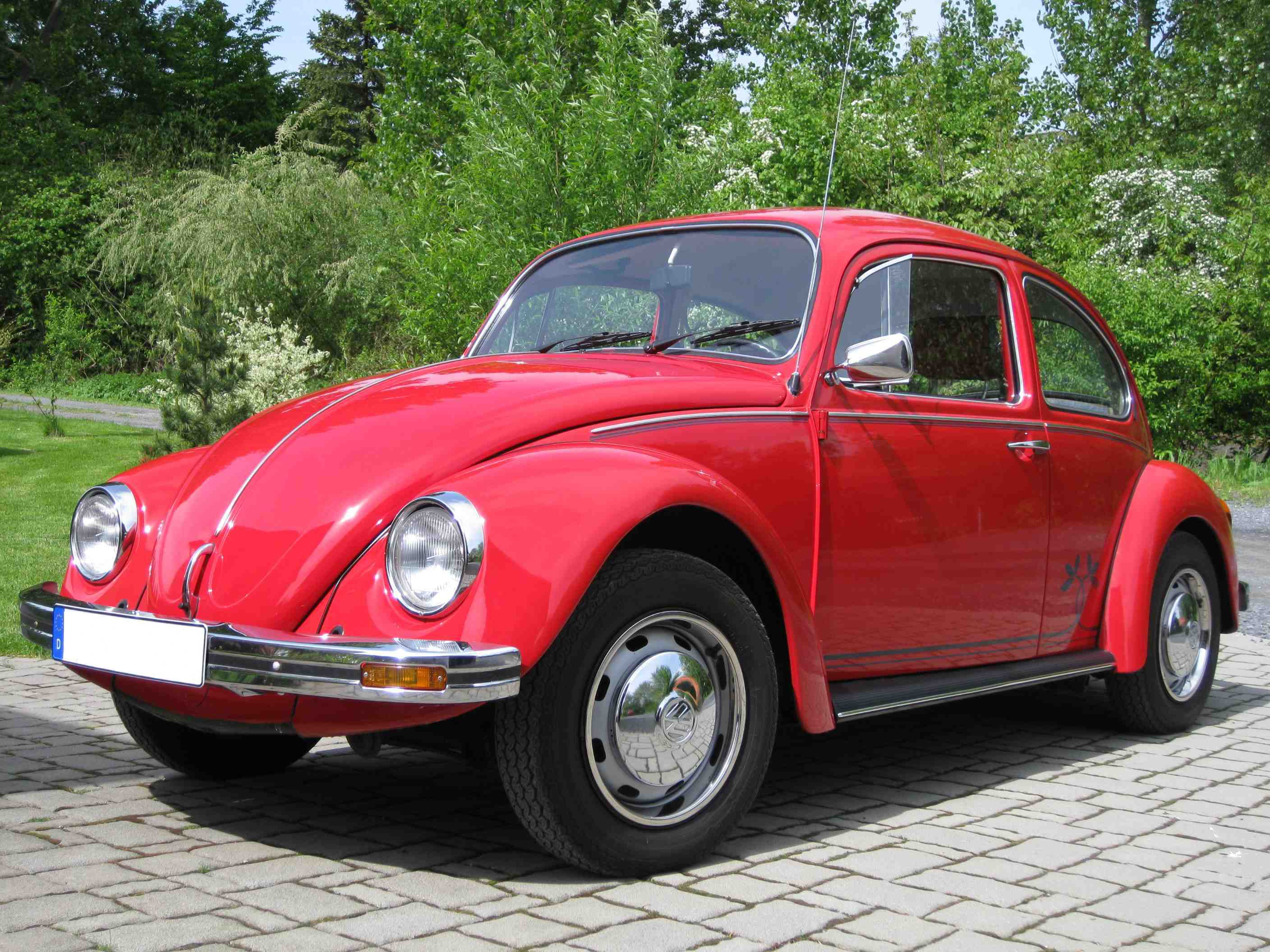
VW 1200 L Sondermodell Samtroter Sonderkäfer von 1984

Der Samtrote Sonderkäfer von 1984 war ein Modell 1200 mit 25 kW (34 PS). Es war nur in der Lackierung Samtrot (Farbcode LG3C) mit rot-blau gestreifter Velours-Innenausstattung und mauritiusblauer Velours-Fußraumausstattung erhältlich. Die Türverkleidungen waren ebenfalls in Mauritiusblau gehalten. Auf Gürtelhöhe und oberhalb der Trittbretter waren je zwei dunkelblaue Zierstreifen angebracht, die über den Trittbrettern zu zwei Blattmotiven zusammenliefen. Die Räder hatten verchromte Zierringe. Ein Radio gehörte nicht zum serienmäßigen Lieferumfang. Die Auflage lag bei etwa 3000 Stück. Der Preis für eine Käfer-Limousine überstieg mit dem samtroten Sondermodell im September 1984 erstmals die 10.000-DM-Grenze.

#### Jubiläumskäfer
Der Jubiläumskäfer, Modelljahr 1986, war ein Modell 1200 L mit 25 kW (34 PS) und wurde auf der IAA in Frankfurt am Main im September 1985 vorgestellt. Es wurde oftmals auch „Jubi“ genannt und war der letzte offiziell vom Werk nach Europa importierte Käfer. Ihn gab es in zwei Farben: Zinngrau und, seltener, Zinkgrau. Seine vorderen Seitenteile sowie die Motorhaube zierten 50-Jahre-Käfer-Embleme. Die Karosserie umlaufen über dem Trittbrett zwei dünne Zierstreifen. Seine Innenausstattung war in Grau gehalten, er wurde mit dem Lenkrad aus dem VW Golf II ausgeliefert und hatte Sporträder der Größe 4,5 × 15, Reifen der Größe 165/80 R 15 sowie eine grüne Wärmeschutzverglasung. Die Heckscheibe hatte erstmals bei einem in Puebla produzierten Käfer die Maße der ab 1972 in Deutschland produzierten Modelle. Das Heckabschlussblech wurde wie zum Modelljahr 1975 in Deutschland durch die gewölbte Ausführung ersetzt. Die Auflage lag bei 2400 Stück.

#### Firebeetle 1994

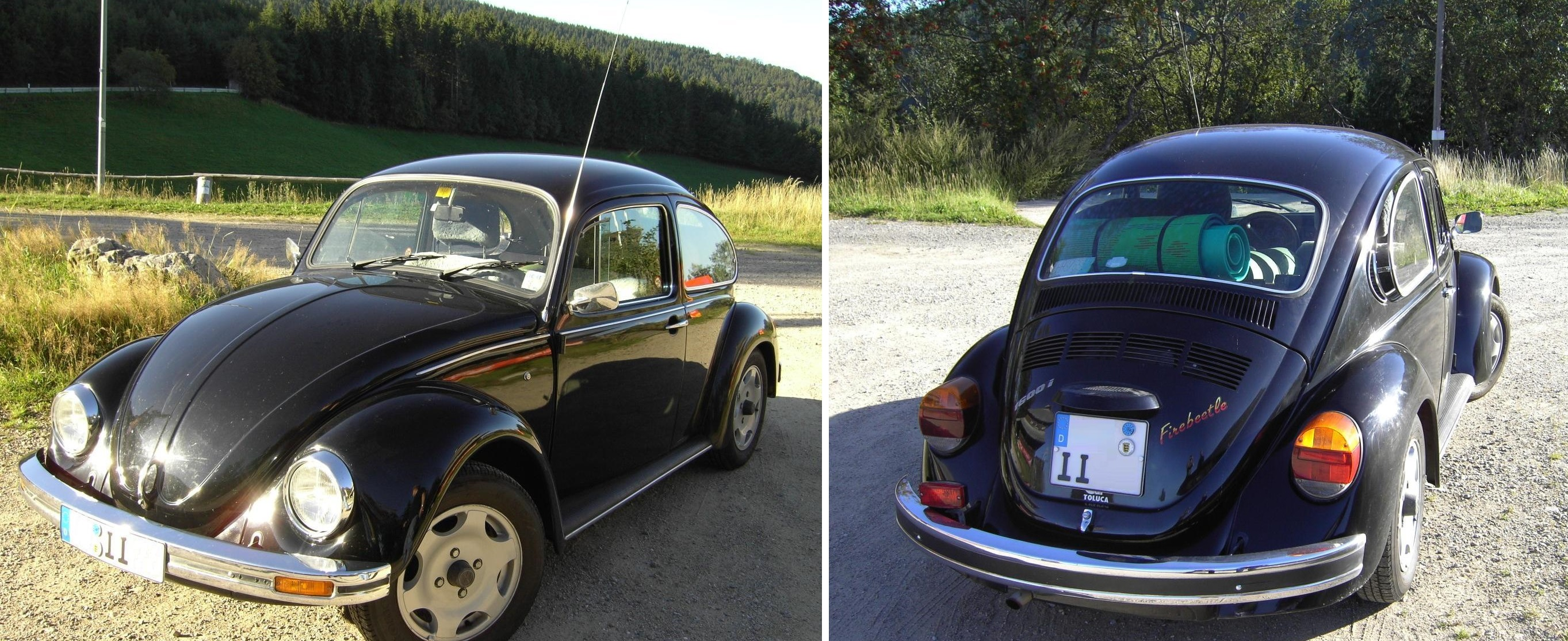
VW Käfer Sondermodell 1600i Firebeetle, Baujahr 1994

Das Sondermodell Firebeetle aus dem Jahr 1994 war ein 1600i mit 37 kW (50 PS), Einspritzanlage, G-Kat, Drehstromlichtmaschine, Alarmanlage und Wegfahrsperre. Produziert wurden schätzungsweise zwischen 200 und 500 Stück. Das Sondermodell wurde nur in der Farbe Onyxschwarz und mit Firebeetle-Aufkleber auf der Motorhaube ausgeliefert. Neben der grünen Wärmeschutzverglasung mit Grünkeil hatte der Käfer eigens für ihn entworfene Leichtmetallräder der Größe 4,5 × 15. Die Sitze waren schwarz mit roten Streifen. Die ersten Firebeetles waren noch mit vier Trommelbremsen ausgerüstet, spätere Exemplare hatten hingegen vorn Scheibenbremsen.
Vereinzelt gelangten Exemplare über Privatimporte nach Europa. Einige wenige Firebeetle wurden über Beetles Revival in Wöbbelin und Omnicar in München nach Deutschland importiert und wenigstens einer privat aus dem Werk in Puebla. Ein Exemplar steht im VW-Museum.

#### Jeans 1995
Das Sondermodell Jeans aus dem Jahr 1995 war ein 1600i mit 37 kW (50 PS) und G-Kat. Produziert wurde es für den mexikanischen Markt in den Farben Mezclillablau und Tornadorot. Vereinzelte Exemplare gelangten über Privatimporte nach Europa.

#### Harlekin

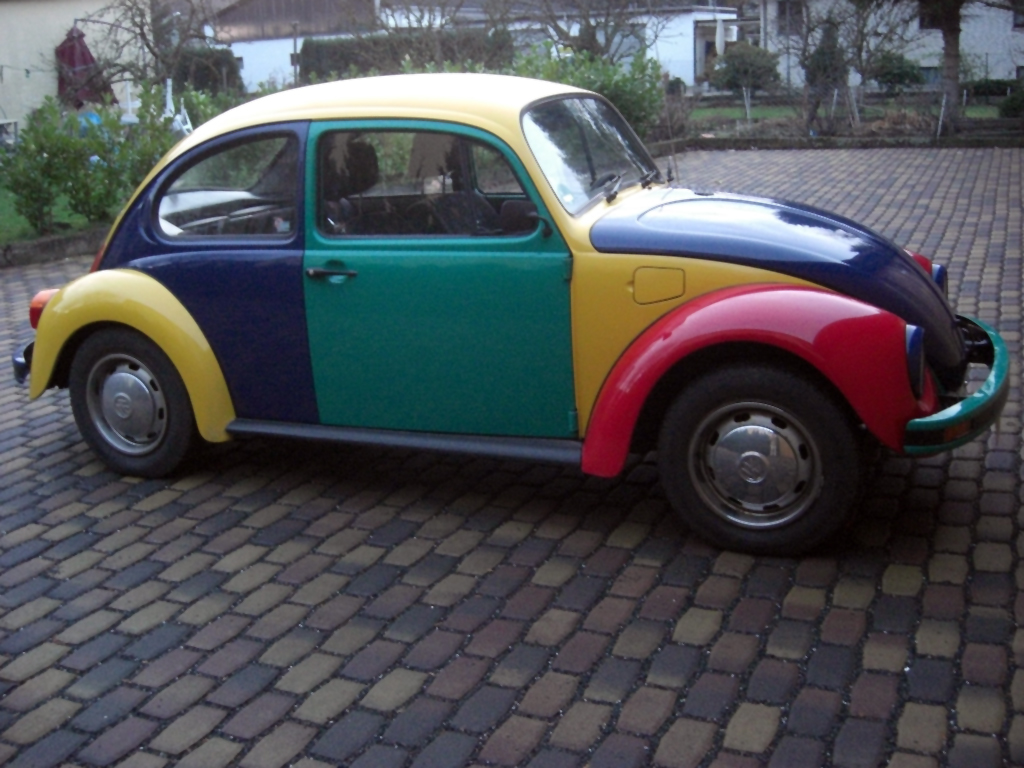
VW Käfer Sondermodell 1600i Harlekin

Das in Anlehnung an den Polo Harlekin 1996 hergestellte Sondermodell Harlekin basierte auf dem 1600i (GL) mit 37 kW (50 PS) und G-Kat. Produziert wurde es ausschließlich als Blickfang für Messen und große Autohäuser für den mexikanischen Markt mit einem Farbmix aus Gelb, Blau, Rot, Türkis. Der Harlekin wurde offiziell nicht an Endkunden verkauft. Die Auflage lag bei 141 Stück, in Deutschland waren 2007 etwa fünf Stück zugelassen.

#### Summer
Das Sondermodell Summer aus den Jahren 2002 und 2003 wurde in den Farben Himmelblau und Lemongelb in limitierter Auflage produziert. Von beiden Farben gab es jeweils 400 Stück. Dieses Sondermodell kam überwiegend durch den Importeur Omnicar nach Deutschland.

#### Última Edición

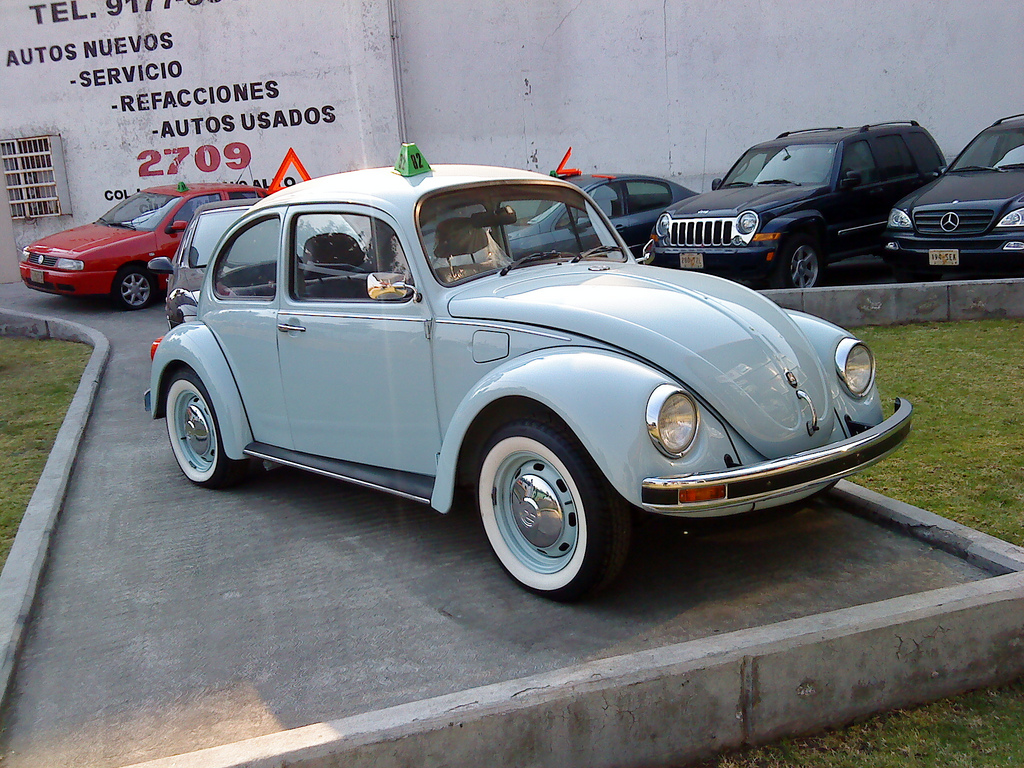
Última Edición

Die letzte Serie mit dem Namen Última Edición, basierend auf dem 1600i mit 37 kW (50 PS), wurde Anfang Juli 2003 vorgestellt, laut FIN schon zum Modelljahr 2004 gehörend. Die verschiedenen Leistungsangaben von bis zu 40 kW (54 PS) sind vermutlich dadurch entstanden, dass ein Teil der Käfer über Omnicar importiert und zugelassen, andere Käfer hingegen privat importiert und unterschiedliche Daten eingetragen wurden. Es wurden etwa 3000 Exemplare gebaut, offiziell waren es genau 3000. Mit der Última Edición wurde die Produktion des Käfers endgültig eingestellt. Die Wagen waren in zarten Pastelltönen lackiert (Aquarius Blue und Harvest Moon Beige – Farbtöne aus der Palette des ebenfalls in Puebla produzierten New Beetle), hatten farblich passende Räder mit Weißwandreifen, Chromzierleisten und – wie in den 1960er Jahren – ein Wolfsburg-Emblem auf Kofferraumhaube und Lenkrad. Für den Importeur Omnicar in München wurden einige Exemplare in Speedblue-metallic und Platinumgrey-metallic lackiert. Des Weiteren existieren einige Fahrzeuge der Última Edición in Rot.
Der letzte gebaute Käfer (Última Edición in Aquarius Blue) erhielt einen Platz in der VW-Sammlung der Autostadt Wolfsburg. Auch ein weiteres Fahrzeug der „Última Edición“ ist weiteren Kreisen bekannt: Der vorletzte Käfer (in Harvest Moon Beige) ist in Hamburg auf die zum Axel-Springer-Verlag gehörende Zeitschrift Auto Bild zugelassen und nimmt regelmäßig an Ausfahrten teil.
Mehrere Fahrzeuge der Última Edición beschäftigten wegen der zur Zulassung vorgeschriebenen, aber beim Käfer fehlenden Motordiagnose-Anzeige (On-Board-Diagnose) zunächst die Gerichte, bis sie im Jahr 2004 nach einem Rechtsstreit des letzten Importeurs, der Omnicar AG aus München, mit dem Freistaat Bayern zugelassen werden durften. Die Zulassung wurde durch eine Ausnahmegenehmigung des bayerischen Wirtschaftsministeriums ermöglicht, jedoch nur mit einigen Auflagen wie einer jährlich durchzuführenden Abgasuntersuchung, die mittlerweile überholt ist, da die AU generell nur noch alle zwei Jahre fällig wird.
Ein Exemplar der Última Edición wurde Papst Johannes Paul II. zum Geschenk gemacht, der bereits als junger Priester in Polen einen Käfer fuhr.

## Produktionsstandorte

### Deutschland

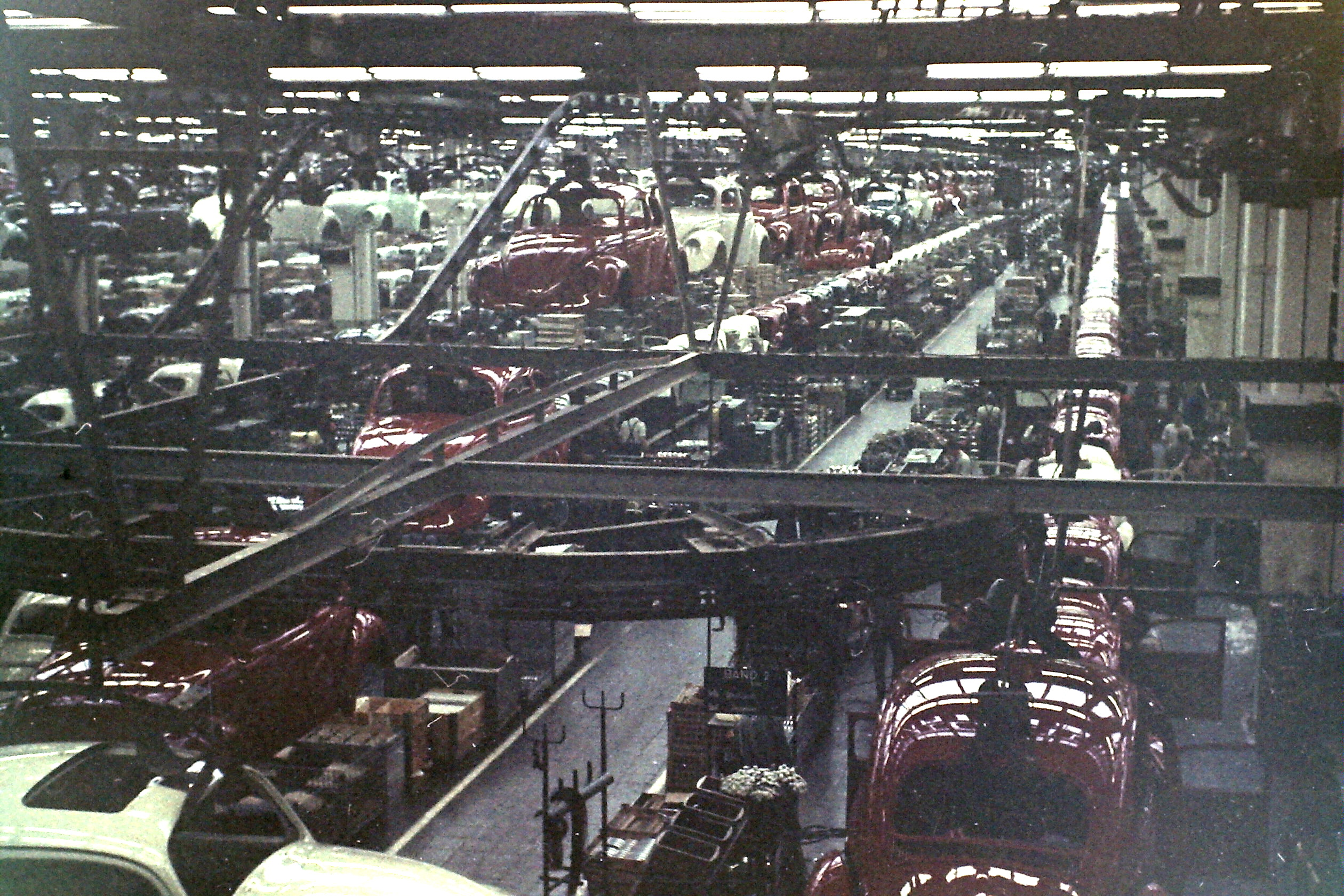
Fließbandproduktion des VW Käfers in Wolfsburg

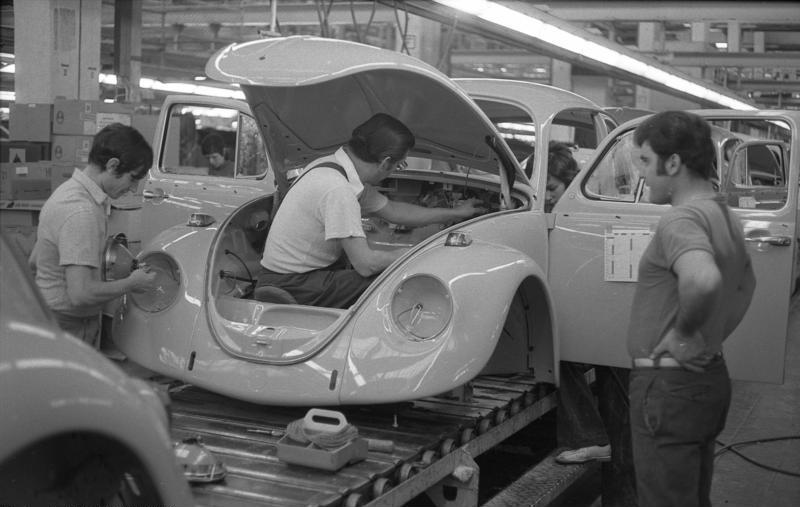
Produktion im Volkswagenwerk Wolfsburg 1973

#### Werk Wolfsburg
Das Werk in Wolfsburg war das erste, in dem der Käfer gebaut wurde. Der Grundstein wurde am 26. Mai 1938 gelegt. Der Beginn des Zweiten Weltkriegs verhinderte allerdings die Aufnahme der planmäßigen Produktion des Käfers. Während des Krieges wurden hier der Kübelwagen, der Schwimmwagen sowie andere Rüstungsgüter gefertigt. Erst nach dem Kriegsende, im zweiten Halbjahr 1945, begann die Produktion des Käfers, zunächst in recht bescheidenem Umfang. Im Stammwerk Wolfsburg lief am 1. Juli 1974 um 11:19 Uhr der letzte von 11.916.519 dort gebauten Käfern vom Band.

#### Werk Emden
Das Werk in Emden wurde 1964 eingeweiht und baute bis zum 19. Januar 1978 insgesamt 2.360.591 Käfer. Das Werk diente anschließend als Zwischenlager für alle Käfer-Lieferungen von Volkswagen de México. Nach Eingangs- und Endkontrollen führte die Kundendienstwerkstatt Emden auch notwendige Umbauten an den Fahrzeugen für die jeweiligen länder- bzw. sondermodellspezifischen Ausstattungen durch.

#### Sonstige Standorte
Außerdem wurden noch im VW-Werk Hannover (1974–1975), bei der Auto Union GmbH in Ingolstadt (1965–1969) und bei Karmann in Osnabrück Käfer gebaut.

### Restliche Welt
Der VW Käfer wurde an vielen Standorten gebaut. Zum Teil waren es reine Montagewerke, die keine eigenen Blechpressen, Schweißanlagen und Lackierereien hatten und die Montageteile aus den Werken in Wolfsburg, Puebla oder São Bernardo do Campo bezogen.
Australien, Belgien, Brasilien, Costa Rica, Finnland, Indonesien, Jugoslawien, Irland, Malaysia, Mexiko, Neuseeland, Nigeria, Peru, Philippinen, Portugal, Singapur, Südafrika, Thailand, Uruguay und Venezuela

## Der Käfer in Mexiko

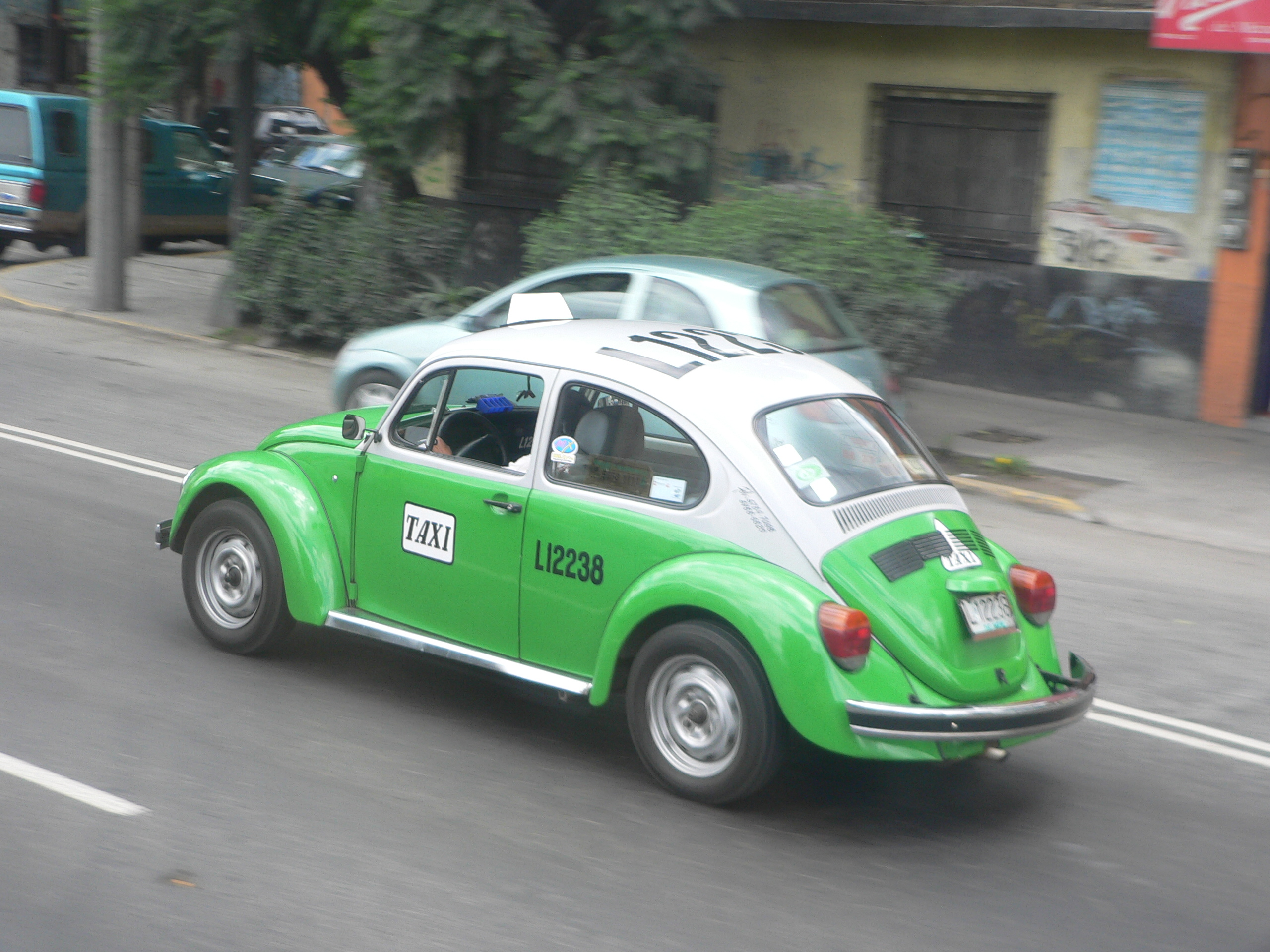
Grünes Taxi im Einsatz in Mexiko-Stadt

In Mexiko produzierte Volkswagen de México den Käfer seit 1964. 1981 wurde dort der 20-millionste Käfer gebaut. Während der Käfer in Deutschland immer wieder an der Karosserie aufgefrischt wurde, blieb der Mexiko-Käfer in dieser Hinsicht hinter den heimatlichen Ausführungen zurück. Bis zum Ende des Modelljahrs 1985 besaß er die kleinere Heckscheibe, die in Deutschland bereits 1971 durch eine größere ersetzt worden war. Eine weitere Neuerung für das Modell 1986 war das gewölbte hintere Abschlussblech, das die deutschen Käfer schon seit dem Modelljahr 1975 hatten. Ab 1981 besaß der Käfer in Mexiko, der im Volksmund Vocho genannt wird, eine elektronische Zündung und ab 1991 einen Einspritzmotor sowie einen Katalysator. In Mexiko wurde der Käfer sehr häufig als Taxi eingesetzt. Um dem Fahrgast einen bequemeren Einstieg in die enge zweitürige Kabine zu ermöglichen, wurde meist der Beifahrersitz ausgebaut. Angeblich trug die Einführung einer neuen Taxiverordnung in Mexiko-Stadt, nach der zur Vorbeugung gegen Überfälle nur noch viertürige Fahrzeuge zugelassen werden sollten, zum Produktionsende des Käfers bei. Tatsächlich gibt es dort bis heute allerdings kein Gesetz, das vorschreibt, dass Taxis viertürig sein müssen. Am 30. Juli 2003 wurde die Produktion in Mexiko eingestellt wegen der strenger werdenden Abgasvorschriften und der aufgrund der hohen Diebstahlszahlen ständig steigenden Versicherungsprämien, die den Käfer gegenüber seinen Wettbewerbern stark benachteiligten.

## Der Käfer in Brasilien

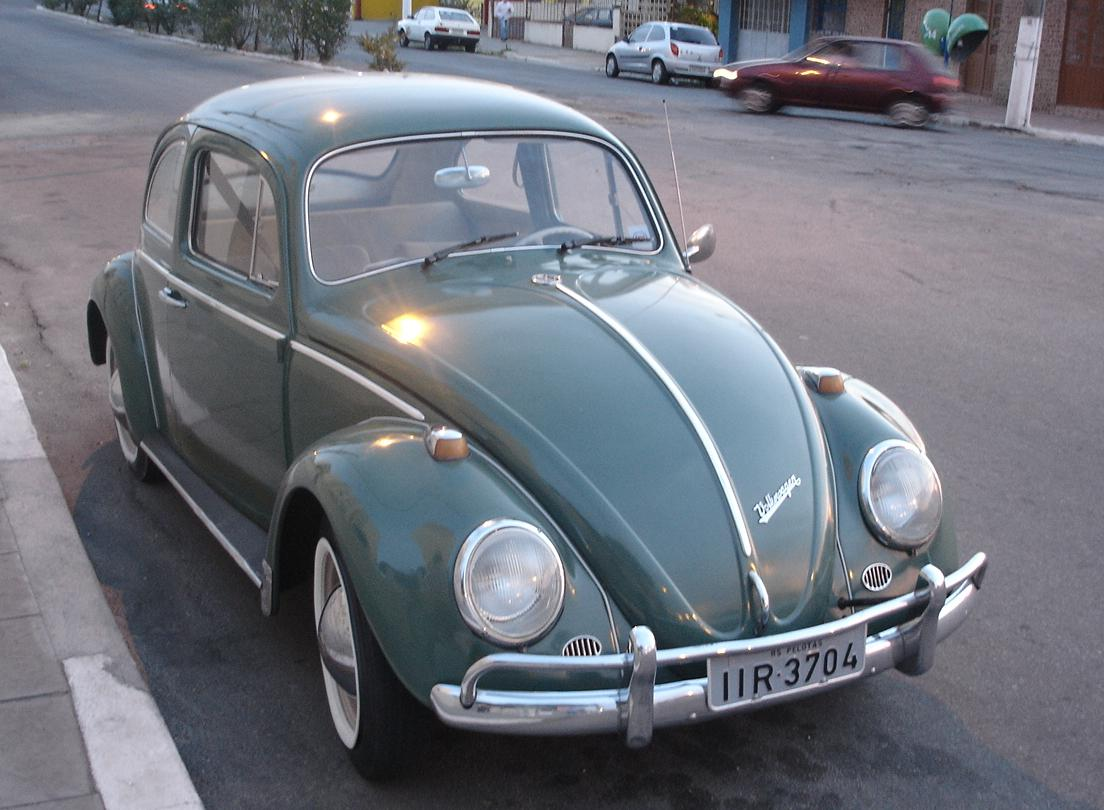
Ein in Brasilien gebauter Käfer

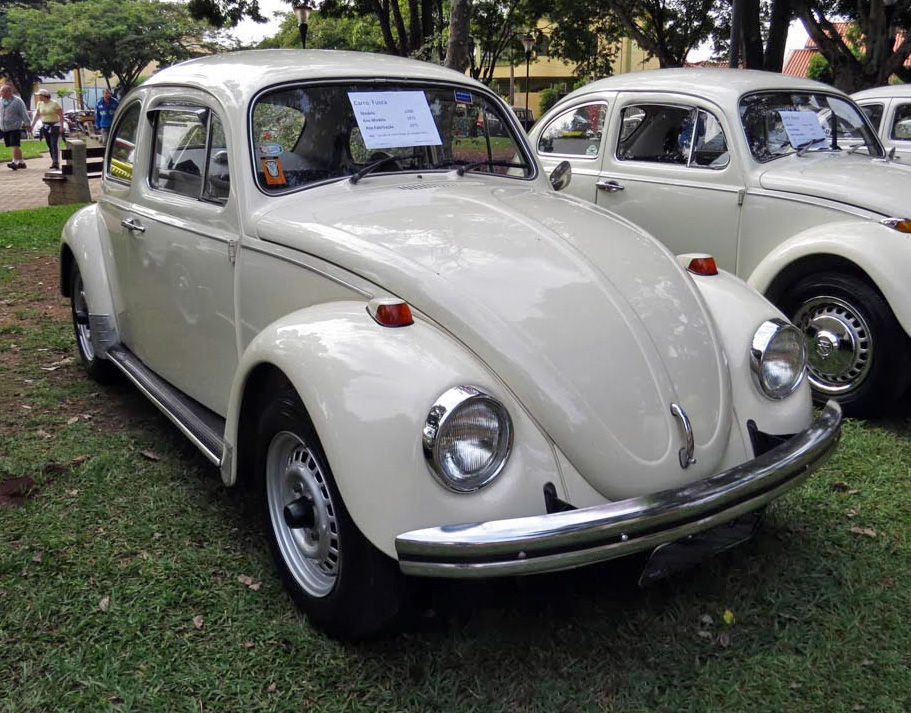
Brasilianischer Käfer von 1972: Stoßstangen und Scheinwerfer wie in Deutschland ab 1967, Fenster und Türen aber wie in Deutschland vor 1964

Der Käfer wurde ab Anfang der 1950er Jahre nach Brasilien exportiert und hieß dort offiziell Volkswagen Sedan. Als die brasilianische Regierung ab 1957 drastische Verschärfungen der Einfuhrbestimmungen beschloss, reagierte VW darauf mit der Aufnahme der Käfer-Produktion in São Bernardo do Campo im Jahr 1959; die dort hergestellten Modelle bestanden, dem Gesetz gemäß, zu mindestens 54 % aus brasilianischen Teilen. Besonderheit der in Brasilien gefertigten Wagen war die in Deutschland nur zwischen Sommer 1957 und Sommer 1964 verwendete Karosserie: Im Gegensatz zu anderenorts gefertigten Wagen wurden die Fenster in den folgenden Jahren nicht vergrößert (mit Ausnahme der Heckscheibe, die 1966 dem deutschen 65er Modell ab Mitte 1964 angeglichen wurde) – technische Entwicklungen wie die Zwangsentlüftung hinter den hinteren Seitenscheiben wurden allerdings eingeführt, wenn auch erst sehr viel später als beim deutschen Käfer. So wurde der Tankdeckel ebenfalls erst 1978 vom inneren Kofferraum an die vordere Seitenwand verlegt. Die liegenden (schrägen) Scheinwerfer wurden in Brasilien noch bis 1973 weiter eingebaut, während sie in Deutschland schon Mitte 1966 für die US-Modelle und Mitte 1967 für die europäischen 68er Modelle geändert worden waren. Produziert wurde anfangs der VW 1200, der ab 1967 vom VW 1300 abgelöst wurde. Im Sommer 1970 folgte der VW 1500 und 1974 der VW 1600 S mit 1,6-Liter-Doppelvergasermotor. 1986 wurde die brasilianische Käfer-Produktion nach knapp 3,3 Millionen Einheiten beendet.
1993 wurde die Fertigung des 1600 unter der Bezeichnung Fusca Itamar wieder aufgenommen, mit alter Technik und der erwähnten älteren Karosserie mit den kleineren Fenstern, die es in Deutschland nur bis Mitte 1964 gegeben hatte. Angeblich wegen der tropischen Temperaturen und geringerer Aufheizung des Wageninneren, nach anderen Quellen, um die in Deutschland ausgemusterten, aber durchaus noch nicht verschlissenen Presswerkzeuge weiter verwenden zu können. Die großen Mehrkammer-Heckleuchten des VW 1303, breitere Reifen im Format 165/80-15 und eine vollständig überarbeitete Armaturentafel waren Zugeständnisse an die Moderne; der Motor erhielt die zur gleichen Zeit in Mexiko verwendete Einspritzung nicht. Auch wurde hier erstmals die volkstümliche Bezeichnung Fusca offiziell vom Hersteller benutzt (vorher kam sie gelegentlich mal in der Werbung vor). VW in Wolfsburg unterstützte die brasilianische Niederlassung, indem der komplette Satz der teuren und schweren Presswerkzeuge der alten Käfer-Karosserie nach Brasilien verschifft wurde. Vereinzelt fanden Brasilien-Käfer per Einzelimport auch den Weg nach Europa; auf den Kanaren finden sich zum Beispiel gewisse Stückzahlen Käfer aus Brasilien-Fertigung. Bis 1996 entstanden weitere 46.000 Brasilien-Käfer.
Zwischen 1992 und 1999 baute Tecpama in São Paulo auch Käfermotoren in Motorräder ein. Die etwa 1000 Exemplare des Typs Kahena 1600 wurden hauptsächlich als Escort-Fahrzeuge von Polizei und Militär eingesetzt.
| VW:                             | 1200 (1959–67)                                              | 1300 (1967–83)                                              | 1500 (1970–77)                                                    | 1600 S (1974–86)                                                  |
| ------------------------------- | ----------------------------------------------------------- | ----------------------------------------------------------- | ----------------------------------------------------------------- | ----------------------------------------------------------------- |
| Motor                           | 4-Zylinder-Boxermotor (Viertakt)                            | 4-Zylinder-Boxermotor (Viertakt)                            | 4-Zylinder-Boxermotor (Viertakt)                                  | 4-Zylinder-Boxermotor (Viertakt)                                  |
| Hubraum                         | 1192 cm³                                                    | 1285 cm³                                                    | 1493 cm³                                                          | 1584 cm³                                                          |
| Bohrung × Hub                   | 77 × 64 mm                                                  | 77 × 69 mm                                                  | 83 × 69 mm                                                        | 85,5 × 69 mm                                                      |
| max. Leistung bei 1/min         | 22 kW (30 PS) bei 3700                                      | 28 kW (38 PS) bei 4600                                      | 32 kW (44 PS) bei 4600                                            | 40 kW (54 PS) bei 4600                                            |
| Max. Drehmoment bei 1/min       | 86 Nm bei 2400                                              | 89 Nm bei 2600                                              | 101 Nm bei 2600                                                   | 115 Nm bei 3200                                                   |
| Gemischaufbereitung             | 1 Fallstromvergaser                                         | 1 Fallstromvergaser                                         | 1 Fallstromvergaser                                               | 1 Fallstrom-Doppelvergaser                                        |
| Ventilsteuerung                 | Stoßstangen und Kipphebel, zentrale Nockenwelle, Stirnräder | Stoßstangen und Kipphebel, zentrale Nockenwelle, Stirnräder | Stoßstangen und Kipphebel, zentrale Nockenwelle, Stirnräder       | Stoßstangen und Kipphebel, zentrale Nockenwelle, Stirnräder       |
| Kühlung                         | Luftkühlung                                                 | Luftkühlung                                                 | Luftkühlung                                                       | Luftkühlung                                                       |
| Getriebe                        | 4-Gang-Getriebe, Mittelschaltung                            | 4-Gang-Getriebe, Mittelschaltung                            | 4-Gang-Getriebe, Mittelschaltung                                  | 4-Gang-Getriebe, Mittelschaltung                                  |
| Radaufhängung vorn              | Kurbellenkerachse, 2 querliegende Federstäbe (Pakete)       | Kurbellenkerachse, 2 querliegende Federstäbe (Pakete)       | Kurbellenkerachse, 2 querliegende Federstäbe (Pakete)             | Kurbellenkerachse, 2 querliegende Federstäbe (Pakete)             |
| Radaufhängung hinten            | Pendelachse, Längslenker, querliegende Rund-Federstäbe      | Pendelachse, Längslenker, querliegende Rund-Federstäbe      | Pendelachse, Längslenker, querliegende Rund-Federstäbe            | Pendelachse, Längslenker, querliegende Rund-Federstäbe            |
| Bremsen                         | Trommelbremsen rundum                                       | Trommelbremsen rundum                                       | Scheibenbremsen vorn (Durchmesser 27,7 cm), Trommelbremsen hinten | Scheibenbremsen vorn (Durchmesser 27,7 cm), Trommelbremsen hinten |
| Karosserie                      | Stahlblech auf Zentralrohr-Plattformrahmen                  | Stahlblech auf Zentralrohr-Plattformrahmen                  | Stahlblech auf Zentralrohr-Plattformrahmen                        | Stahlblech auf Zentralrohr-Plattformrahmen                        |
| Spurweite vorn/hinten           | 1305/1290 mm                                                | 1305/1290 mm                                                | 1310/1350 mm                                                      | 1310/1350 mm                                                      |
| Radstand                        | 2400 mm                                                     | 2400 mm                                                     | 2400 mm                                                           | 2400 mm                                                           |
| Länge                           | 4030 mm                                                     | 4030 mm                                                     | 4030 mm                                                           | 4030 mm                                                           |
| Leergewicht                     | Limousine: 780 kg                                           | Limousine: 800 kg                                           | Limousine: 800 kg                                                 | Limousine: 805 kg                                                 |
| Höchstgeschwindigkeit           | 110 km/h                                                    | 120 km/h                                                    | 125 km/h                                                          | 135 km/h                                                          |
| 0–100 km/h                      | 39 s                                                        | 33 s                                                        | 25 s                                                              | 18 s                                                              |
| Verbrauch (Liter/100 Kilometer) | n. a.                                                       | 8,3                                                         | 8,5                                                               | n. a.                                                             |
| Kraftstoffart                   | Normalbenzin                                                | Normalbenzin                                                | Normalbenzin                                                      | Normalbenzin                                                      |

## Der Käfer in Südafrika

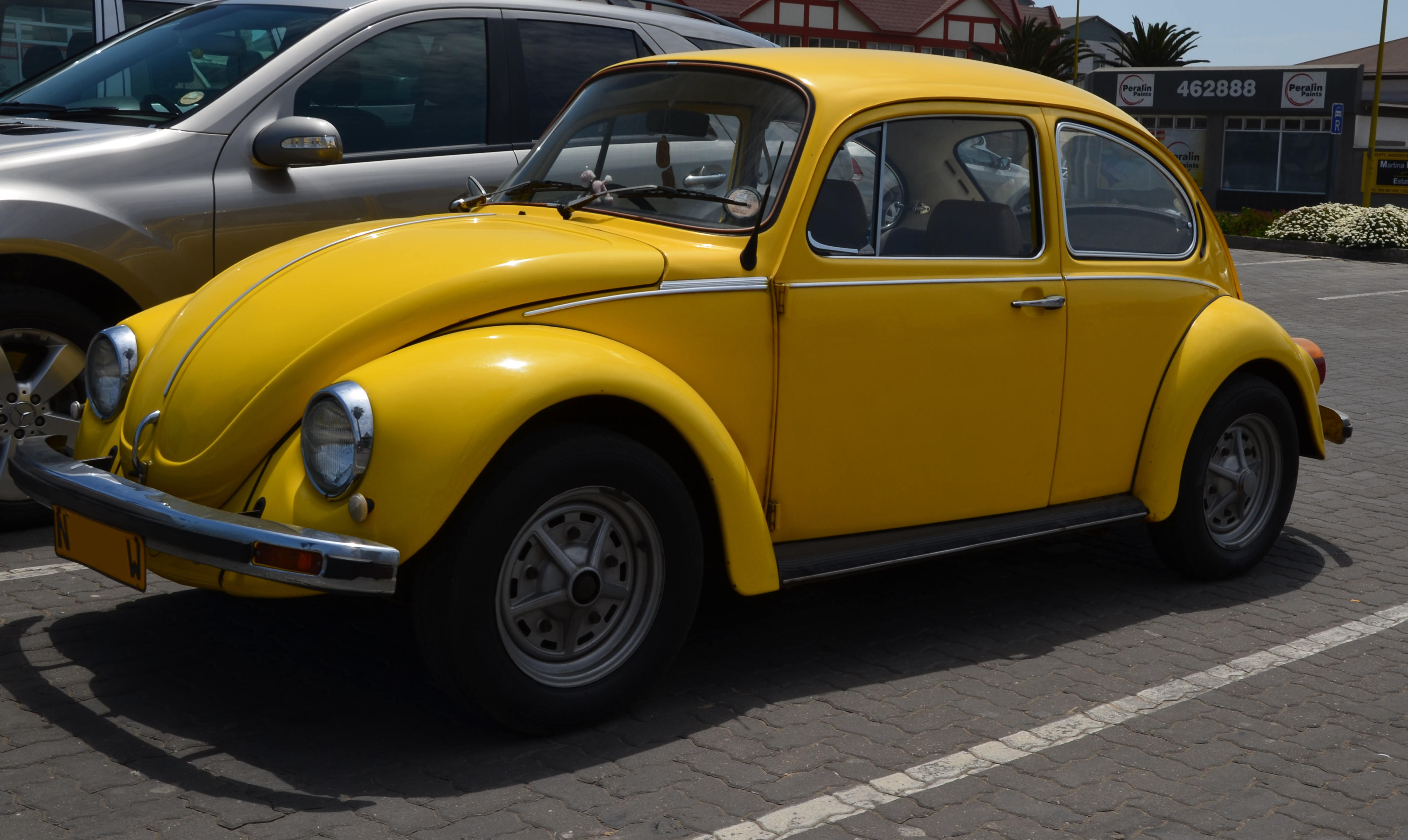
Volkswagen 1600 S Käfer Südafrika

In Südafrika wurden von 1951 bis 1979 Käfermodelle gebaut. Sie trugen den Namen Kewer bzw. Beetle.
Es gab einige spezielle Varianten, die nur in Südafrika gebaut wurden. So gab es unter der Bezeichnung 1600 S ein Modell mit dem kurzen Vorderwagen mit Torsionsstabfederung aus dem 1300, aber mit der gewölbten Frontscheibe und dem Armaturenbrett des 1303.
Außerdem wurde in Südafrika auch der stärkste serienmäßig angebotene Käfer unter der Bezeichnung 1600 SP produziert. Sein Motor leistete 59 PS (43,2 kW). Das Modell war serienmäßig mit Frontspoiler und Sportlenkrad ausgestattet.

## Sonderversionen von VW-Käfern

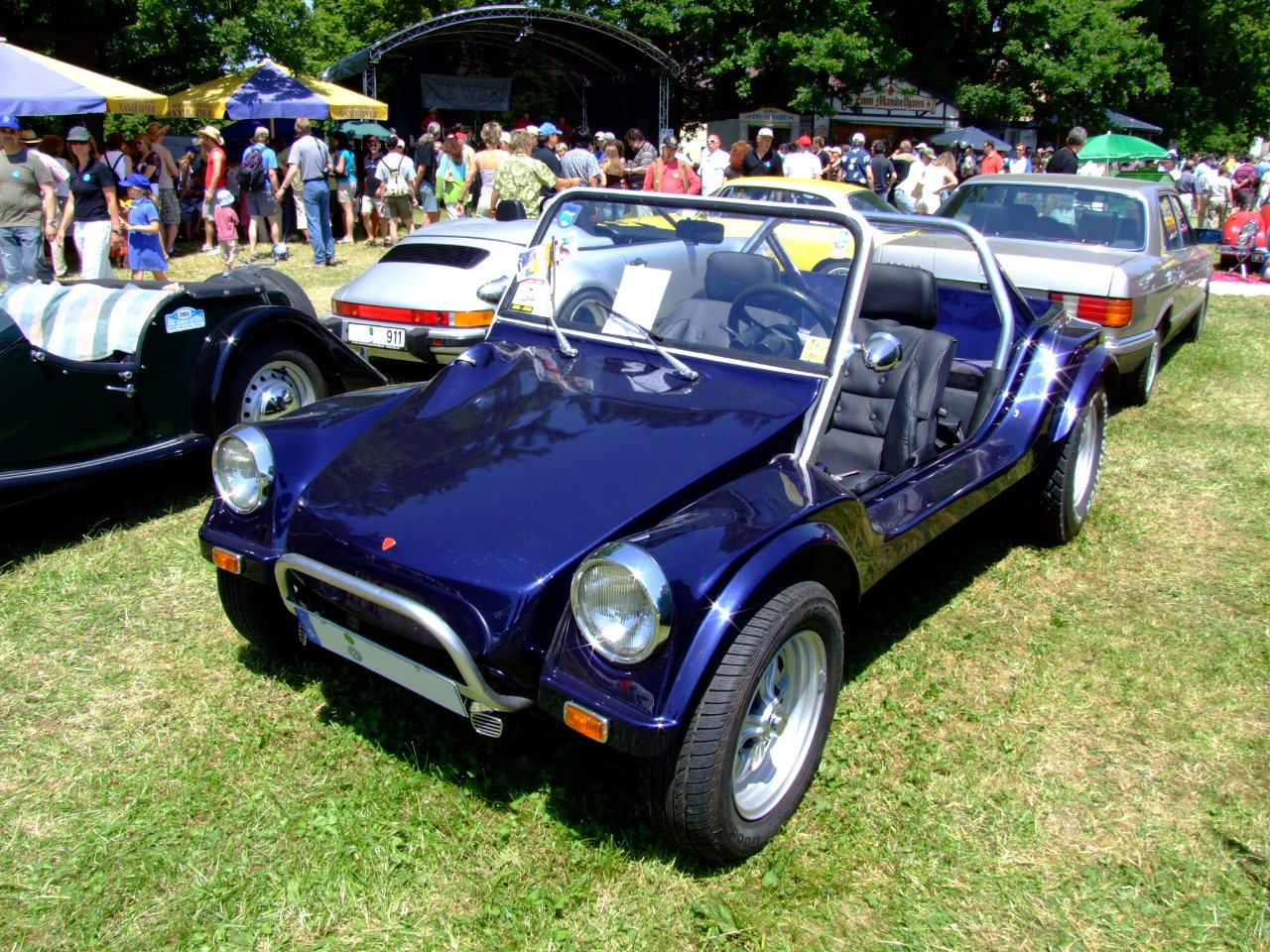
Der Käfer bildet die Basis für zahlreiche Umbauten, genannt Kitcars

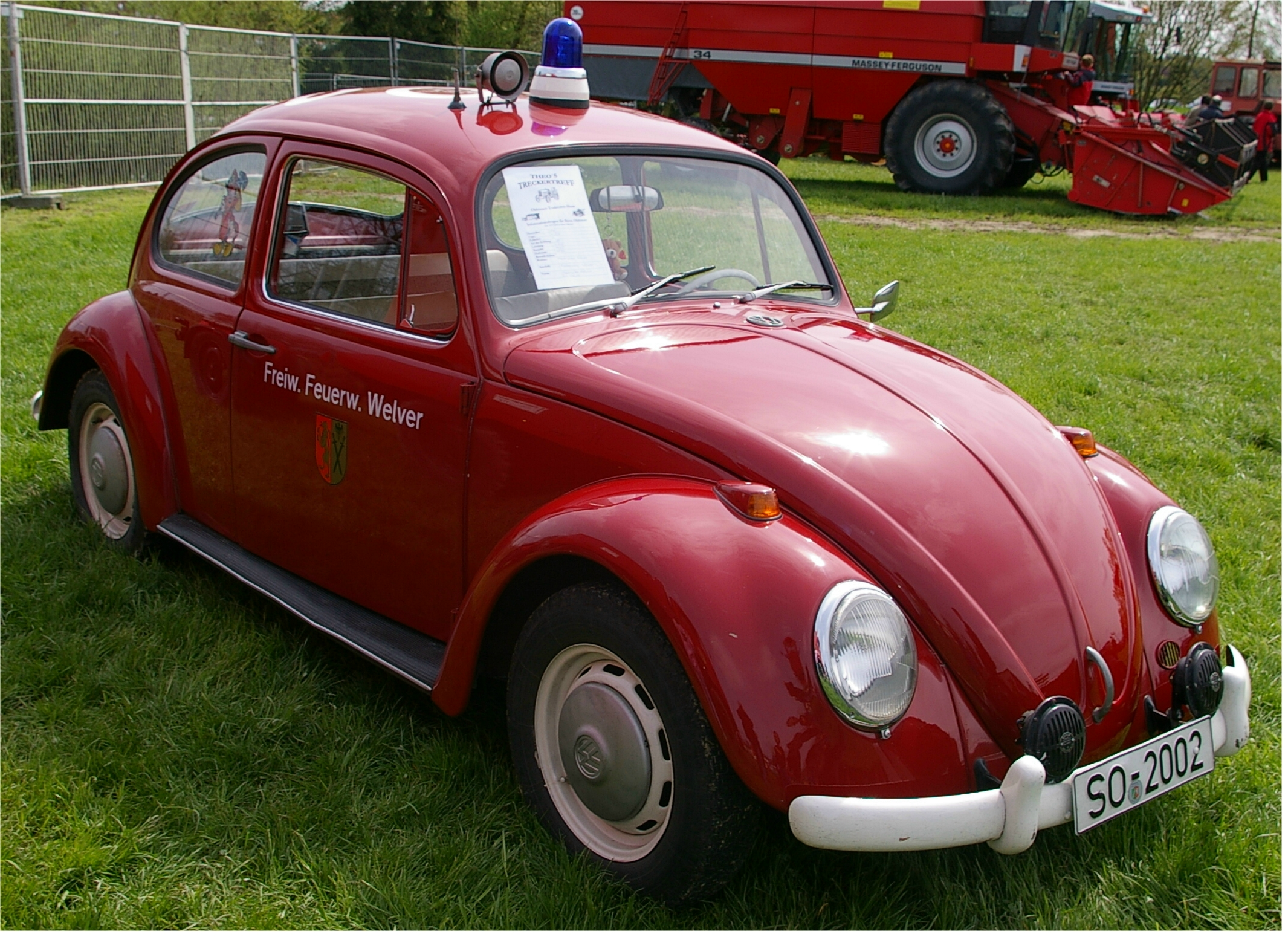
Ehemaliger Kommandowagen (KdoW) der Freiwilligen Feuerwehr Welver im Kreis Soest (VW 1200 A Modell 1966, Nachfolger des Standard)

### Wohnmobile, Nutzfahrzeuge, Coupés, Cabriolets und Spaßmobile

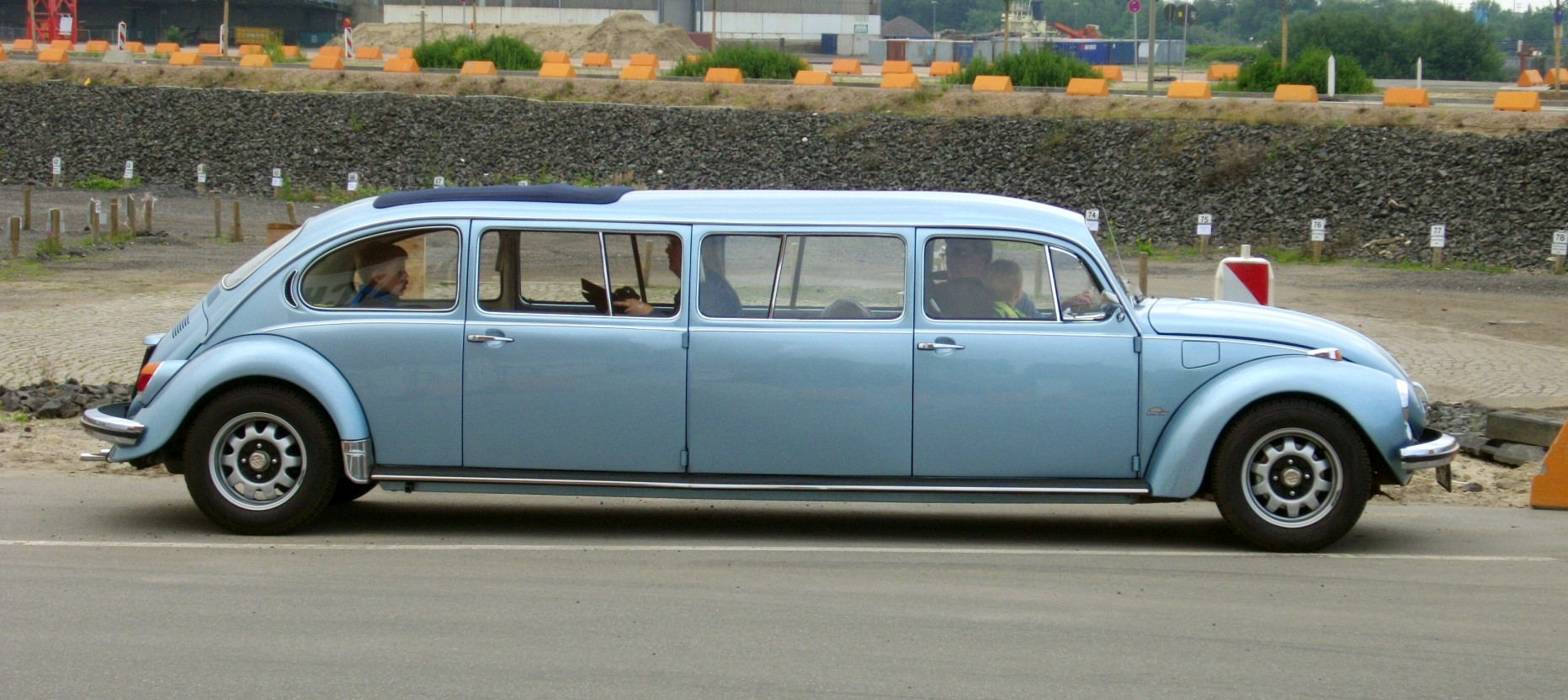
Ein Umbau des Käfers zur Stretchlimousine

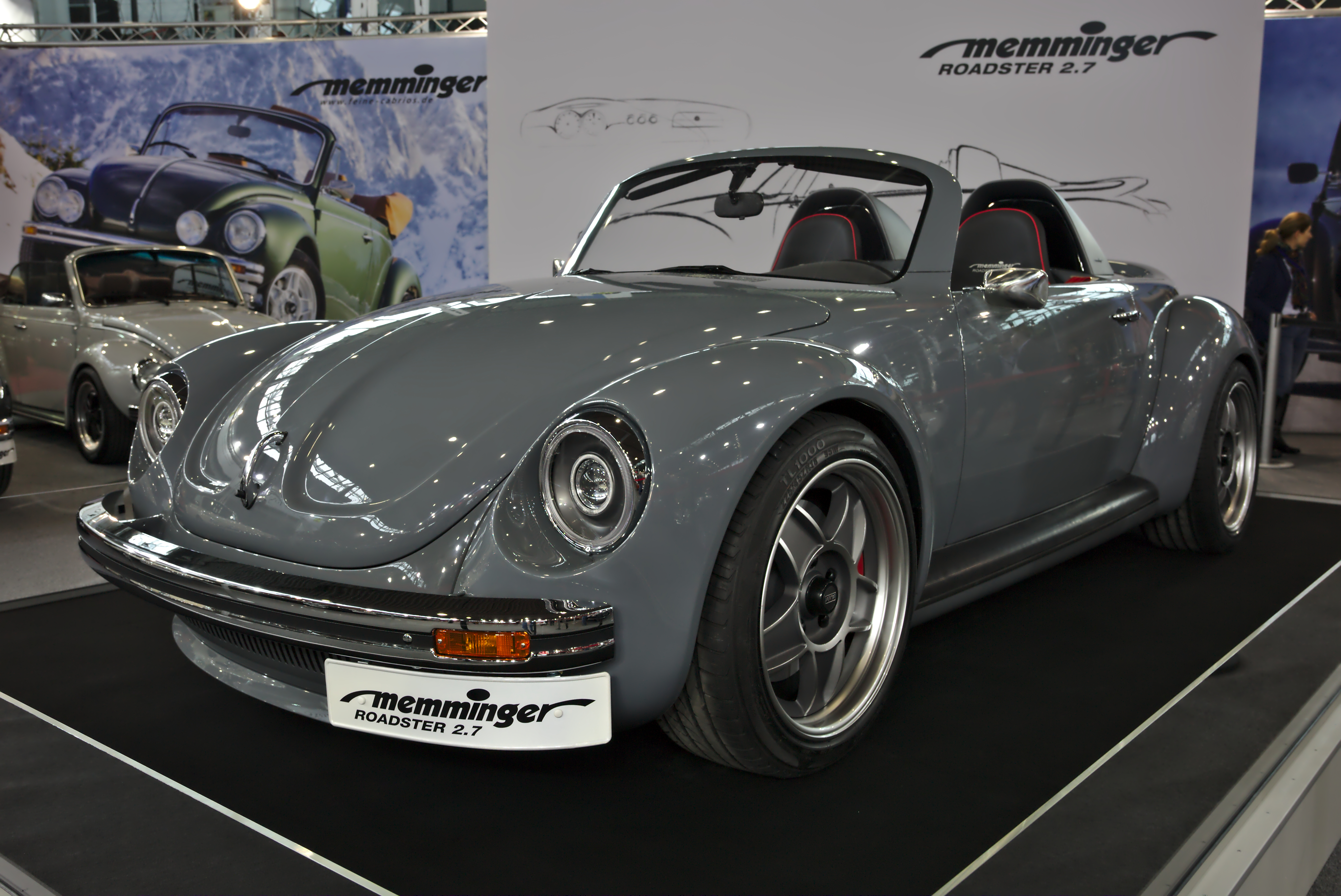
Memminger Feine-Cabrios & Stahlbau präsentierte auf den Retro Classics 2018 den Roadster 2.7 auf Basis des Käfers

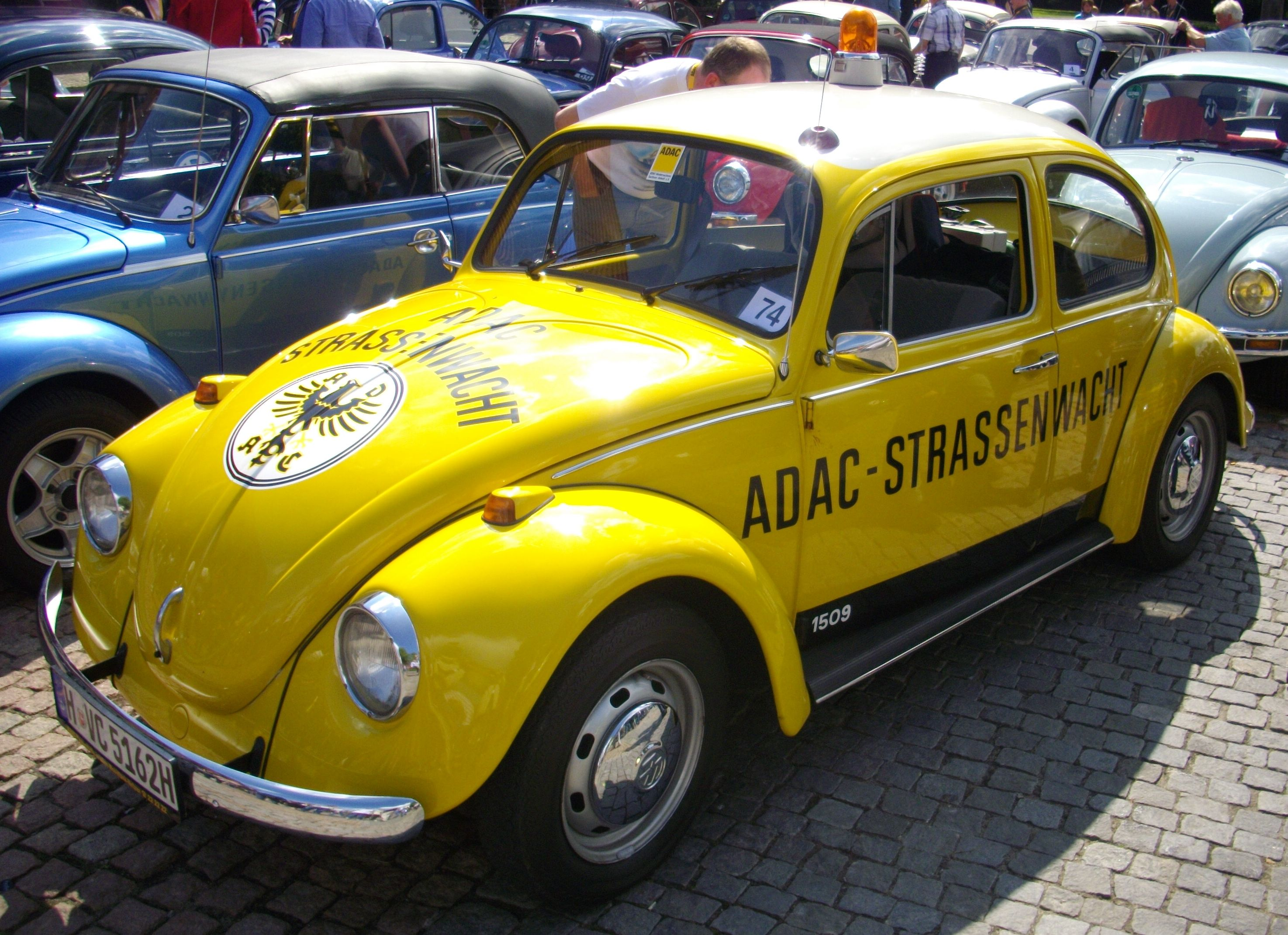
Der ADAC-Käfer

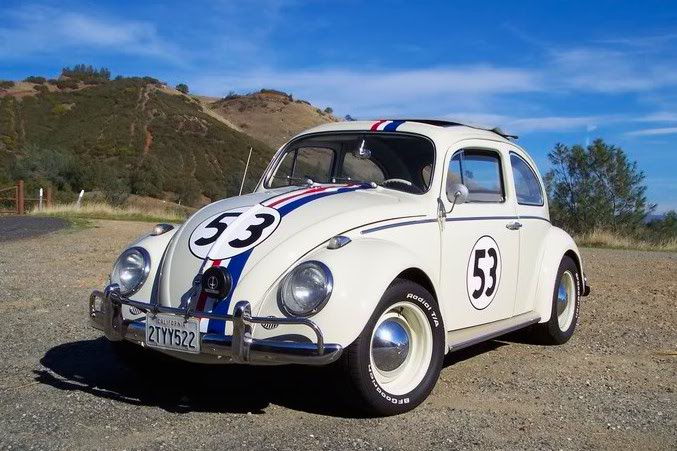
Herbie-Nachbau

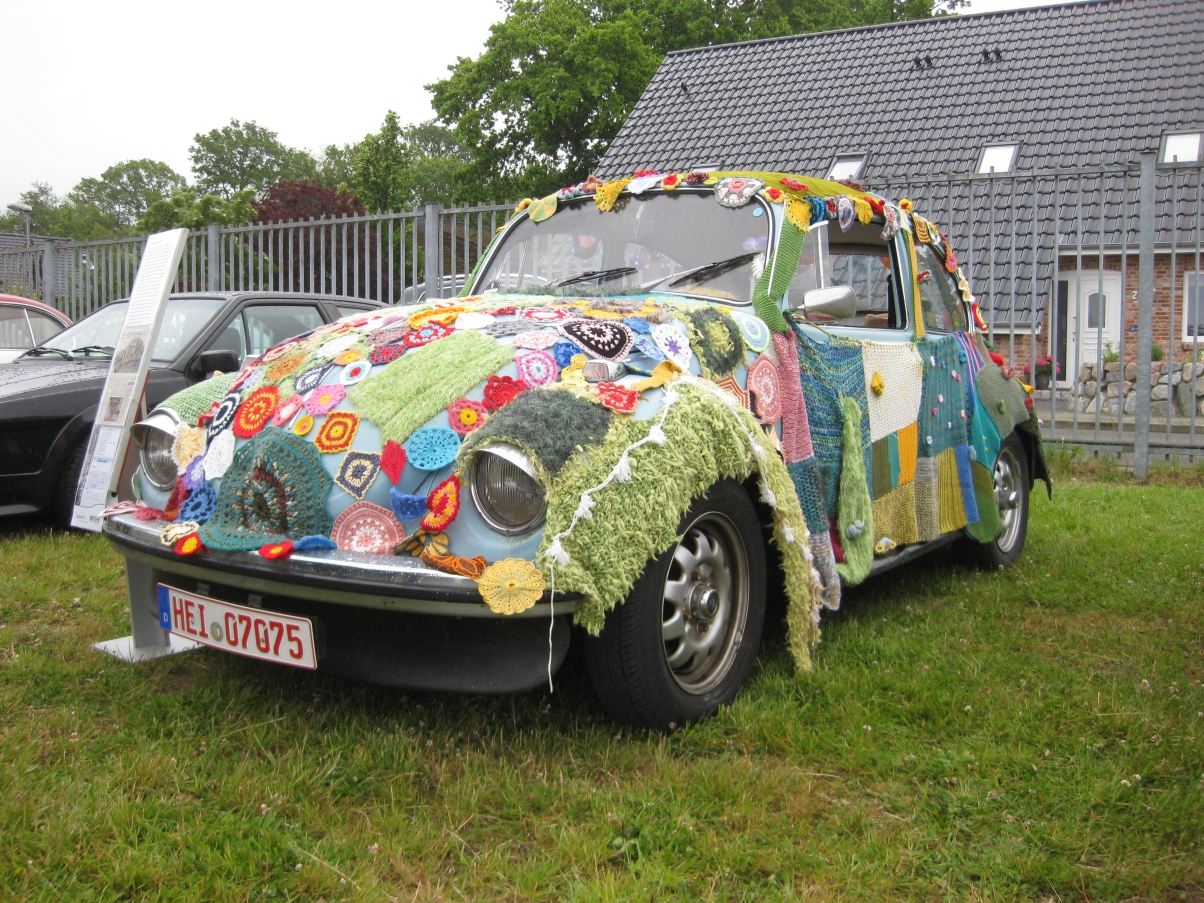
Gestrickter Käfer

Der Käfer bot sich mit seiner Plattform-Bodengruppe geradezu dafür an, die unterschiedlichsten besonderen Aufbauten zu tragen. Unter Abkehr von der Plattform hatte VW selbst bereits Anfang der 1950er Jahre den VW-Transporter (Typ 2) aus dem Käfer entwickelt. Vorher waren schon in den späten 1940er Jahren, noch in britischer Besatzungszeit, Käfer zu Pick-ups umgebaut worden; unter Wegfall der hinteren Sitzreihe wurde über dem Motor eine kleine offene Ladefläche aufgebaut.
Auch als Basisfahrzeug für Wohnmobile wurde der Käfer genutzt.
Für die Deutsche Bundespost wurden in den 1960er und frühen 1970er Jahren einige Käfer mit Rechtslenkung und einer Ladefläche anstatt der Rück- und Beifahrersitze gebaut. Mit diesen Fahrzeugen wurden die Briefkastenleerungen durchgeführt. Durch den Rechtslenker sollten Unfälle vermieden werden: Der Fahrer konnte aus dem Fahrzeug direkt auf den Bürgersteig zum Briefkasten hin aussteigen und so den fließenden Verkehr vermeiden.
Sehr bekannt sind die sportlichen zweisitzigen Coupés und Cabrios, die unter der Bezeichnung VW Karmann-Ghia (gesprochen Gia) nach Zeichnungen des italienischen Designers Giacinto Ghia bei Karmann in Osnabrück in einer Auflage von rund 445.000 Exemplaren entstanden. Außer diesen Fahrzeugen baute Karmann auch das normale Käfer-Cabrio im Auftrag von VW.
Von 1951 bis 1954 baute der Karosseriebetrieb Rometsch in Berlin knapp zwei Dutzend VW Export zu viertürigen Limousinen auf 180 mm längerem Radstand um. Der Preis dafür belief sich auf 2000 DM.
Ungefähr zur gleichen Zeit wie Karmann stellte das Schweizer Karosseriebauunternehmen Gebrüder Beutler ein elegantes, leicht wirkendes Coupé auf Käfer-Basis vor. Wie viele dieser Fahrzeuge gebaut wurden, ist nicht bekannt.
Der Schweizer Arzt Emil Enzmann konstruierte eine türlose Roadsterkarosserie für den Volkswagen. Das Auto wurde 1956 in der Schweiz vorgestellt und auf der IAA 1957 in Frankfurt als Enzmann 506 gezeigt. Er wurde bis 1968 als Spider mit Rennsportscheibe, als Cabriolet und als Hardtop gebaut. In dieser Zeit entstanden etwa 100 Exemplare. Ab 2001 wurde der Enzmann wieder gebaut.
Auf dem Käfer-Chassis baute VW später unter Mitbenutzung von Teilen des Typ 2 und des Typ 3 (VW 1500/1600-Serie) den Kastenwagen oder Post-Lieferwagen 147, der unter dem Spitznamen Fridolin bekannt wurde und heute ein begehrtes Oldtimerfahrzeug ist. Vom 147 wurden von 1963 bis 1974 insgesamt 6123 Exemplare hergestellt. Infolge der damals noch sehr unzulänglichen Rostvorsorge überdauerten nur wenige Exemplare.
Volkswagen Australia baute 1967/1968 mit Motor und Chassis des Käfers und den Achsen des Transporters 1956 Stück des VW Country Buggy, ein türloses offenes Fahrzeug mit Stoffverdeck. Die Karosserie ist aus abgekantetem Stahlblech. Der davon abgeleitete Sakbayan wurde auf den Philippinen bis 1980 gebaut, zuletzt mit Zulieferteilen aus brasilianischer Produktion.
Auf dem Käfer baute ferner der viertürige offene Mehrzweckwagen VW 181 auf, in den USA als Volkswagen Thing vermarktet. Vom 181 wurden von 1969 bis 1979 in Deutschland und in Mexiko 90.883 Stück hergestellt.
In den späten 1960er Jahren, zur Zeit des Pop- und kalifornisch geprägten Hippie-Lebensstils, kamen die Buggys auf. Dies waren umgebaute Käfer mit Kunststoff-Karosserien, die sich aus den Rennfahrzeugen der Baja California entwickelt hatten. Pionier des Buggys war ab 1963 der Amerikaner Bruce Meyers. In Deutschland bot Karmann von 1971 bis 1977 den von Redaktionsmitgliedern der Zeitschrift Gute Fahrt zusammen mit den Karosseriebauern entwickelten VW-Buggy Karmann GF und den von dem Autohaus Südhannover 1969 in Göttingen entwickelten AHS-IMP (Basis hier der amerikanische EMPI IMP) als Bausatz oder Fertigfahrzeug an. Alle Motoren vom 1200 bis zum 1600 waren verwendbar, die Preise beliefen sich auf rund 3000 DM für einen Bausatz und über 9000 DM für ein Komplettfahrzeug. Vom Karmann GF wurden etwa 1200, vom Imp rund 600 Exemplare in Deutschland zugelassen.
Ein Exot unter den Kunststoff-Buggys war die VW Typ 82-Replica. Diese wurde vom Karlsruher Unternehmen PET Products für 4300 DM als Bausatz (nur Karosserie) oder für 10.300 DM als Komplett-Fahrzeug angeboten. In den Jahren 1966 bis 1969 wurden insgesamt nur 13 Fahrzeuge auf den Markt gebracht. Die Einführung des VW 181 zu lediglich 8500 DM machte den PET-Kübel wirtschaftlich für die Kunden unattraktiv, sodass PET Products schließlich vom Markt verschwand.
Eine extrem seltene Sonderform ist der sogenannte Nordstadt-Käfer. 1973 entstand im Autohaus Nordstadt, Hannover, unter der Leitung von Günter Artz ein Auto in Form eines VW 1303, jedoch auf der Bodenplatte des Porsche 914/6. Als Antrieb wurde ein Motor aus dem Porsche Carrera RS mit 2,7 Litern Hubraum gewählt und in Mittelmotorposition eingebaut. Die Leistung betrug 210 PS (154,5 kW). Damit beschleunigte der Wagen in wenig mehr als sieben Sekunden auf 100 km/h und erreichte eine Spitzengeschwindigkeit von fast 220 km/h. Da die Bodenplatte des Porsche 914 größer als die des Käfers ist, musste die Karosserie entsprechend verbreitert werden. Zur Fertigstellung des Autos sollen insgesamt rund 2000 Arbeitsstunden nötig gewesen sein.

### Alternative Technik

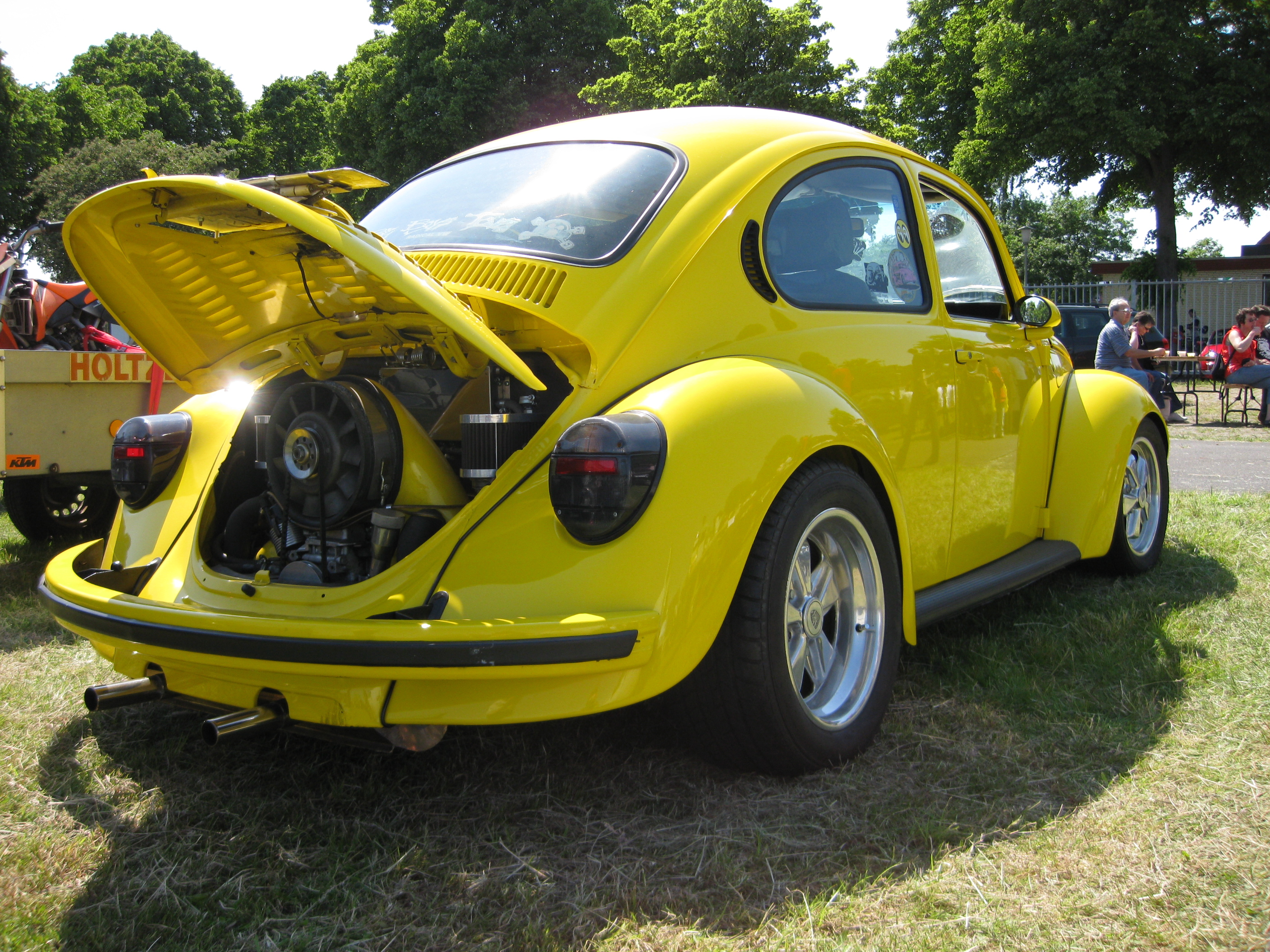
Umgebauter Käfer mit anderen Scheinwerfern, Reifen, Felgen und weiteren Modifikationen

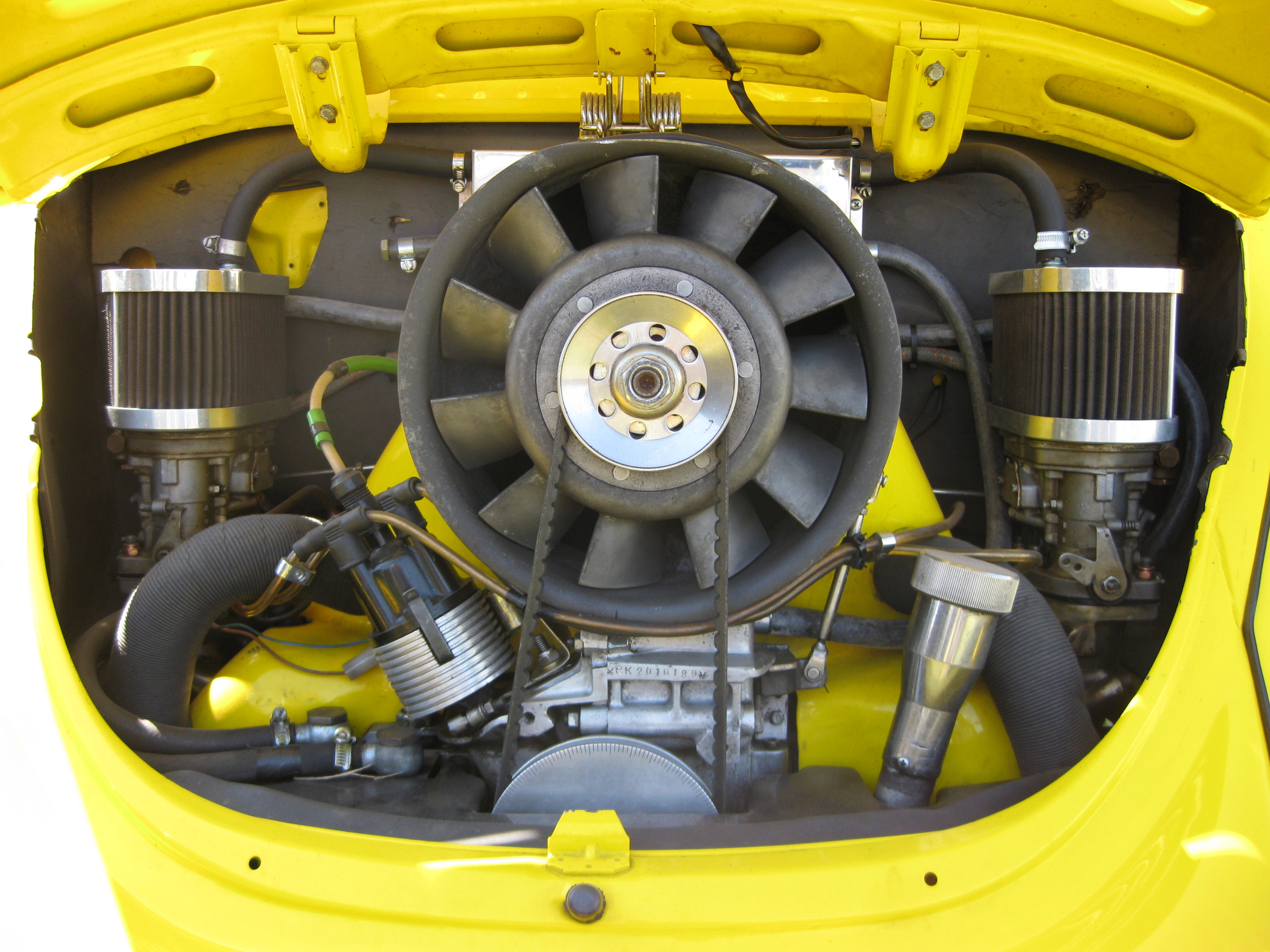
Detailblick auf den umgebauten Motor

Der Käfer war wegen seiner simplen Bauweise stets Objekt für Umbauten und Tüfteleien. Diese zielten vielfach darauf ab, die Motorleistung und Geschwindigkeit zu erhöhen. Geschah dies in den 1960er Jahren noch durch Verwendung anderer Kolben und Zylinder, wurden Anfang der 1970er Jahre gerne Motoren aus dem VW Typ 4 in den Käfer eingebaut. Dadurch ergaben sich respektable Leistungen bis 85 PS (62,5 kW). Später wurde oftmals der baugleiche Motor des Porsche 914 mit 2,0 Liter Hubraum und 100 PS (73,5 kW) Nennleistung verwendet. Diese Motoren wurden im Laufe der Zeit von Hobbybastlern und Unternehmen weiterentwickelt und erreichen heute Hubraumgrößen von über drei Litern und Leistungen über 280 PS (206 kW). Diese Technik war und ist teuer; große Motoren kosten mitunter 20.000 Euro, notwendige Umbauten wie größere Bremsen, Getriebe usw. nicht mitgerechnet.
Aus diesem Grund wurde nach kostengünstigen und haltbaren Alternativen gesucht. Diese fanden sich zuerst vereinzelt in wassergekühlten Motoren aus dem VW Passat oder Golf GTI, die Leistungen von 110 PS (81 kW) erbrachten. Da es sich hierbei aber um Reihenmotoren handelt und der Umbau nicht komplett im Motorraum untergebracht werden kann, war dies keine zufriedenstellende Lösung. In den 1980er Jahren hatte sich Michael Hammer (Hammer Spezial in Mainz und Bingen) mit dem Einbau wassergekühlter 112-PS-(82-kW)-Boxermotoren (Typ 2 VW-Bus) im Käfer beschäftigt und durch entsprechende Abgasgutachten, Fahrwerk-, Bremse- und Getriebe-Modifikationen dem Käfer zu TÜV-genehmigten 200 km/h verholfen. Hammer stellte seinerzeit als jüngster Aussteller auf der IAA diesen wassergekühlten Boxer (Bezeichnung W2,1i) in einem zum Vollcabrio umgebauten Mexiko-Käfer vor. Nach der Produktionseinstellung von Karmann war es die einzige viersitzige Vollcabrio-Variante (in Topchop-Ausführung). Mittlerweile werden verstärkt Motoren von Subaru eingebaut, da es kompakte Boxermotoren aus der Großserie sind. So bietet beispielsweise das Modell Legacy Motoren mit 136 PS (100 kW) oder 200 PS (147 kW) mit Leistungsreserven nach oben nebst Wasserkühlung, teils mit Turboaufladung. Teilweise werden aber auch Wankelmotoren von Mazda eingebaut; sie sind ebenfalls kompakt und leistungsfähig.
Viele Änderungen wie zum Beispiel der Einbau von Porsche-Rädern und Porsche-Bremsanlagen waren ohne Schwierigkeiten möglich. Es gab auch einen Kompressor (Judson) aus Amerika, der über einen zusätzlichen Keilriemen angetrieben wurde.
Außer dem Judson-Kompressor wurden Zweivergaseranlagen von Gerhard Oettinger (1920–1997) in Friedrichsdorf im Taunus und von Autotechnik in Hannover (Express) zur Leistungssteigerung eingesetzt. Die bekanntere war die Okrasa-Anlage (Oettinger Kraftfahrtechnische Spezial Anstalt), die 1951 auf den Markt kam. Mit zwei SOLEX-32PBJ-Vergasern und Ansaugrohren mit Vorwärmung stieg die Leistung von 25 PS (18,5 kW) auf 36 PS (26,5 kW) bei 4000/min, die eine Höchstgeschwindigkeit von 120 km/h ermöglichten. Oettinger entwickelte das Tuning für den Käfer-Motor weiter und bot 1954 neben anderen Modifikationen Spezialzylinderköpfe mit doppelten Ansaugkanälen und 1955 eine eigene Kurbelwelle aus Chrom-Molybdän-Stahl mit Gegengewichten und erhöhtem Hub für 1,3 und 1,4 Liter Hubraum an. Die Leistung lag bei 50 bis 70 PS (37 bis 51 kW). Im Laufe der Entwicklung wurde der Hubraum auf bis zu zwei Liter erhöht, bei Triebwerken des VW 411, die in den Käfer eingebaut wurden, auf 2,3 Liter mit bis zu 110 PS (81 kW).

### VW Käfer mit Elektromotor

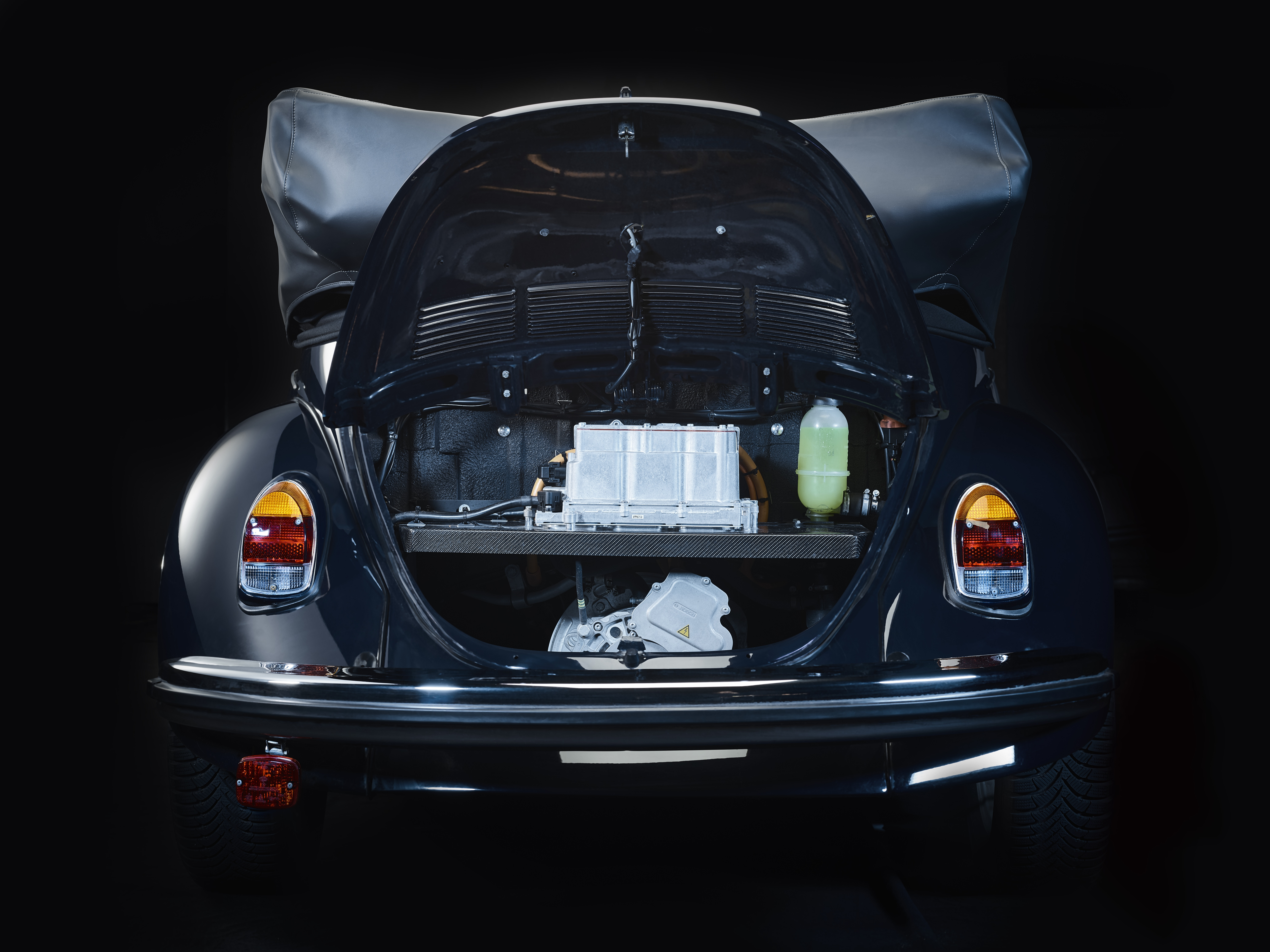
Heckansicht Retrokäfer mit offener Klappe: Elektromotor und Elektronik

Seit 2017 werden umgebaute VW Käfer mit 100-kW-Elektromotor (Synchronmaschine) anstelle des VW-122-Boxermotors unter der Marke Retrokäfer angeboten. Diese Käfer, zumeist 1302 und 1303, werden von Murschel Electric Cars GmbH & Co. KG restauriert und umgebaut. In der Bodengruppe ist ein 300 kg schwerer Lithiumphosphatakkumulator eingebaut, der 22 kWh Energie speichern kann. Das Gesamtgewicht des Fahrzeuges beträgt etwa 1000 kg, die Höchstgeschwindigkeit ist mit 150 km/h angegeben, die Reichweite soll bis zu 150 km betragen. Des Weiteren erhält der Retrokäfer im Zuge der Restaurationsarbeiten eine luxuriöse Ausstattung wie Ledersitze, Touchscreenbedienfeld oder LED-Scheinwerfer. Das Ladegerät des Fahrzeuges lädt mit bis zu 22 kW und kann den Akku somit innerhalb einer Stunde voll aufladen; an einer Schukosteckdose dauert der Ladevorgang rund sechs Stunden.

## Der Käfer im Motorsport

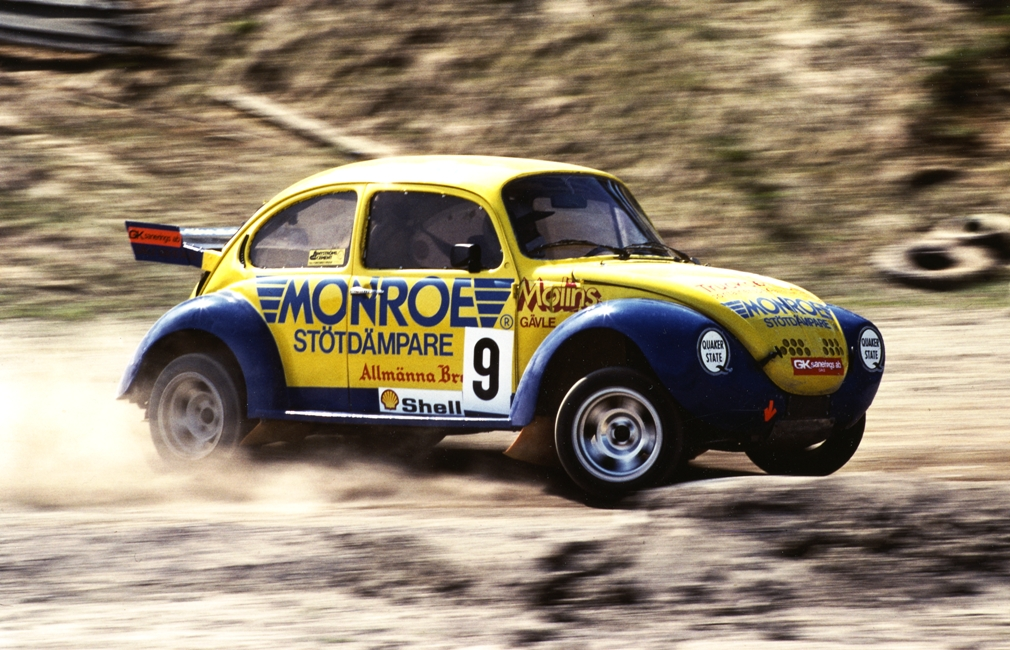
Der Schwede Mikael Nordström wurde 1985 mit seinem über 500 PS starken Allrad-Käfer Fünfter der FIA-Rallycross-Europameisterschaft

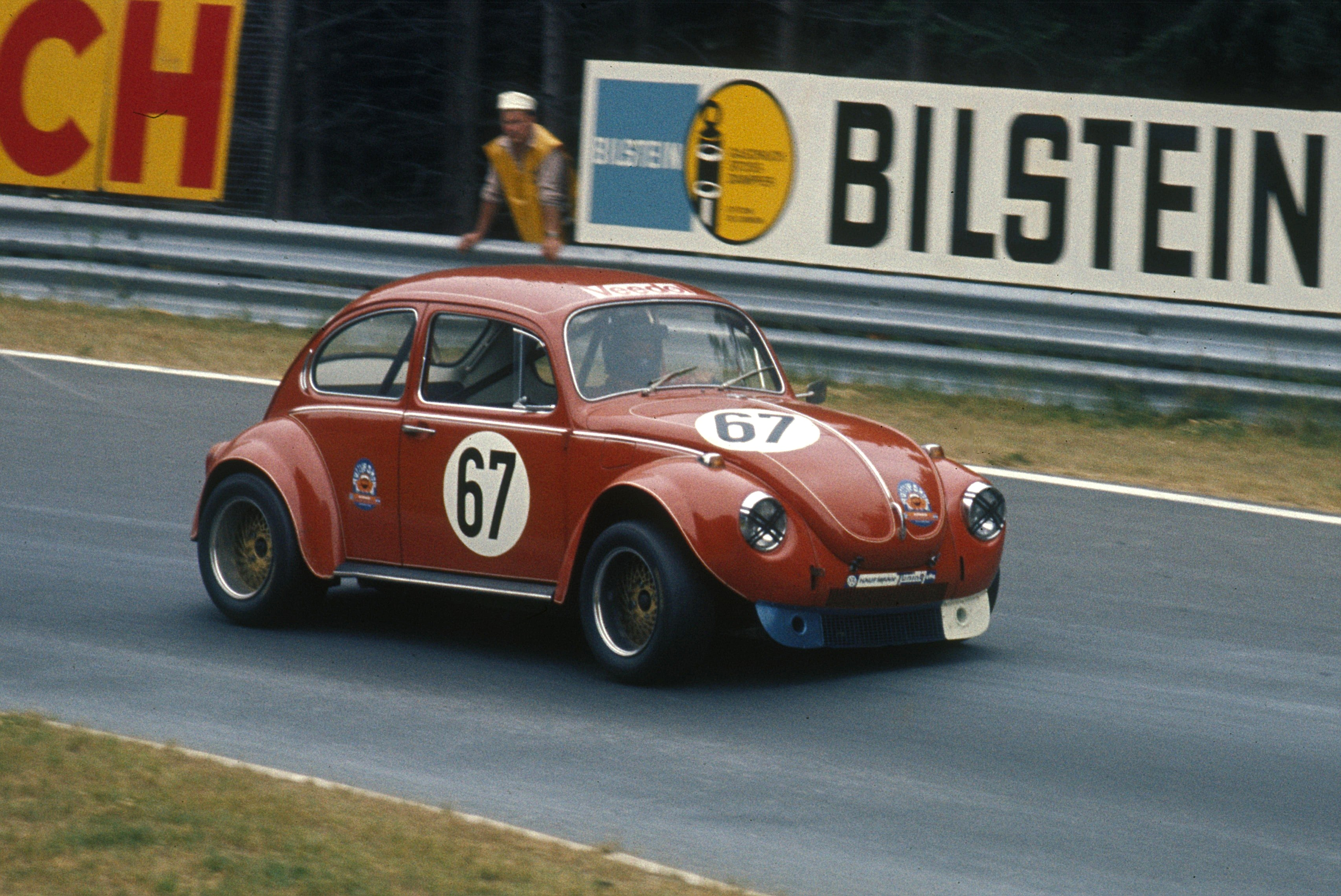
VW 1302 beim 6-Stunden-Rennen 1973 auf dem Nürburgring

Der Käfer hat eine lange Tradition im Amateurmotorsport. Seine kompakte Bauweise und sein niedriges Gewicht boten eine gute Basis für einen Dragster. Als die NHRA Mitte der 1960er Jahre Beschleunigungsrennen in Süd-Kalifornien organisierte, fuhren die ersten umgebauten VW Käfer gegen die großen amerikanischen V8-Boliden. Obwohl leistungsmäßig unterlegen, konnten die sehr leichten Fahrzeuge mithalten. Da VW Käfer viele Rennklassen plötzlich beherrschten, Volkswagen offiziell aber solche Rennen finanziell nicht unterstützte, übten die großen amerikanischen Automobilhersteller, die mit viel Geld an solchen Veranstaltungen beteiligt waren, Druck auf die NHRA aus.
Ab Mitte der 1970er Jahre wurde das Regelwerk der NHRA so weit geändert, dass Rennwagen auf VW-Käfer-Basis nicht mehr regelkonform gebaut werden konnten. Heute gibt es spezielle Klassen allein für VW Käfer, in denen professioneller Motorsport betrieben wird.
Käfer wurden auch in anderen Rennsportarten eingesetzt. Besonders die Fahrer der Rallye-Käfer von Porsche Salzburg in Österreich machten immer wieder durch Achtungserfolge auf sich aufmerksam. In der Rallycross-Europameisterschaft waren die am Ende bis zu 520 PS/382 kW (mit über zwei Liter Hubraum und Turbolader) starken Käfer von 1973 bis Mitte der 1980er Jahre sehr erfolgreich. Nachdem ihre FIA-Homologation endgültig abgelaufen war, wurden einige VW 1303 S umgebaut und konnten mit den Homologationspapieren des brasilianischen Fusca 113 noch einige weitere Jahre bei Rallycross-Läufen an den Start gehen. In den 1970er Jahren waren Autocross-Rennen mit Käfern in Deutschland und den Niederlanden populär. Den Käfern wurden dazu die Kotflügel abgeschnitten, die Scheiben herausgenommen und Fliegengitter eingebaut. Außerdem gab es die Formel V (oder Vau), Formel-Rennwagen mit umgedrehter Motor-Getriebe-Einheit des VW Käfer als Mittelmotor. Wesentlich freier war die etwa im Jahr 2000 ins Leben gerufene Formel Volkswagen.
Von 1989 bis 2000 wurde der Käfer-Cup ausgetragen, eine Serie bestehend aus Slalom, Berg- und Rundstreckenrennen. Manche Rennen fanden im Rahmenprogramm von größeren Tourenwagen-Veranstaltungen statt. Das Reglement wurde in der Zeit mehrfach angepasst. In der Findungsphase gab es vier Klassen. Zwischen 1990 und 1996 wurde der Käfer-Cup in drei Klassen ausgetragen, die sich in erster Linie auf die Motorisierung bezogen. Klasse V: VW Käfer mit einem Typ-1-Motor (original VW Käfer) mit Serienvergaser, Klasse W1: Typ 1 „offene Klasse“ und Klasse W4: VW Käfer mit Typ-4-Motor und freier Wahl der Gemischaufbereitung. Die Karosserie musste in ihrer Optik der VW Käfer Karosserie entsprechen. Räder, Reifen, Fahrwerk, Bremsen, Getriebe und Lenkung waren freigestellt. In der Einstiegsklasse für Motoren mit Serienvergaser (Solex 34 PICT) konnte man für kleines Budget an den Rennveranstaltungen teilnehmen. Der Hubraum war frei wählbar und betrug zwischen 1,6 und ca. 2,1 l. Die Leistung zwischen ca. 60 und ca. 90 PS (44 und 66 kW). In der offenen Klasse für Typ-1-Motoren wurden meist Doppelvergaser eingesetzt. Die Leistung konnte bis knapp 200 PS (147 kW) betragen. In der „Königsklasse“ (W4) mit dem Typ-4-Motor aus dem VW 411/412 und Porsche 914 gingen die Hubräume bis knapp 3 l und die Leistungen betrugen etwa 250 PS (184 kW). Im Jahr 1996 wurde wie im Tourenwagensport zu der Zeit üblich die Hubraumgrenze auf 2 l gesetzt und ein Drehzahllimit von 7000/min eingeführt. Die Wahl des Motors (Typ 1 oder Typ 4) war freigestellt.
Äußerlich dem VW Käfer ähnelnde Fahrzeuge werden zurzeit (Stand 2023) in einer eigens für sie geschaffenen Rennserie eingesetzt, dem Uniroyal Funcup. Die Rennwagen bestehen aus einem Gitterrohrrahmen mit Glasfaserkarosserie. Motor und Getriebe stammen aus dem VW Golf und sind verplombt, um Chancengleichheit zu gewährleisten.

## Der Käfer im Polizeidienst

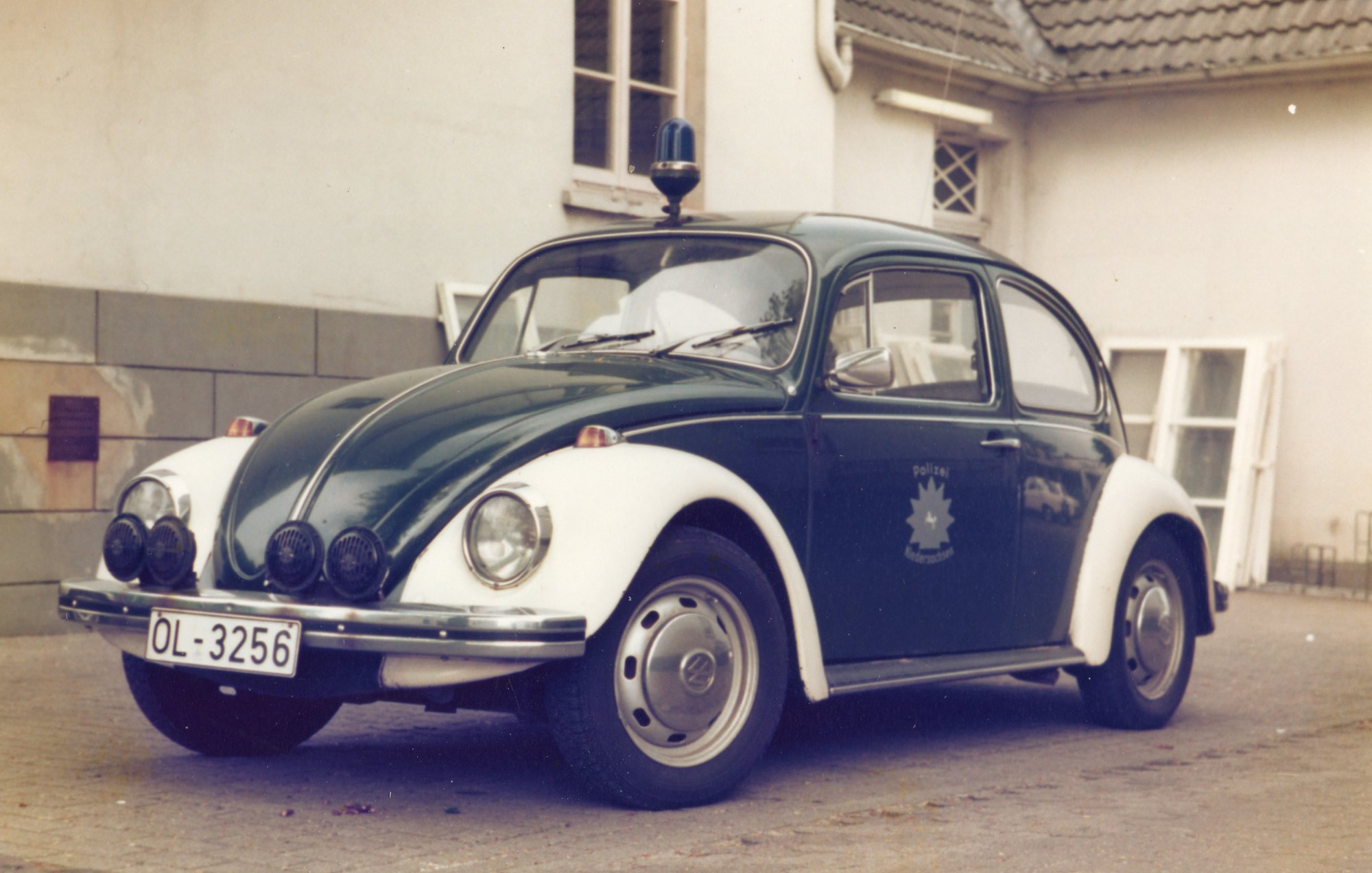
Funkstreifenwagen VW Käfer der Niedersächsischen Schutzpolizei, 3. Polizeirevier Oldenburg-Osternburg, ca. 1978

Bis zur Ablösung durch den VW Passat in den 1970er Jahren war der Käfer in der Bundesrepublik der am meisten verbreitete Streifenwagen, trotz seiner bekannten Mängel wie geringer Größe und Zweitürigkeit; Mängel, die nach Oswald nicht durch „Wirtschaftlichkeit, Robustheit und Lebensdauer“ ausgeglichen werden konnten. 1948/49 hatte Volkswagen in Zusammenarbeit mit Karmann in Osnabrück auf Basis des Käfers einen eigens für den Polizeidienst entwickelten Streifenwagen Typ 11 A hergestellt, von dem 482 Exemplare ausgeliefert wurden. Es war ein Cabriolet mit offenen Seiten und einem Faltdach mit Heckfenster. Die unteren Seitenteile konnten bei Schlechtwetter mit Planen abgedeckt werden. Anderen Quellen zufolge baute Hebmüller in Wülfrath die genannten 482 Fahrzeuge als Typ 18 A. In Österreich entstanden zwischen 1950 und 1951 außerdem bei Austro-Tatra 203 offene Polizei-Streifenwagen auf Basis des VW Typ 1. Auch der Karosseriebauer Franz Papler in Köln befasste sich mit dem Bau ähnlicher Fahrzeuge. Grundlage der VW-Streifenwagen von Hebmüller waren im Volkswagenwerk hergestellte serienmäßige Limousinen des Typs 11 (VW Standard). Das Dach wurde entfernt, ebenso Front-, Heck- und Seitenfenster. Anstelle der werkseigenen wurde eine Windschutzscheibe mit verstärktem Rahmen eingesetzt; die Mittelholme bzw. B-Säulen wurden verkürzt. Das Verdeck der Streifenwagen ließ sich weit nach hinten klappen und bei den zuletzt gebauten Fahrzeugen ganz versenken, sodass eine ungehinderte Rundumsicht gegeben war.

## Der Käfer in der Werbung
Die Erfolgsgeschichte des VW Käfer ist zum großen Teil auch einer erfolgreichen Werbekampagne zu verdanken, mit der VW 1959 die New Yorker Agentur Doyle, Dane und Bernbach (DDB) beauftragte. Ziel war es in erster Linie, die Verkaufszahlen auf dem hart umkämpften amerikanischen Markt zu erhöhen. In Deutschland verkaufte sich der Käfer zu diesem Zeitpunkt noch fast wie von selbst. Außer einer Werbeanzeige zum Jahresende, die die Erfolgszahlen des Werkes belegte, schaltete VW bis dahin noch keine großangelegten Werbeanzeigen.
Die Agentur DDB ging mit ihrer Werbung neue Wege, sie lobte den Käfer nicht, wie sonst in der Werbung üblich, über alle Wolken und stellte ihn nicht als den besten Wagen schlechthin dar, sondern hob die kleinen, aber feinen Unterschiede gegenüber der Konkurrenz hervor. Sie entwarf Werbeanzeigen, die den Kunden zum Nachdenken, Lachen und Diskutieren anregten. Und so entstanden Slogans wie „Think small“, „Er läuft und läuft und läuft …“, „Es gibt Formen, die man nicht verbessern kann“ oder „Wir wahren die Form. Bis zum Schluß“ (als Unterschrift unter einem Hühnerei mit den aufgemalten Konturen des VW Käfer), „Wer nicht angibt, hat mehr vom Leben“ usw., die noch heute in der Werbebranche als vorbildlich und wegweisend gelten. Im Jahr 1969 wurde nicht das Auto selber abgebildet, sondern mit dem Hinweis „Ist häßlich, aber bringt Sie ans Ziel“ eine Mondlandefähre dargestellt.
Wegen des durchschlagenden Erfolgs dieser Werbung in den USA übertrug VW ab 1962 der Agentur DDB die Gesamtverantwortung für die Käfer-Werbung auch in Deutschland. Es ist zum Großteil diesen Werbekampagnen zu verdanken, die immer wieder und mit immer neuen Details auf die Qualität, Langlebigkeit und Wartungsfreundlichkeit des Käfers hinwiesen, dass es zu der Entstehung eines Mythos VW Käfer kam. Als im Herbst 1985 der offizielle Deutschland-Import von Mexiko-Käfern durch VW endete, würdigte die Agentur DDB dieses Ereignis mit dem letzten deutschen Käfer-Werbeslogan „Es hat Spaß gemacht“.
Neben der Werbung von Volkswagen für den Käfer wurde der Käfer auch in Werbung und Werbespots für andere Produkte verwendet. Viele Jahre lief beispielsweise im deutschen Fernsehen der 1970er bis 1980er Jahre ein Werbespot der Allianz Versicherung, der ein Käfer-Cabrio zeigte, das in Italien in einen Unfall verwickelt wurde. Auch ein Süßwarenhersteller setzte ein Käfer-Cabrio prominent in einem Werbespot ein.

## Der VW-Käfer in der Kunst

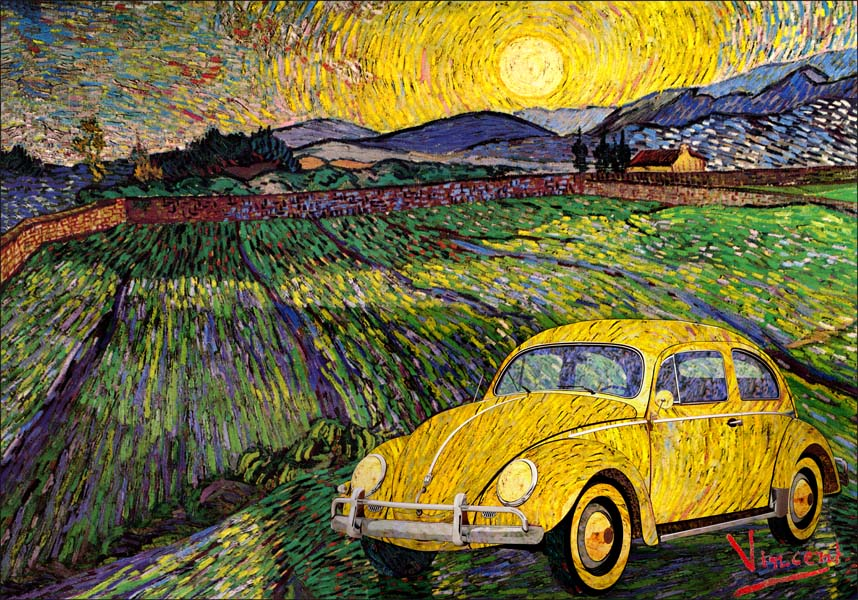
VW-Vincent, 1999, ARTwork-Käfer im Stil von Vincent van Gogh

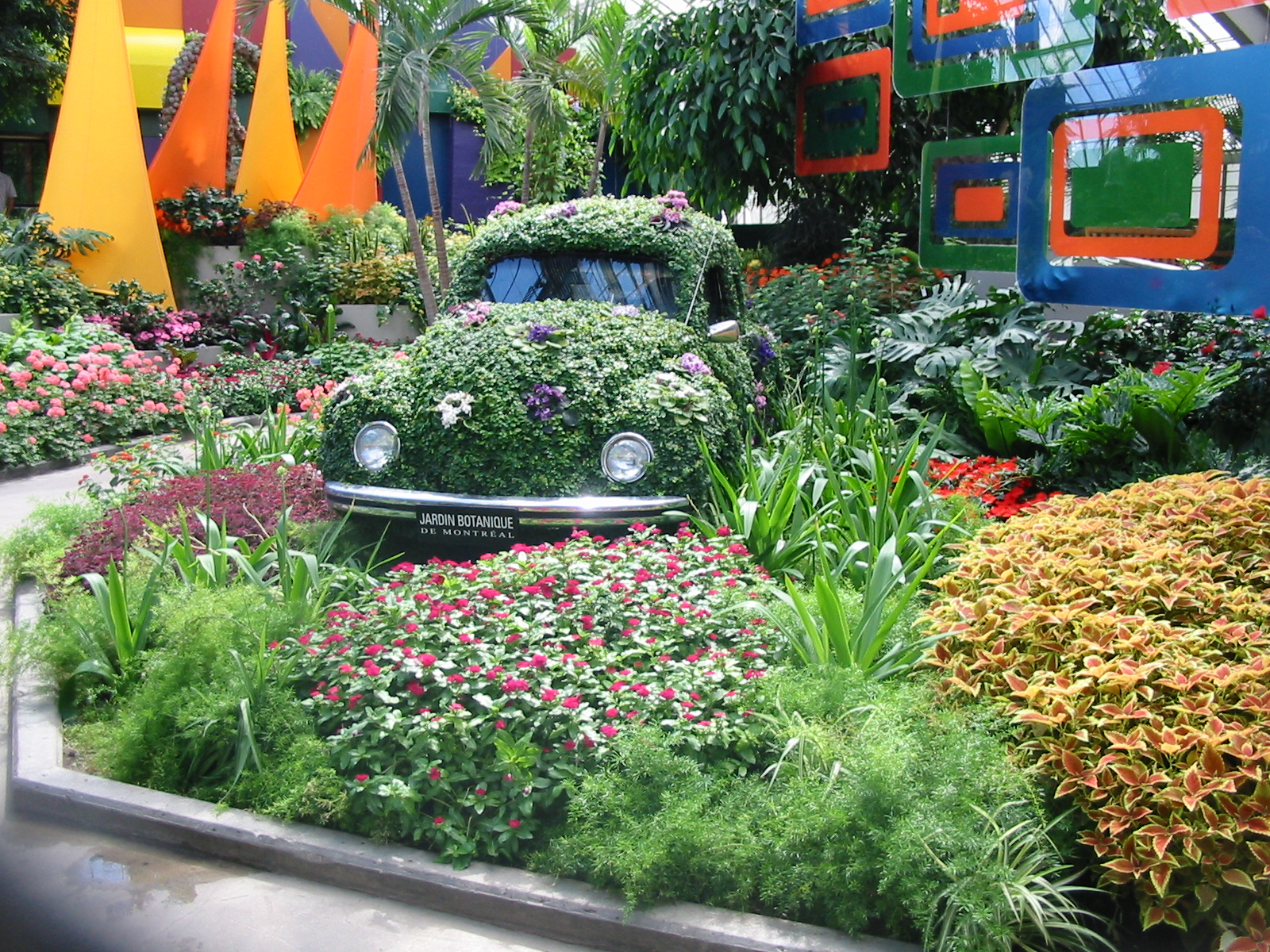
Blumen-Käfer im Botanischen Garten Montreal

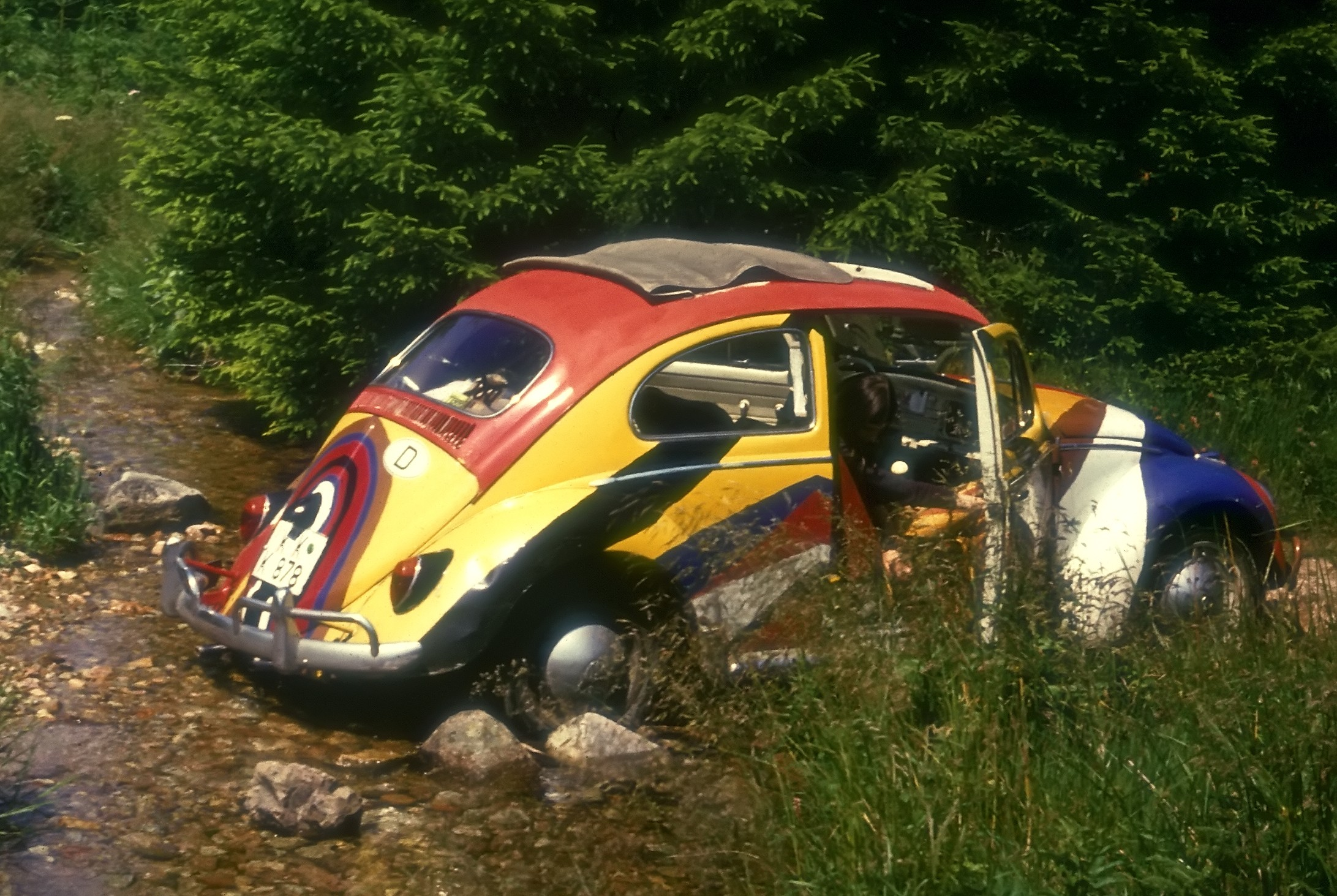
Hippie-Käfer 1974

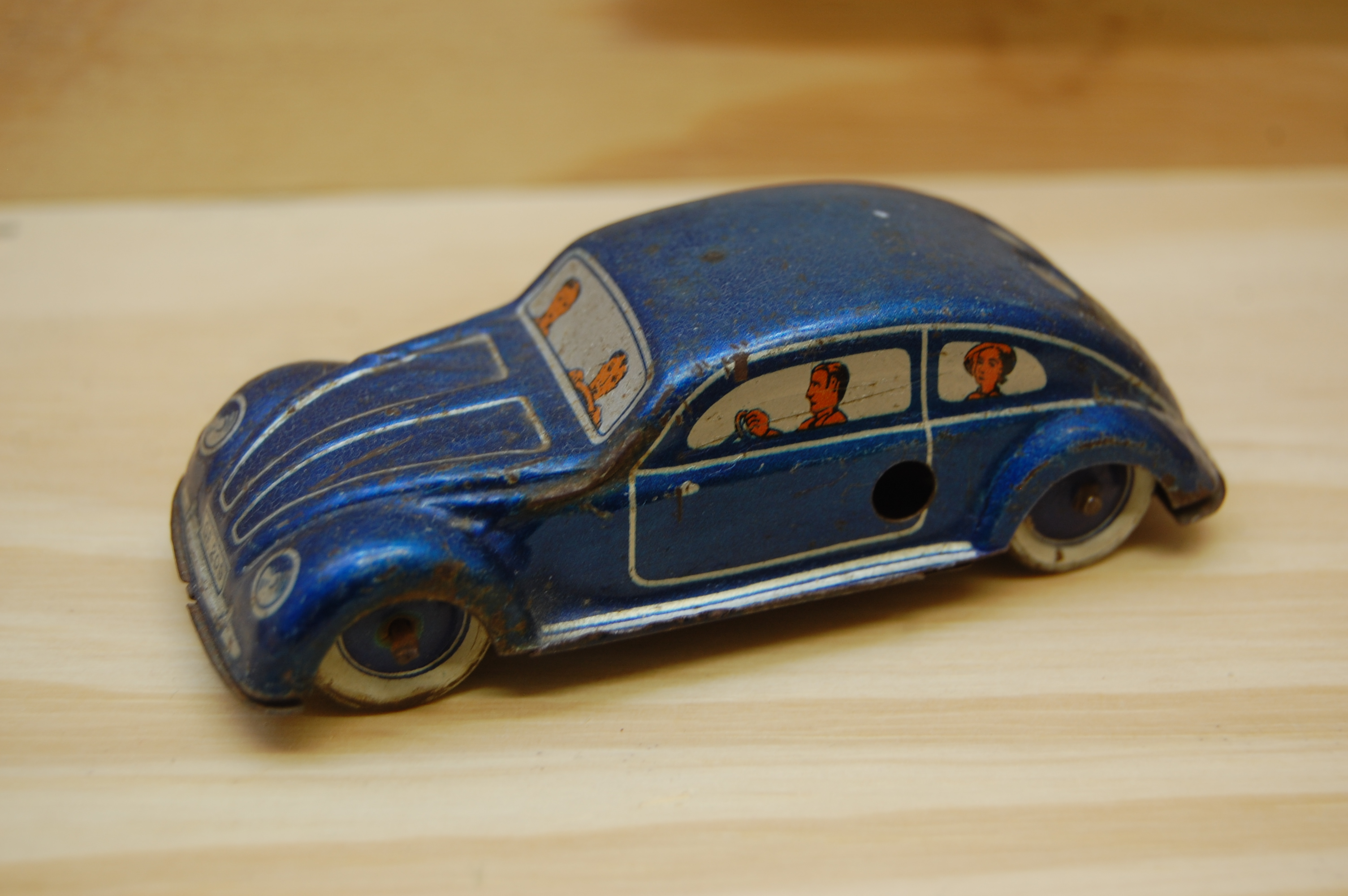
KdF-Wagen (1940) als Blechspielzeug von Georg Fischer, Nürnberg; Museum der Arbeit, Hamburg

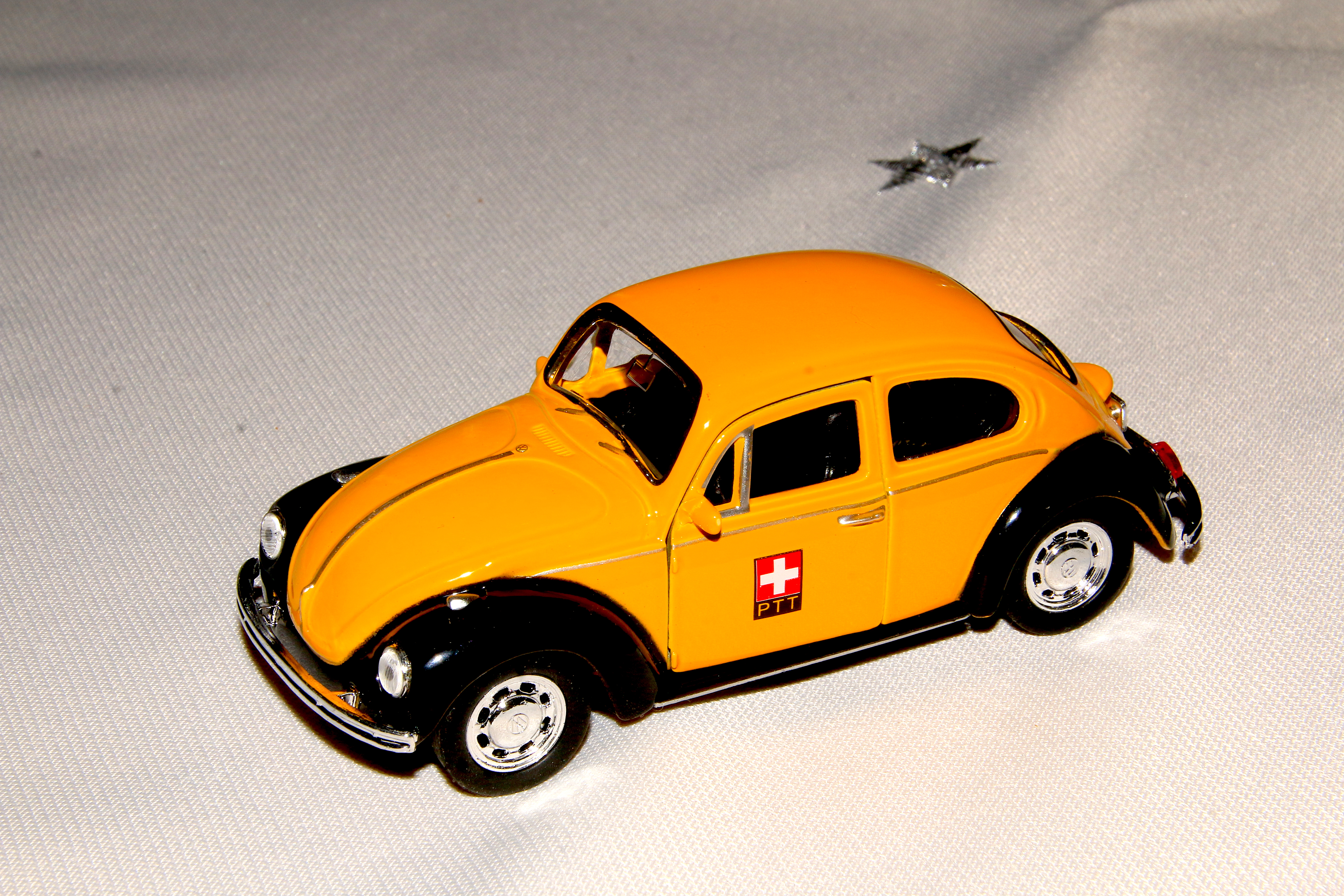
VW 1300 der schweizerischen Post als Spielzeugmodell (2018)

Der VW Käfer ist eines der Industrieprodukte, das in vielerlei Form den Weg in die Kunst geschafft hat. Das Kult-Auto inspirierte einige namhafte Künstler, sich mit dem VW Käfer in Grafiken, Gemälden und Installationen auseinanderzusetzen, u. a. Christo („Wrapped Volkswagen“, 1961) oder Andy Warhol. Außerdem wurden einige Filme mit dem Käfer gedreht.

### Filme
Es gab zwei Filmreihen mit dem VW Käfer in der Hauptrolle, die zu einem positiven Image des Wagens beitrugen:
- die amerikanische Herbie-Serie[166] (sechs Kinofilme und ein Fernsehfilm von 1969 bis 2005, außerdem die Fernsehserie im Jahr 1982); charakteristisch ist die Startnummer 53 auf weißem Kreis,
- die deutsche Dudu-Serie aus den 1970er Jahren, bestehend aus fünf Filmen.[167][168]

Außerdem gibt es zum Beispiel in dem Film Der Schläfer von Woody Allen eine Anspielung auf die vermeintliche Verlässlichkeit des Käfers. So findet der Protagonist auf seiner Flucht einen 200 Jahre alten Käfer, der auf Anhieb anspringt. In Norwegen ist Pelle das Polizeiauto, ähnlich Herbie, ein personifizierter Teil mehrerer Filme, Radioproduktionen und einer eigenen Fernsehserie für Kinder.

### Musik
2001 veröffentlichte die deutsche Musikgruppe Welle: Erdball auf ihrem Album Die Wunderwelt der Technik ein regelrechtes Liebeslied auf den VW Käfer mit dem Titel VW-Käfer.
Auf dem 1974 veröffentlichten Album Autobahn der deutschen Gruppe Kraftwerk ist am Anfang des Titelliedes das Startgeräusch eines Käfers zu hören. Auch die Plattenhülle zeigt neben einem Mercedes W 112 einen Volkswagen Käfer.

## Sonstiges
- In Dänemark wurde der Käfer zum Auto des Jahrhunderts gewählt.[170]
- Für das Design-Museum in London gehört der Käfer zu den „Fifty cars that changed the world“[171] (Buchtitel).
- Die Rezeption des Wagens in den USA war Mitte der 1950er Jahre zurückhaltend. Der amerikanische Automobiljournalist Wilbur Shaw zitiert in einem Artikel für die deutsche Zeitschrift Hobby 1954 einen VW-Verkäufer bei der Auto Imports Ltd. in Indianapolis: „Gewiss, der Wagen ist keine Augenweide. Aber er wurde nicht zum Angeben gebaut. Er ist ein gutes, billiges Verkehrsmittel – weiter nichts.“ Die Verkaufszahlen stiegen dennoch: Um 1952 wurden etwa 100 Fahrzeuge monatlich verkauft, 1954 schon 700. Der Spitzname für den Käfer war in diesen Jahren wegen der Massenfabrikation Europas Model T.[172]
- Käfer-Motoren finden heute noch Verwendung, z. B. in Trikes.
- Die bis Oktober 1949 gebauten Volkswagen Typ 1 konnten mit einer serienmäßig mitgelieferten Andrehkurbel gestartet werden, wenn die Batterie keine ausreichende Leistung zum Anlassen mehr lieferte. Die Kurbel wurde durch eine Öffnung im hinteren Abschlussblech der Karosserie angesetzt
- Die Präsentation des deutschen KdF-Wagens löste in anderen Ländern Diskussionen und Aktivitäten über jeweils eigene „Volkswagen“ aus, z. B. in England („englisches Volkswagenprojekt“,[173] Bristol-Heckmotor-„Volkswagen“ und Kendall-Beaumont-„Volkswagen“[174]), in Italien[175] oder in Frankreich, wo Renault sich bei der Entwicklung des 4CV nicht nur am Volkswagen orientierte[176][177], sondern Ferdinand Porsche während seiner französischen Kriegsgefangenschaft zur Modellentwicklung hinzugezogen wurde[178][179]. In Fachmagazinen wurden seit Erscheinen des VW nicht selten Modelle anderer Hersteller mit Begriffen belegt wie „der italienische/der französische Volkswagen“ (u. a. Citroen[180], Greogoire-Leichtwagen[181], Renault[182], Fiat[175]).
- In Italien soll Enzo Ferrari einen Auftrag zur Entwicklung eines „Volksautos“ erhalten haben.[175]
- Toyota nahm den Volkswagen zum Vorbild bei der Entwicklung des ersten eigenen Nachkriegsmodells mit der Bezeichnung „Toyopet SA“. Das Fahrzeug war äußerlich dem VW Käfer ähnlich; etliche Konstruktionsmerkmale des Volkswagens wurden übernommen, aber nicht alle – u. a. bekam der Toyota einen wassergekühlten Frontmotor.[183]